# 森正洋
森 正洋（もり まさひろ、1927年11月14日 - 2005年11月12日）は日本の陶磁器デザイナー。
「日常の生活で使う器を考え、形を創り工場で生産することにより、多くの人々とともに共有し生活することに、デザインの喜びを感じる」というデザインポリシーにもとづき、戦後日本の生活を見つめた食器のデザインを、考え、作り続けたデザイナーである。
生涯で110を超えるGマーク選定作品がある。
1958年に森がデザインした＜G型しょうゆさし＞は、1960年に第1回グッドデザイン賞（Gマーク選定）を受賞、1977年にはGマークロングライフデザイン賞を受賞し、以来今日まで（2011年11月22日現在）生産販売が続くロングライフ製品である。

## 人物・来歴
- 1927年11月14日 佐賀県藤津郡塩田町（現・佐賀県嬉野市塩田町）に生まれる
- 1941年4月 佐賀県立有田工業学校（現・佐賀県立有田工業高等学校）図案科（ - 1945年3月）
- 1944年 岩尾磁器に学徒勤労動員される
- 1946年1月 陶芸家･松本佩山に師事（ - 1947年）
- 1948年4月 多摩造形芸術専門学校（現･多摩美術大学）工芸図案科（ - 1952年3月）
- 1949年6月 商工省工芸指導所第二設計室研究生（ -1951年）
- 1952年4月 （株）学習研究社編集部に勤務（ - 1953年）
- 1954年1月 長崎県窯業指導所（現・長崎県窯業技術センター[1]）デザイン室に勤務（ - 1956年）
- 1956年7月 波佐見の白山陶器に入社。
後に開設されたデザイン室でハウスデザイナーを勤め1958年「G型しょうゆさし」を製作。
- 1958年10月 商工省産業工芸指導所が招聘したカイ・フランク（フィンランドのデザイナー）のワークショップに参加（東京）[2]
- 1958年 日本デザイナー・クラフトマン協会（現・日本クラフトデザイン協会）会員（ - 1968年）
- 1960年 「G型しょうゆさし」が、第1回グッドデザイン賞（Gマーク選定）を受賞
- 1961年10月 九州クラフトデザイナー協会創立常任理事
- 1961年10月 米欧デザイン視察。アメリカは猪熊弦一郎宅にて、イサム・ノグチと会う。フィンランドでカイ・フランクを訪ねる。（ - 1961年11月）
- 1965年　日本デザインコミッティ委員（ - 2005年11月12日）
- 1966年4月 中華人民共和国の陶磁器産業とデザイン教育を視察。日本陶磁器産業代表団。（ - 1966年5月）
- 1970年4月 佐賀県立有田工業高校非常勤講師（ - 1975年）
- 1970年8月 欧米の陶磁器視察。有田陶磁器使節団。（ - 1970年9月）
- 1970年9月 輸出陶磁器デザインコンクール審査員。日本陶磁器意匠センター主催、名古屋他。（ - 1989年）
- 1971年7月 九州クラフトデザイナー協会理事長（ - 1972年）
- 1973年10月 第8回世界インダストリアルデザイン会議京都分科会パネリスト
- 1974年4月 九州産業大学芸術学部教授（ - 1982年）
- 1974年4月 グローバルアイ'75「地中海の火と土のデザイン展」（グッドデザイン・コミッティ主催松屋、東京・銀座）開催。アートディレクターとして欧州で作品選定。（ - 1974年5月）
- 1975年4月 愛知県立芸術大学非常勤講師（ - 1985年）
- 1976年 毎日デザイン賞選考委員（ - 1995年）
- 1978年3月 白山陶器株式会社を退職
- 1978年4月 森正洋産業デザイン研究所を設立
- 1978年9月 第8回世界クラフト会議京都・分科会パネリスト
- 1978年10月 韓国デザイン視察。日本デザインコミッティー。
- 1979年11月 中華人民共和国デザイン視察。日本デザインコミッティー。
- 1979年　国際陶芸アカデミー会員（ - 2005年11月12日）
- 1980年4月 九州芸術工科大学講師（ - 1982年）
- 1980年11月1日 台湾デザイン視察。日本デザインコミッティー。（ - 1980年11月4日）
- 1981年9月 西武百貨店商品本部顧問として中華人民共和国の陶磁器産地視察（ - 1981年10月）
- 1982年10月 国際陶芸アカデミー・ハンガリー総会出席。ギリシヤ、トルコ、ハンガリー、チェコスロバキア、東ドイツ、西ドイツ視察。
- 1982年11月 第3回日本文化デザイン会議'82金沢 パネリスト
- 1983年3月 国際交流基金の要請により、インドネシアの「現代日本のクラフト展」にて講演。タイ･チェンマイの芸術大学等で講演。
- 1983年5月 '83朝日現代クラフト展審査員。朝日新聞社主催。阪急うめだ本店、大阪他。
- 1983年11月 日本デザイン学会総会（九州芸術 工科大学）で講演
- 1984年3月 国際陶芸アカデミー・ボストン総会出席。米国内各地を視察。
- 1984年4 石川県立九谷焼技術研修所[3]講師（ - 1993年）
- 1984年 多治見市立陶磁器意匠研究所[4]講師
- 1987年 多治見市立陶磁器意匠研究所講師（ - 1995年）
- 1985年1月 グローバルアイ'85「地中海の火と土のデザイン展」（日本デザインコミッティー主催・松屋、東京・銀座）開催。アートディレクターとしてスペインで作品選定。（ - 1985年2月）
- 1985年1月 バレンシアとファエンツァを視察（ - 1985年2月）
- 1985年4月 佐賀県立有田窯業大学校講師
- 1985年4月 愛知県立芸術大学デザイン工芸科陶磁専攻客員教授（ - 1989年）
- 1985年10月 第6回日本文化デザイン会議'85九州･熊本 パネリスト
- 1986年5月 '86朝日現代クラフト展審査員（朝日新聞社主催、うめだ･阪急百貨店、大阪他）
- 1986年11月　第1回国際陶磁器展美濃'86 陶磁器産業デザイン部門審査員長
- 1987年2月　ドイツ、イギリス、アメリカ、カナダ市場調査。西武百貨店商品本部家庭用品部依頼。
- 1988年2月3日　タイ陶磁デザインの調査指導。日本貿易振興会（JETRO）の要請。シルバーコーン芸術大学講演。（ - 1988年2月16日）
- 1988年5月 韓国陶磁器産業視察。日本陶磁器デザイナー連盟
- 1988年8月 イスラム陶器研究のためソビエト連邦と中華人民共和国視察
- 1988年10月 景徳鎮、宜興、上海博物館等視察
- 1989年4月 愛知県立芸術大学デザイン工芸科陶磁専攻教授（ - 1993年）
- 1989年7月 トルコ共和国の陶磁器産業を視察
- 1989年10月 第2回国際陶磁器展美濃'89 陶磁器デザイン部門審査員
- 1990年7月 スペインの陶磁器産業を視察
- 1990年8月 イスラム陶器研究のために中華人民共和国の各地視察
- 1991年5月 中華人民共和国の各地見学。愛知県立芸術大学デザイン工芸科陶磁専攻学生研修。
- 1991年5月 九州クラフトデザイナー協会理事長再就任
- 1991年12月 イスラム陶器研究のためイラン視察
- 1992年6月 フィンランド、ヘルシンキ芸術デザイン大学にて「Farms of Nature and Life」と題してレクチャー。「陶磁器に於ける芸術とデザインの相互作用」シンポジウム [5]
- 1992年10月 国際陶芸アカデミー・トルコ・イスタンブール総会
- 1989年 やきもの公園（長崎県波佐見町）検討委員会発足。陶壁〈陶磁の路〉、同園シンボルマーク、休憩所等の諸施設のデザインを担当。同園内野外博物館「世界の窯」12基の復元を指導。（ - 1996年）
- 1996年10月 ベトナム、ハノイやバッチャンなどの陶磁産業・窯の構造を調査
- 1999年4月 愛知県立芸術大学客員教授（ - 2005年）
- 2004年 「和の食器一無印良品−」発売開始
- 2004年 勝見勝賞。日本デザインコミッティー担当
- 2005年11月12日 長崎県佐世保市の病院で死去

## 主要な仕事
サイズ単位はmm。d記号は直径。

### 1950年代の主要な仕事
1950年
陶板レリーフ 1800x1200
灰皿 _A 223x125x30 _B 200x106x33 _C 196x132x33 _D 191x127x33 _E 175x134x44 _F 172x81x28
1955年
五島白土試作品, 白磁描きわけ花瓶, 蓋物 140x131x123, ジョッキ 138x106x119
花器 208x62x247, しょうゆさし 92x82x111
1957年
グレー縞茶器, 立縞しょうゆさし 72x53x85, 吹き乱れ縞土瓶 153x120x112, 雀口酒器
1958年
G型しょうゆさし 95x68x90 [1961 第1回グッドデザイン賞（日本デザインコミッティー）, 1961 Gマーク, 1977 Gマーク・ロングライフ, 1982.2 東京近代美術館現代の器「注ぐ」展出品, 1987 フランスポンピドゥー・センター「日本の前衛芸術」展招待, 1994年5月 米フィラデルフィア美術館「日本のデザイン展1950以来」展招待出品]
縁錆、縁呉須ボウル [1959 「生活と工芸展」佳作賞]
_縁錆ボウルLL 240dx85 _縁錆ボウルL 199dx71 [1961 Gマーク] _縁錆ボウルM 160dx55 _縁錆ボウルS 121dx38 [1961 Gマーク] _縁錆ボウルSS 86dx26
_縁呉須ボウルLL 240dx85 _縁呉須ボウルL 199dx71 _縁呉須ボウルM 160dx55 [1961 Gマーク] _縁呉須ボウルS 121dx38 _縁呉須ボウルSS 86dx26 [1961 Gマーク]
1959年
内グリーン厚縁煙草セット _タバコ入れ 61dx93 _灰皿 150dx42, 銘々灰皿 106x91x22

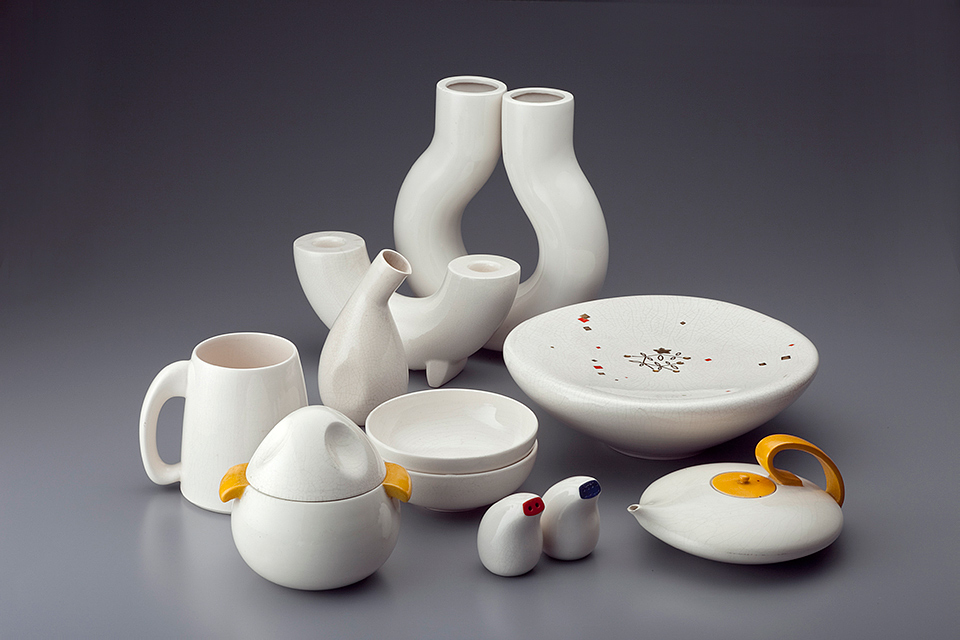
五島白土による試作品 (1955)
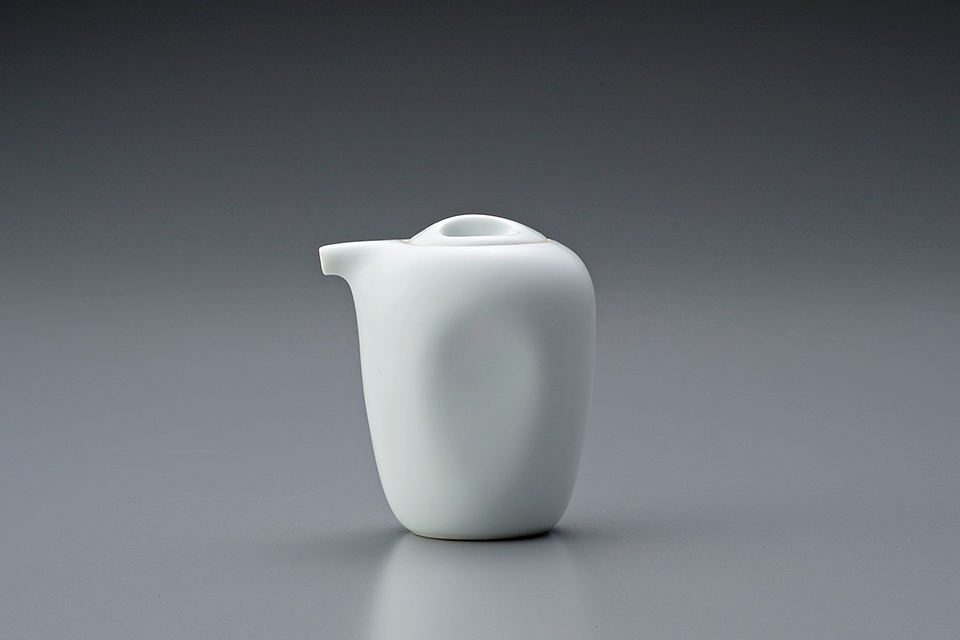
五島白土による試作品／しょうゆ差し (1955)
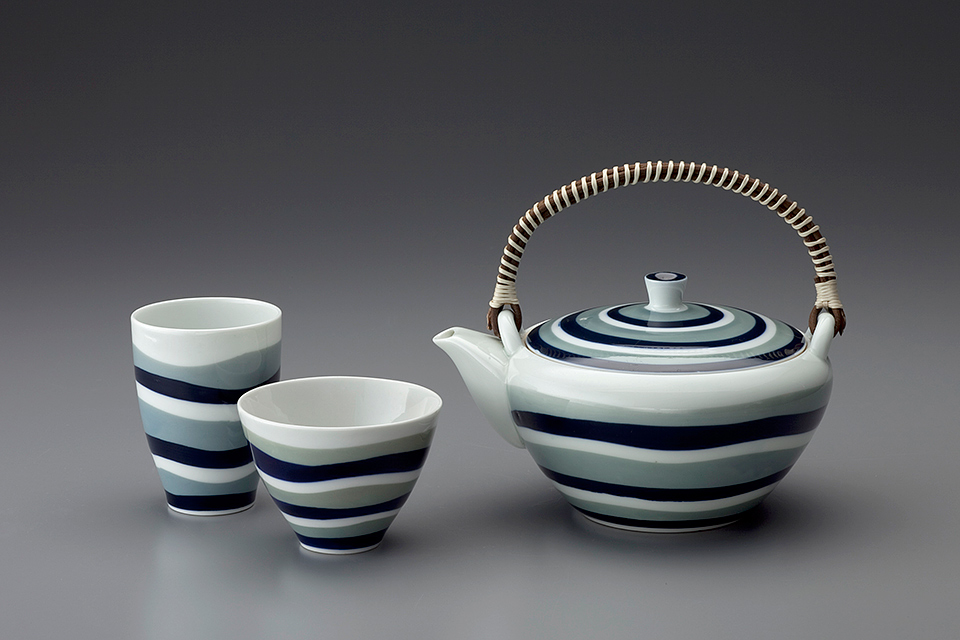
グレー縞茶器 (1957)
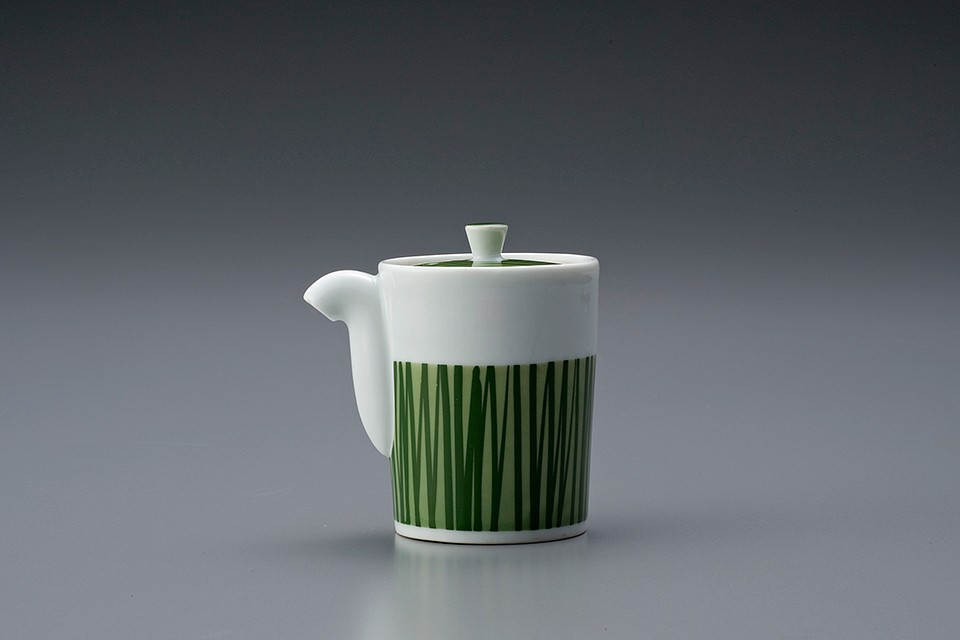
立縞しょうゆ差し (1957)
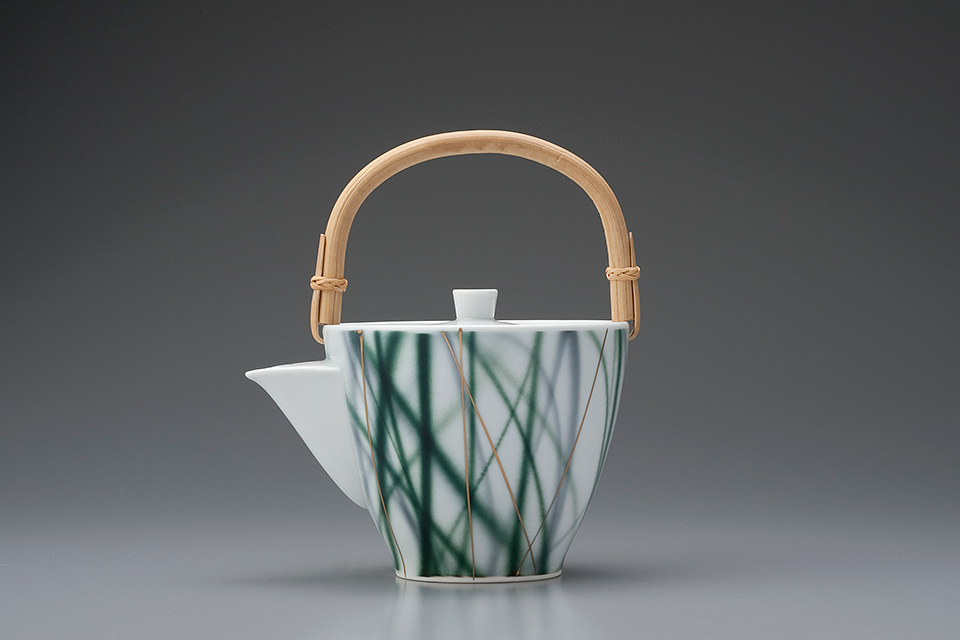
吹き乱れ縞土瓶 (1957)
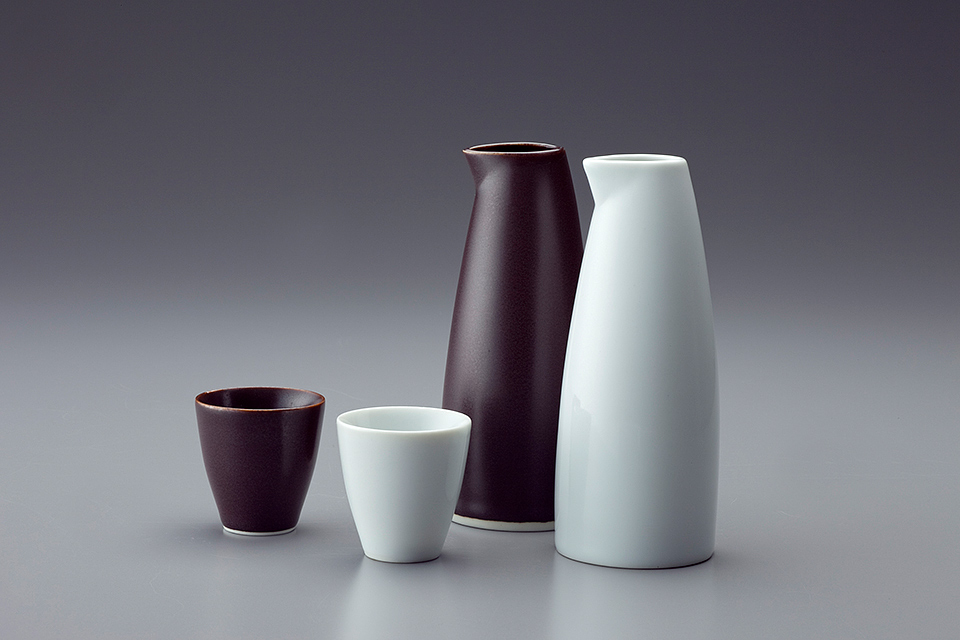
雀口酒器 (1957)
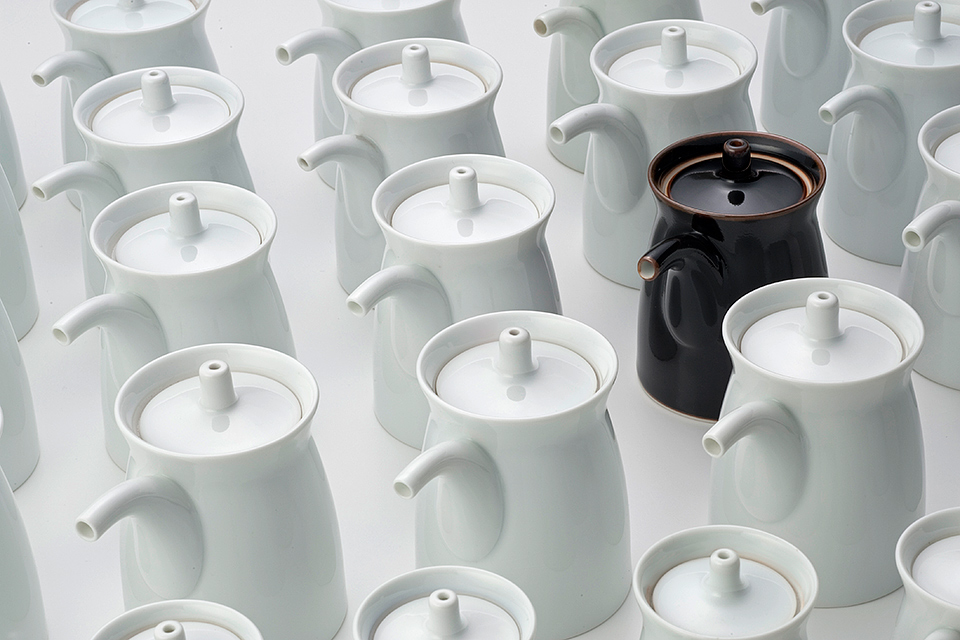
G型しょうゆ差し (1958)
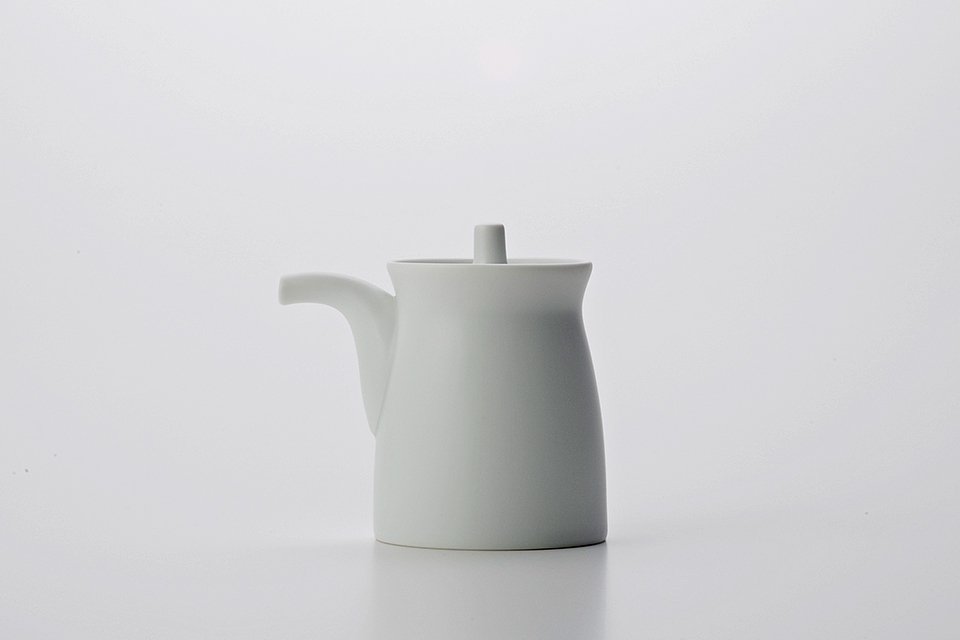
G型しょうゆ差し (1958)
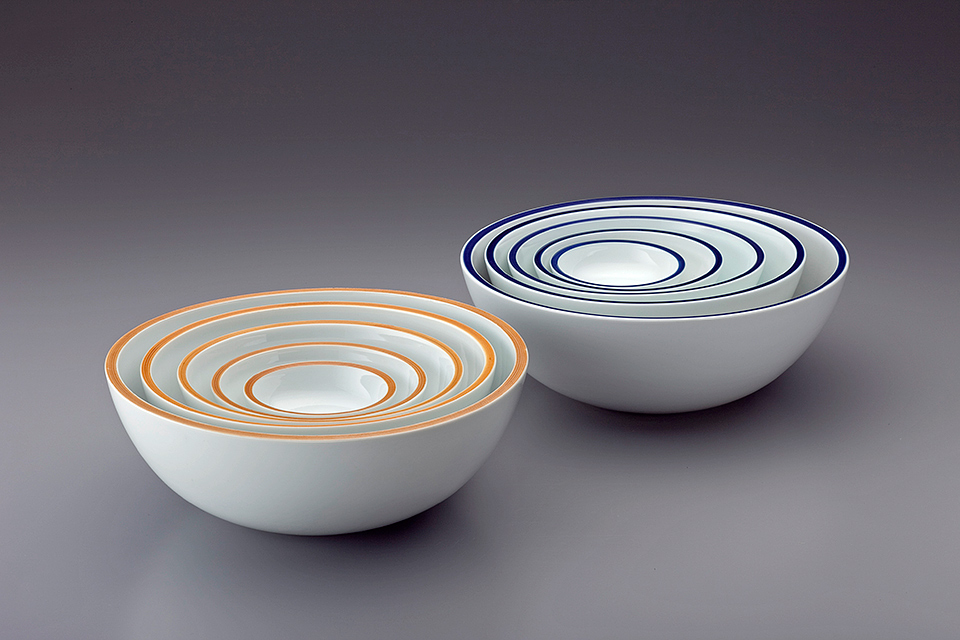
縁錆、縁呉須ボウル (1958)

### 1960年代の主要な仕事
1960年
T型灰皿 _白  _ブルーマット _茶 _黄 172dx44
白磁錆千筋シリーズ
1961年
竹巻きコーヒーセット _ポット 194x88x169 _コーヒーカップ 64dx64 _ソーサー 138dx19 _シュガー入れ 86dx53 _クリーマー 74x66x66
1962年
染格子U型茶器 [1963 Gマーク] _U型急須 178x159x107 _U型湯呑み 70dx63
平型酒器 62x53x146 [1962 九州クラフト東京展（丸善）出品]
1963年
染格子ボール [1963 Gマーク] _サラダボール大 194dx66 _サラダボール小 120dx42
平型花瓶 _外ゴス濃み 123x52x115 _外茶ゴス濃み 123x52x115
プリント梅茶器 [1963 Gマーク] _急須 164x140x117 _コップ 56dx72
木台付オードブル _オードブル皿白 126dx39 [1965 Gマーク] _オードブル皿天目 126dx39
クールポット 270x70x123, つり花器 50dx217, 鳥オーナメント
キャンドルスタンド _角 108x108x85 _パイプ 104x92x66 _丸 87dx68
1964年
動物オーナメント/ねこ 60x63x88
動物オーナメント/ぞう _大 115x117x102 _中 78x78x70 _小 54x54x48
動物オーナメント/ぶた _大 138x66x62 _中 87x45x45 _小 46x26x26
土の子 _大 110x90x270 _中 90x80x230 _小 80x70x200
松葉めしわん 116dx74 [1965 Gマーク], 松葉和皿 183dx26, キャニスター 135x119x130
すきやき鍋 275dx50, アクセサリーフックブルー 425x85x55, アクセサリーフック 697x361x63
1965年
花天目平皿 [1969 Gマーク, 1985 Gマーク・ロングライフ] _LL 310dx30 [1986.6 JDCデザインギャラリー「陶磁器と印刷 江戸から現代まで」出品] _L 250dx18 _M 243dx24 _S 155dx22
染格子/水注しセット _ポット 82x76x270 [1982.2 東京近代美術館 現代の器「注ぐ」展出品] _コップ 58dx108
灰皿（ステンレス） 120dx40, 双葉灰皿 124dx42 [1968 Gマーク]
調味料入れ 173x87x95, Q型灰皿 122x104x51, 二色ジャム入れ 215x107x113
1967年
炻器A型コーヒーカップ _カップ 97x71x57 _ソーサー 154dx15
炻器丸型コーヒーカップ _カップ 102x74x62 _ソーサー 154dx24
炻器丸型茶器 _土瓶 166x129x109 _湯呑み 65dx61, O型急須 185x164x87
1968年
ねじり梅シリーズ [2011 Gマーク, 2011 Gマーク・ロングライフ]
_丸L 182dx27 _丸M 151dx25 _丸S 124dx23 _丸SS 105dx20 _角L 208x136x24 _角M 208x105x21 _角S 103x62x25 _めし茶碗 126dx58 _急須 173x158x103 _湯呑み 76dx62 _蓋付き湯呑み 90dx88 _徳利 81dx97 _盃 47dx33
印花花瓶 _大 85dx204 _小 60dx209, 波佐見焼開窯370年記念「陶碑」
1969年
フラッポ 18dx93, フラッポ/辰砂 18dx93, なつめ花瓶 112dx214, なつめ花瓶 112dx214
G型コーヒーカップ [1970 Gマーク, 1986 Gマーク・ロングライフ]
_カップ 107x79x64 _ソーサー 149dx25
G型ティーカップ _カップ 115x89x50 _ソーサー 149dx21
G型デミタスカップ [1970 Gマーク, 1986 Gマーク・ロングライフ]
_カップ 90x56x50 _ソーサー 120dx21
G型モーニングカップ [1970 Gマーク, 1986 Gマーク・ロングライフ]
_カップ 118x90x73 _ソーサー 149dx25
ファンシーカップ [2006 Gマーク, 1980 NYクラフトミュージアム テーブルトップ展招待]
_A 70dx114 _B 70dx114 _C 70dx114 _D 77x70x114 _E 70dx114 _F 85x70x114

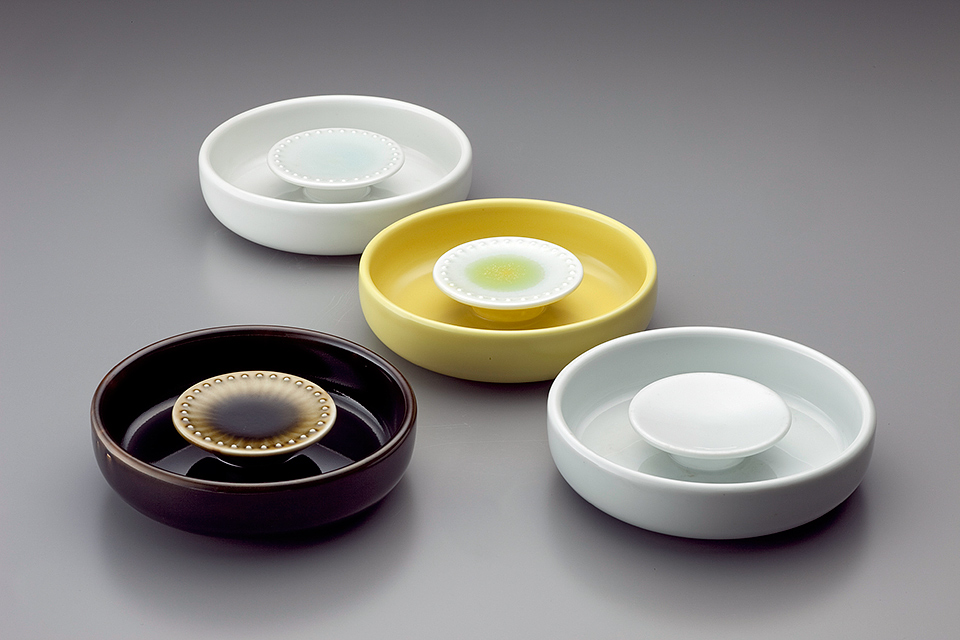
T型灰皿 (1960)
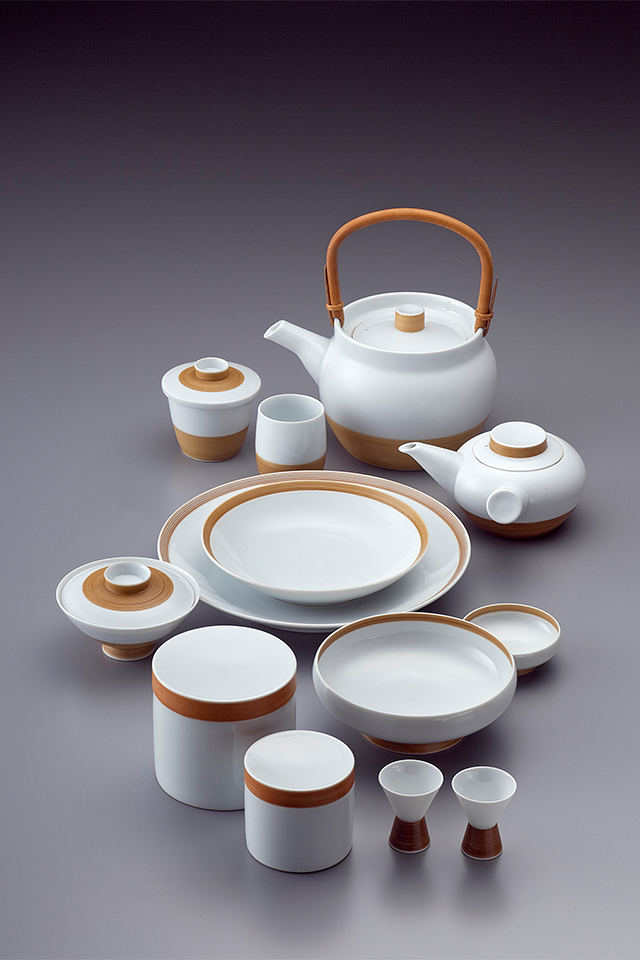
白磁錆千筋シリーズ (1960)
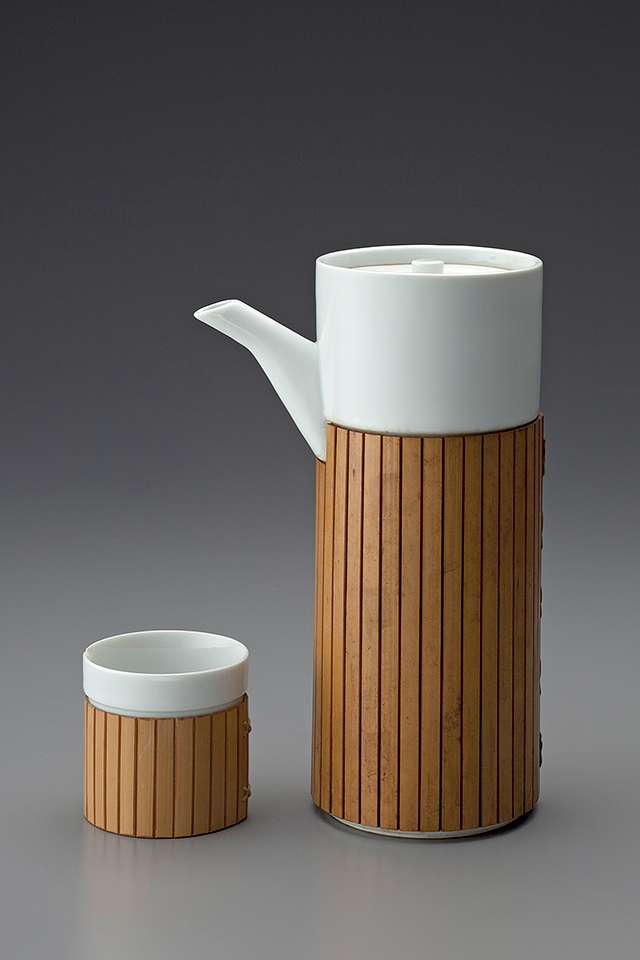
竹巻きコーヒーセット (1961)
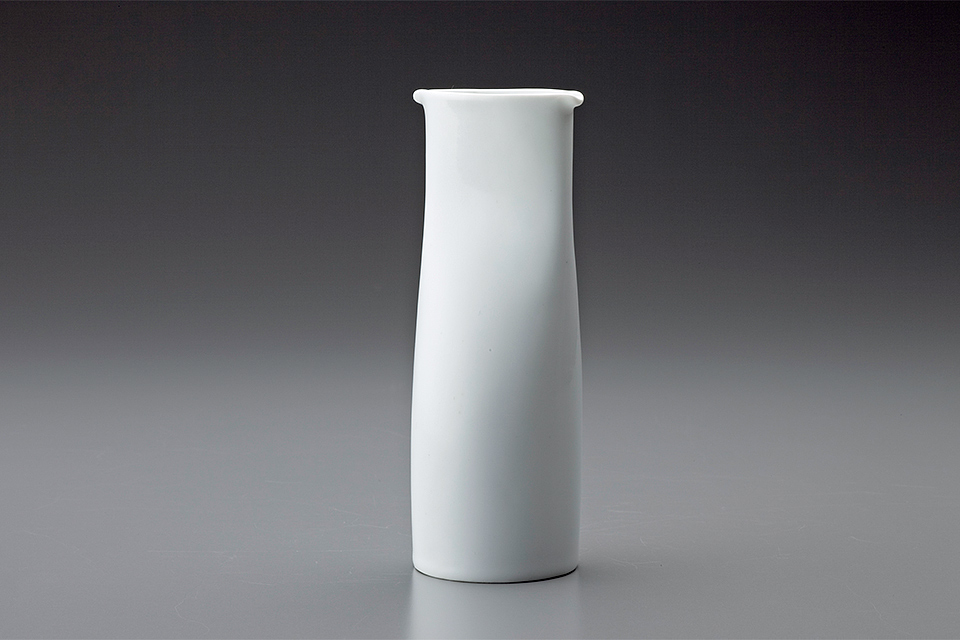
平型酒器 (1962)
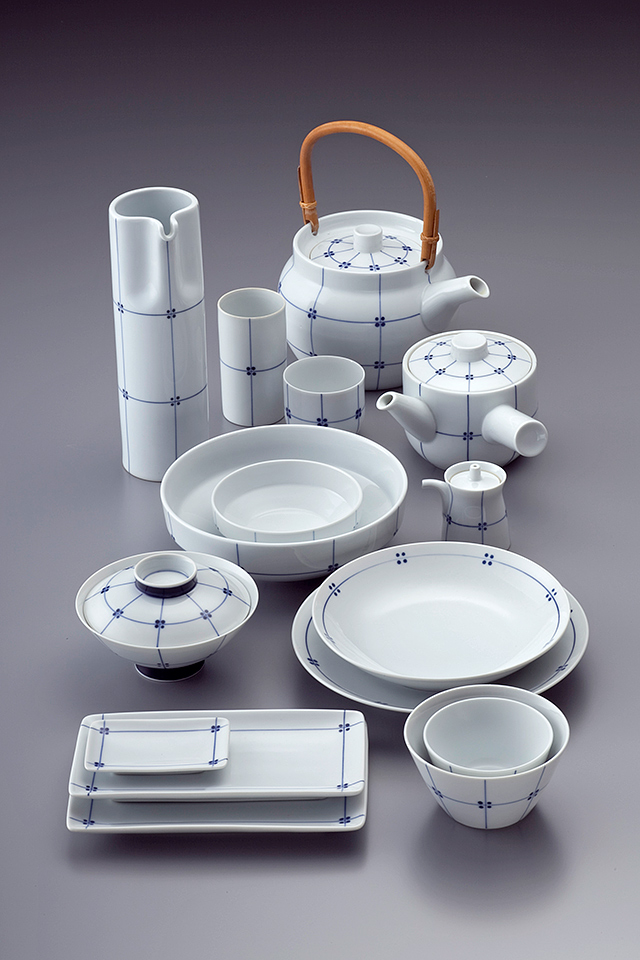
染格子シリーズ (1962)
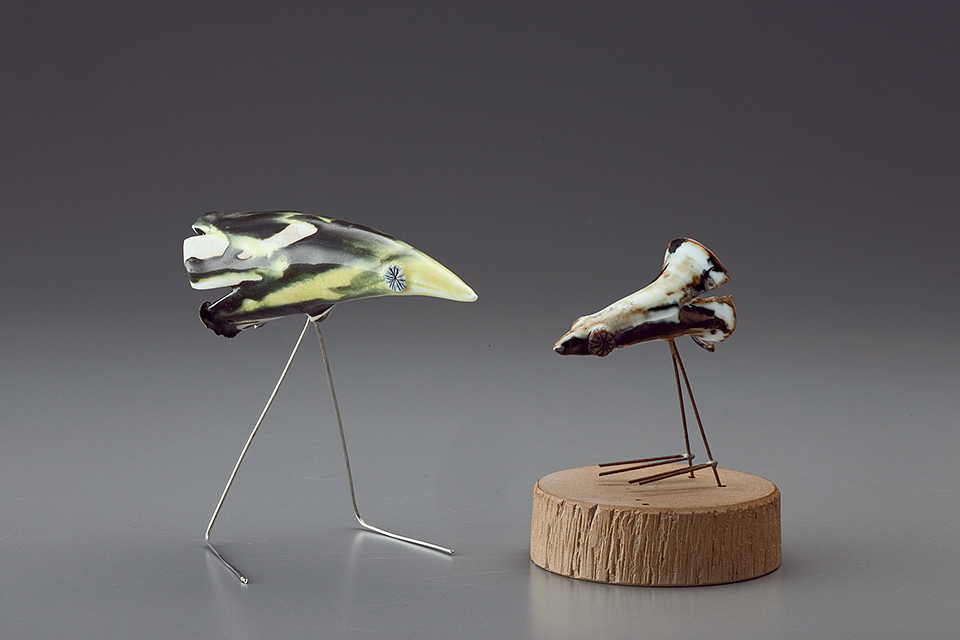
鳥オーナメント (1963)
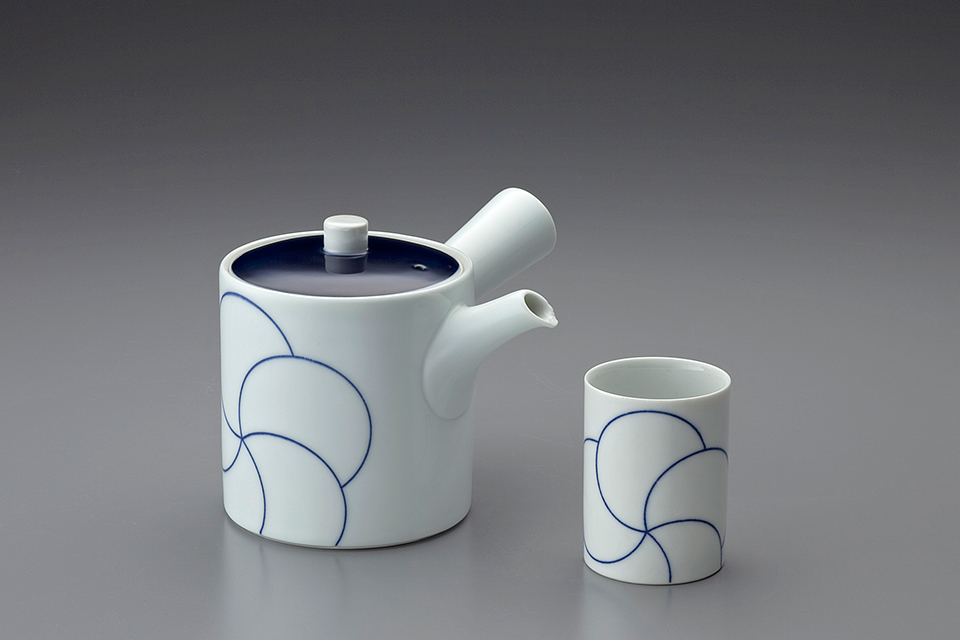
プリント梅茶器 (1963)
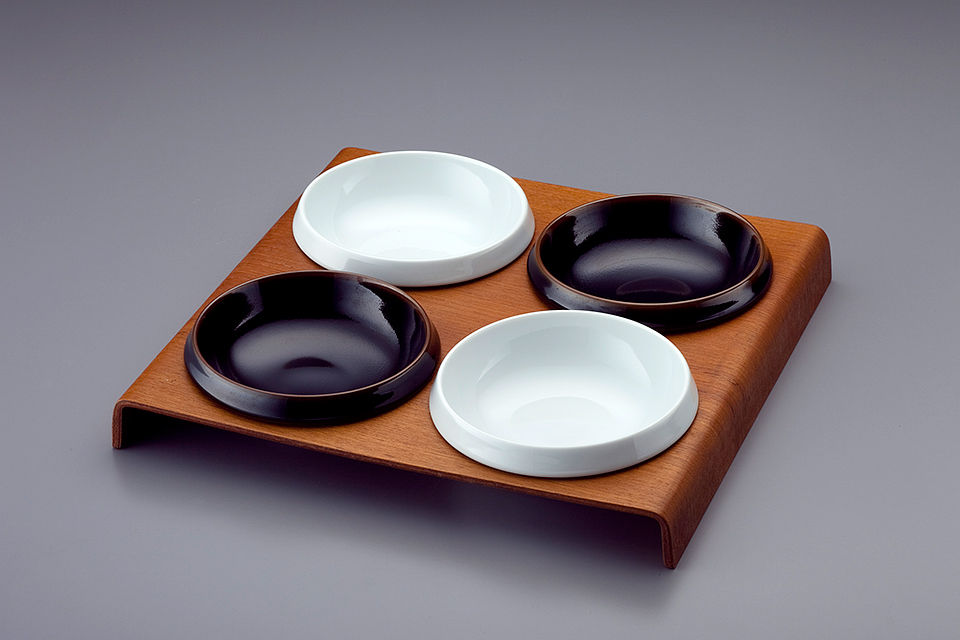
木台付オードブル (1963)
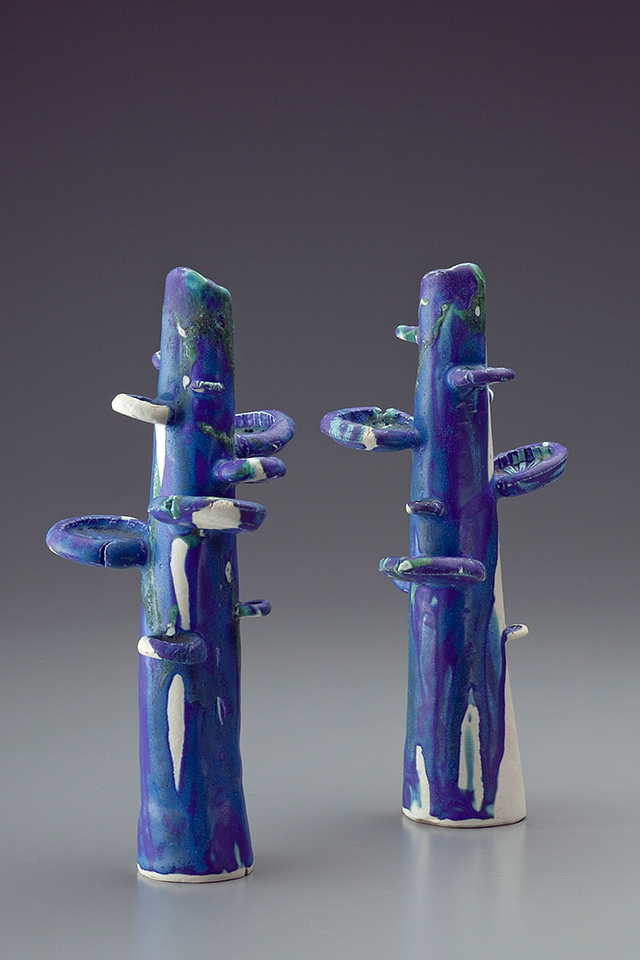
土の子 (1964)
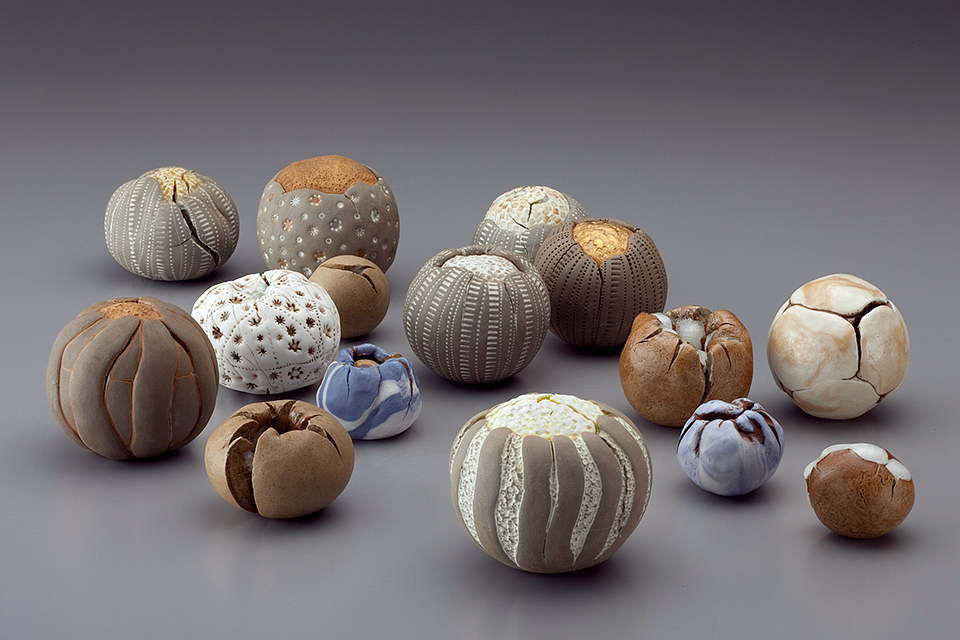
土の実 (1964-)
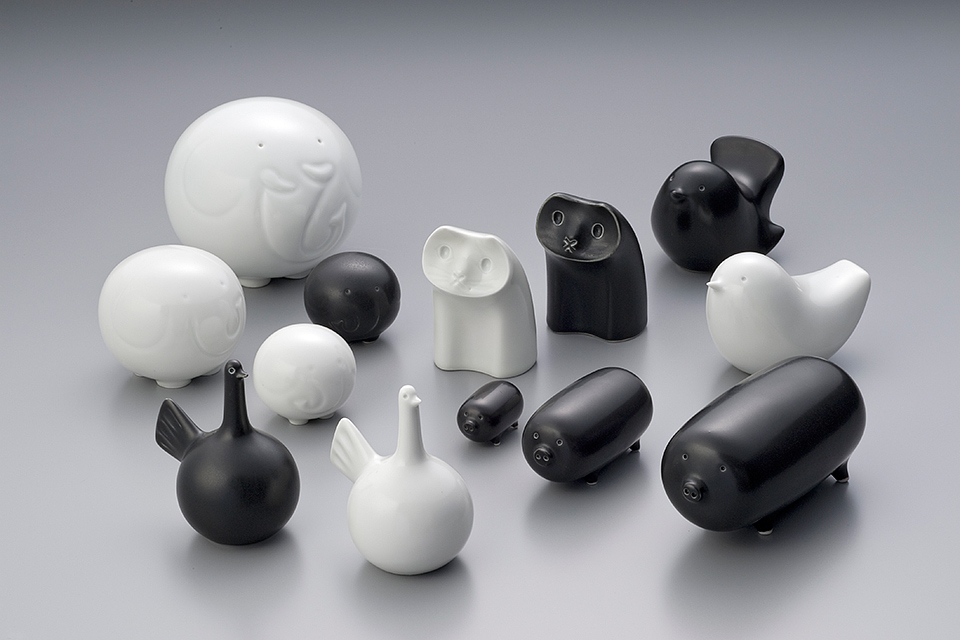
動物オーナメント (1964)
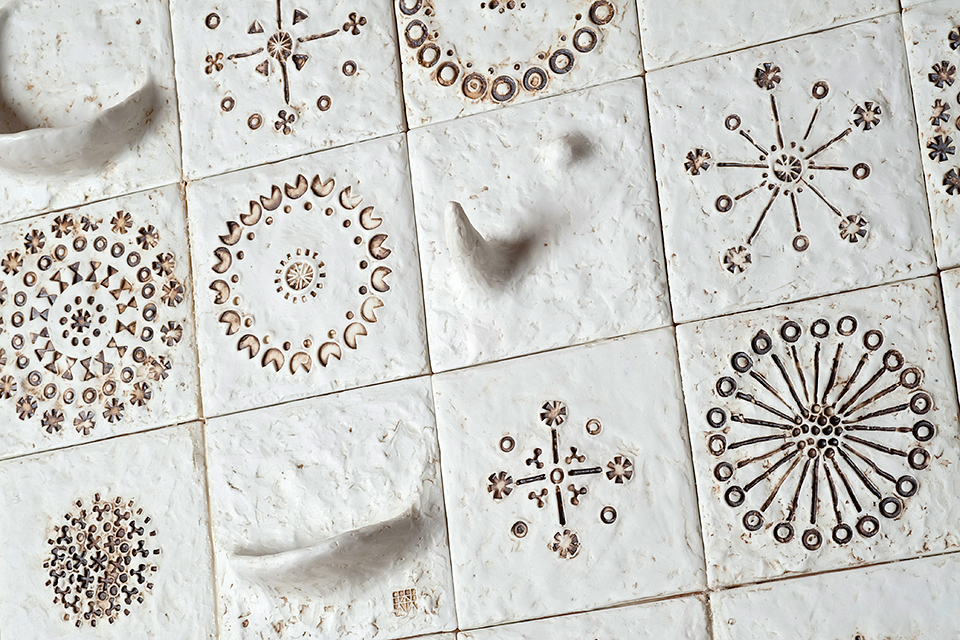
アクセサリーフック (1964)
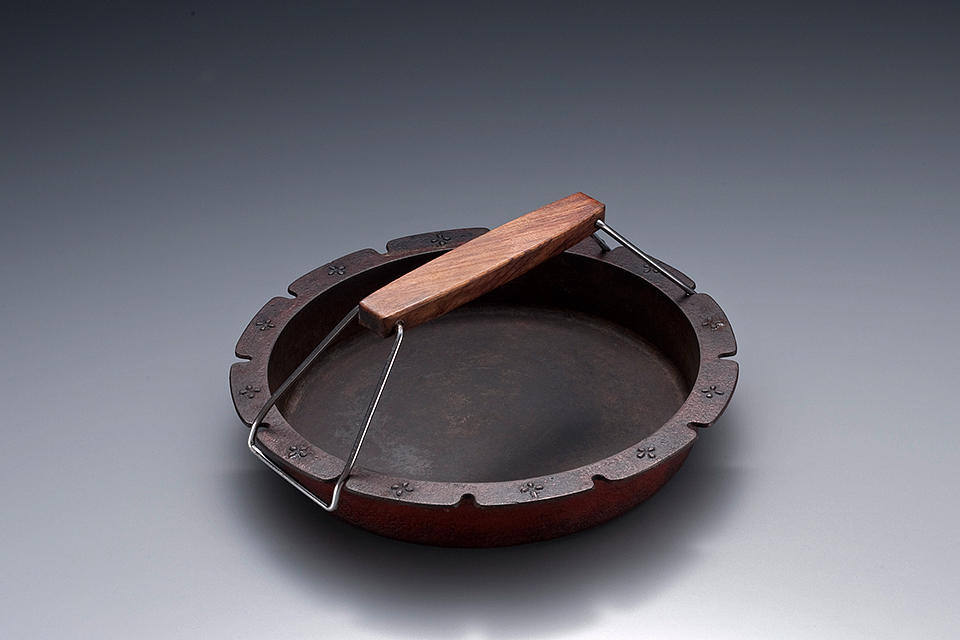
すきやき鍋〈鉄〉 (1964)
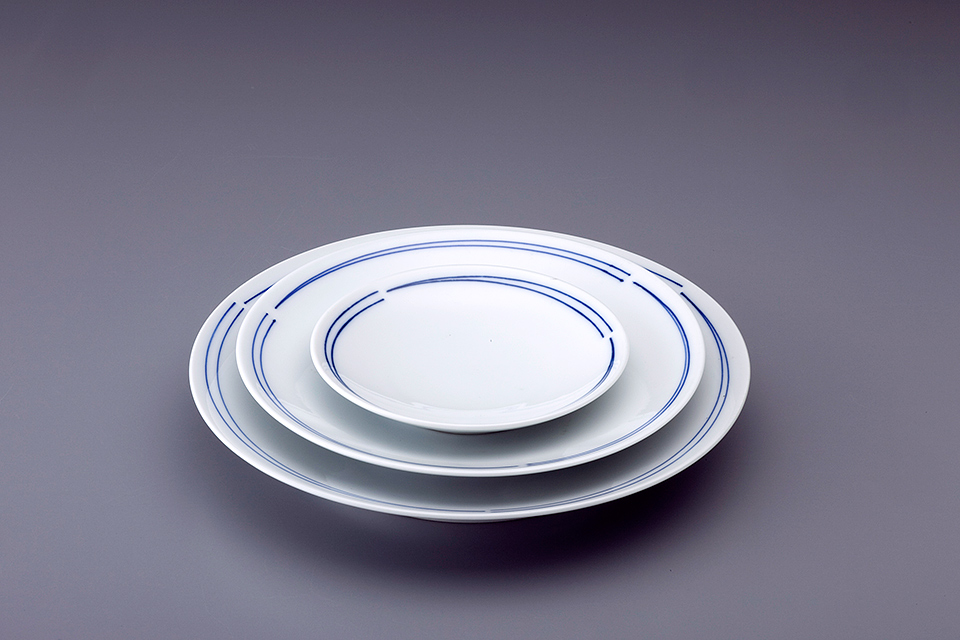
松葉和皿 (1964)
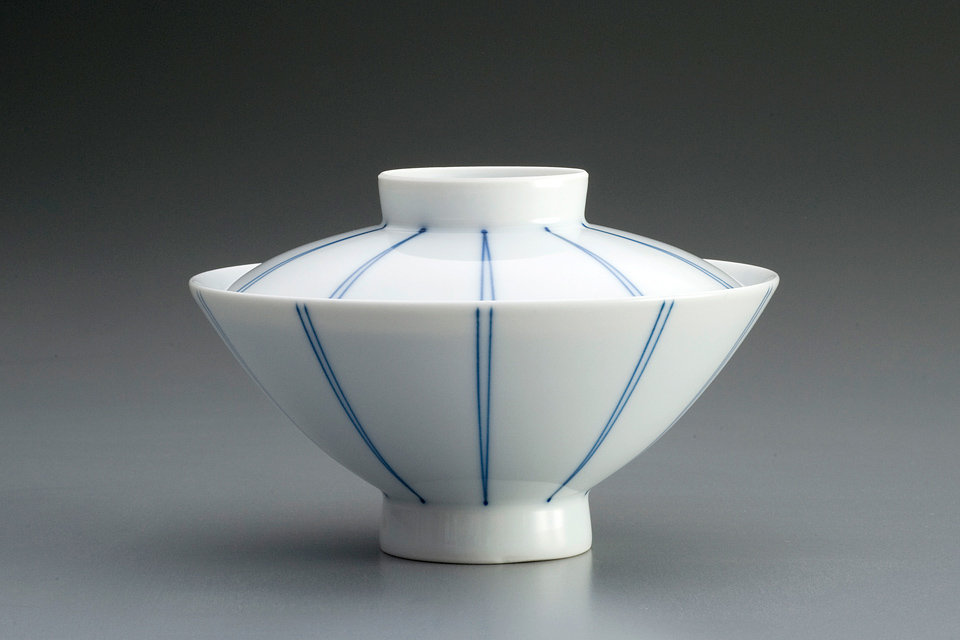
松葉めし碗 (1964)
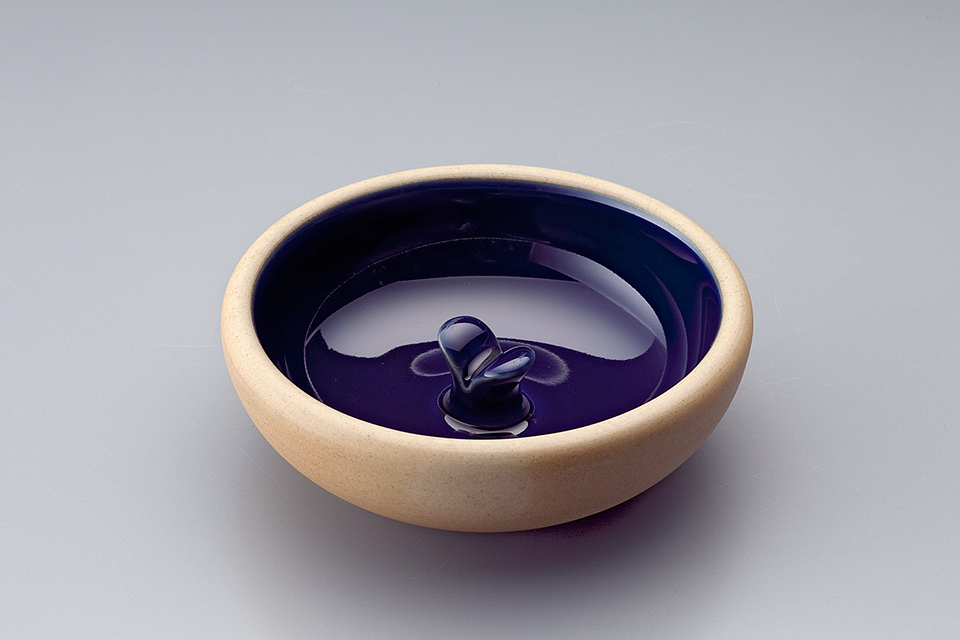
双葉灰皿 (1965)
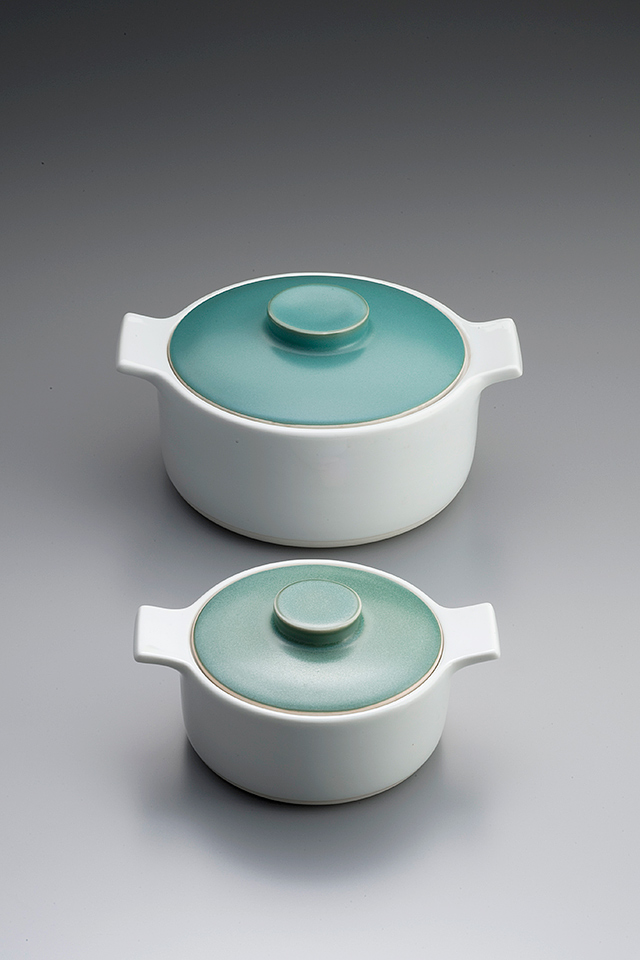
キャセロール (1965)
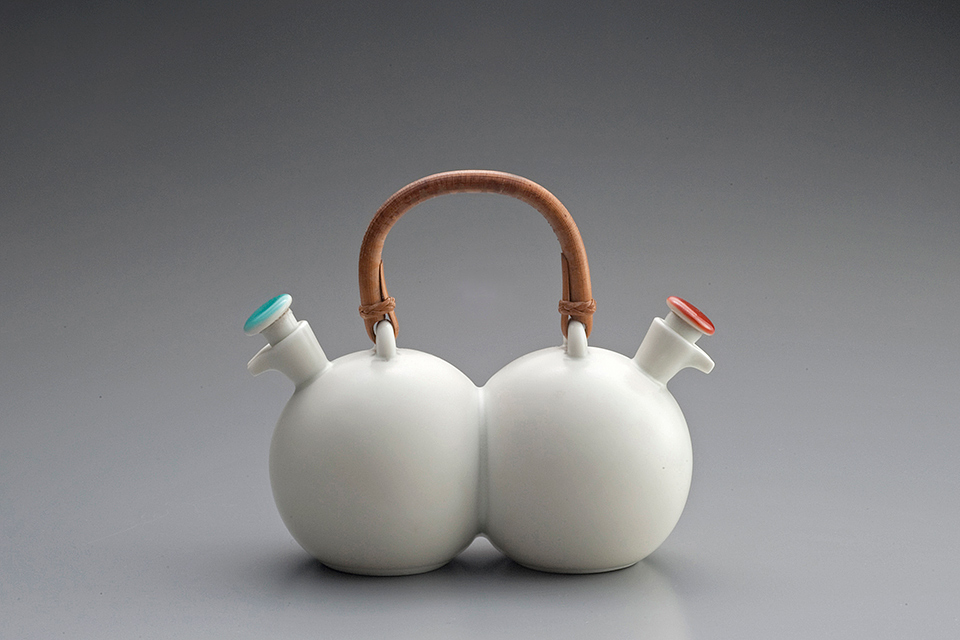
調味料入れ (1965)
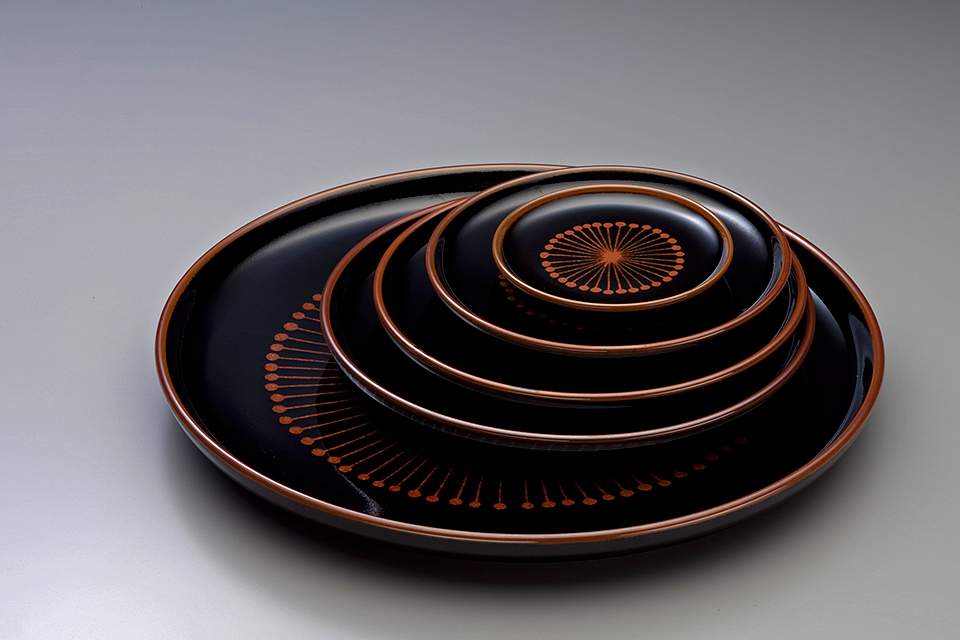
花天目平皿 (1965)
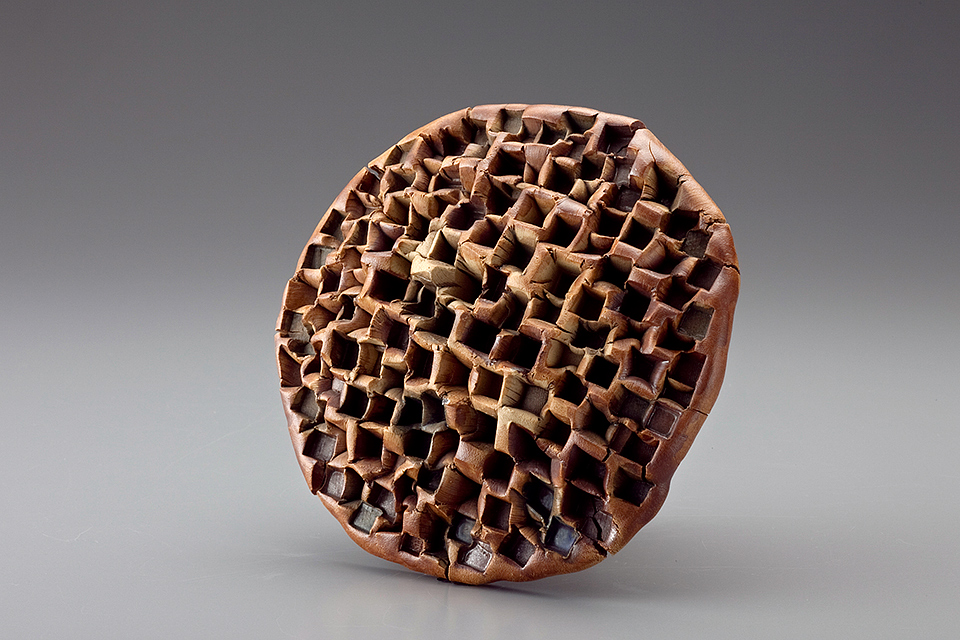
オブジェ (1966)
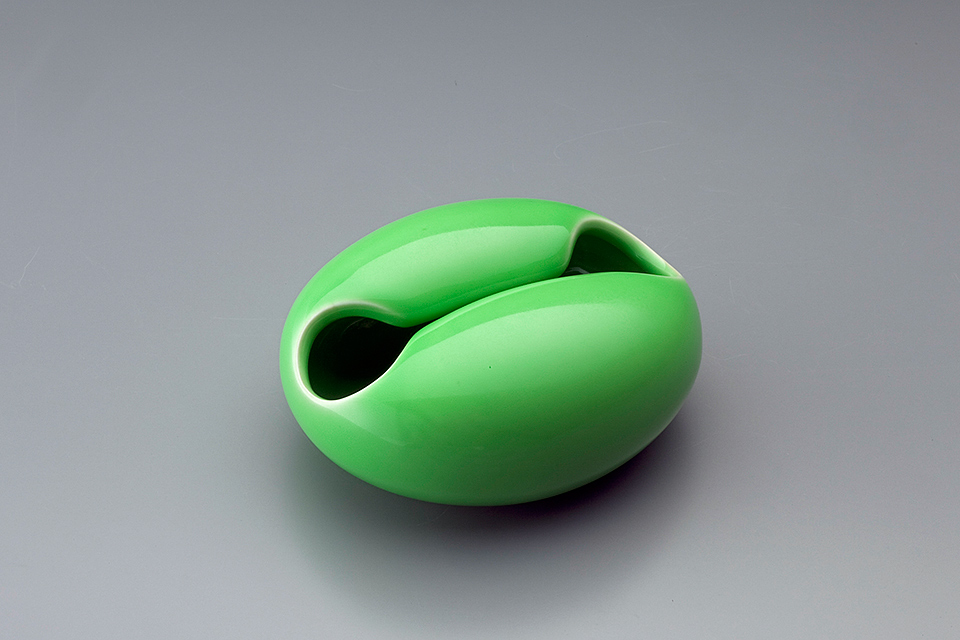
Q型灰皿 (1966)
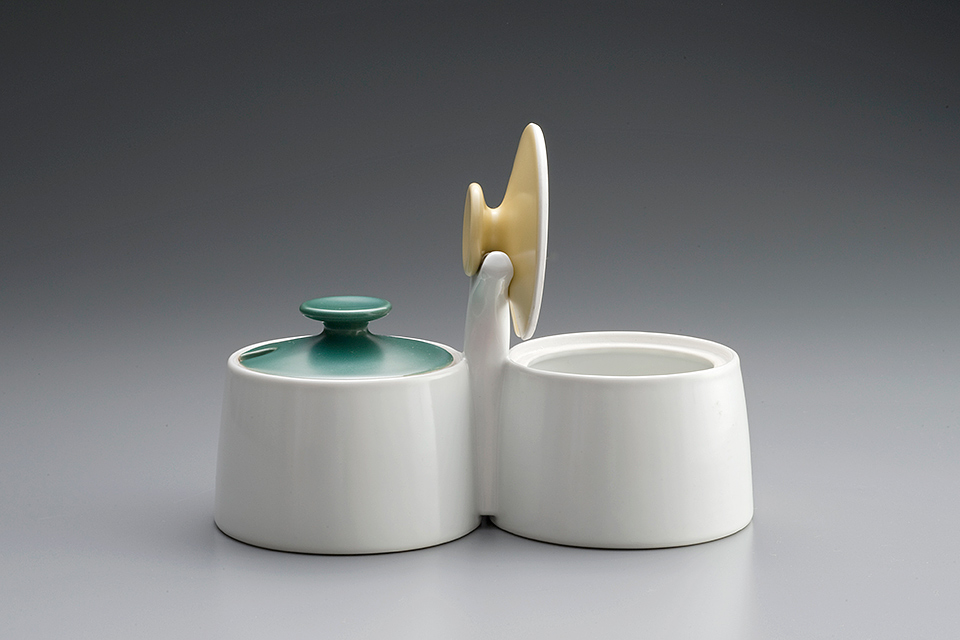
2色ジャム入れ (1966)
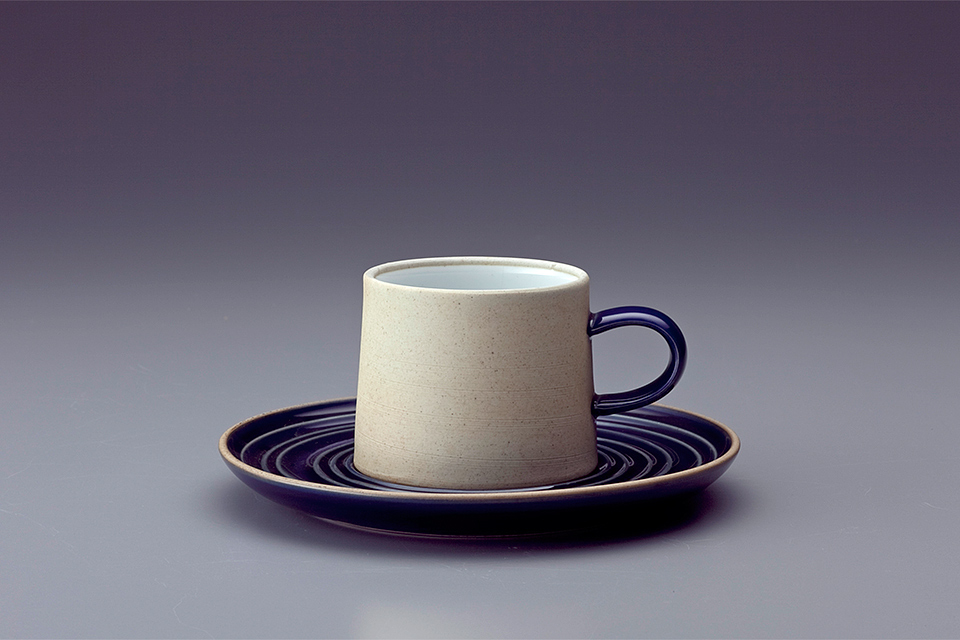
炻器A型コーヒーカップ (1967)
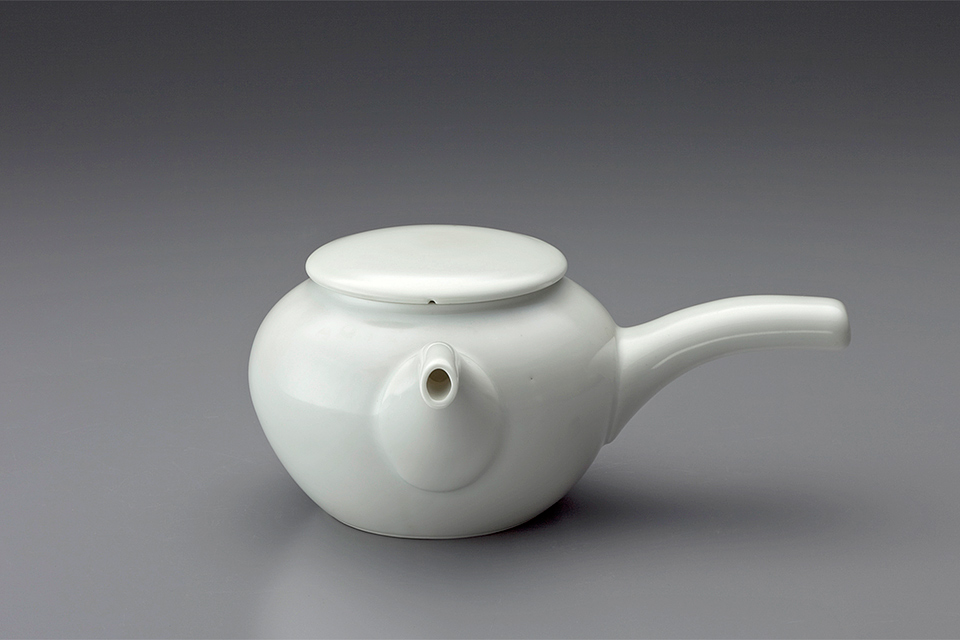
O型急須 (1967)
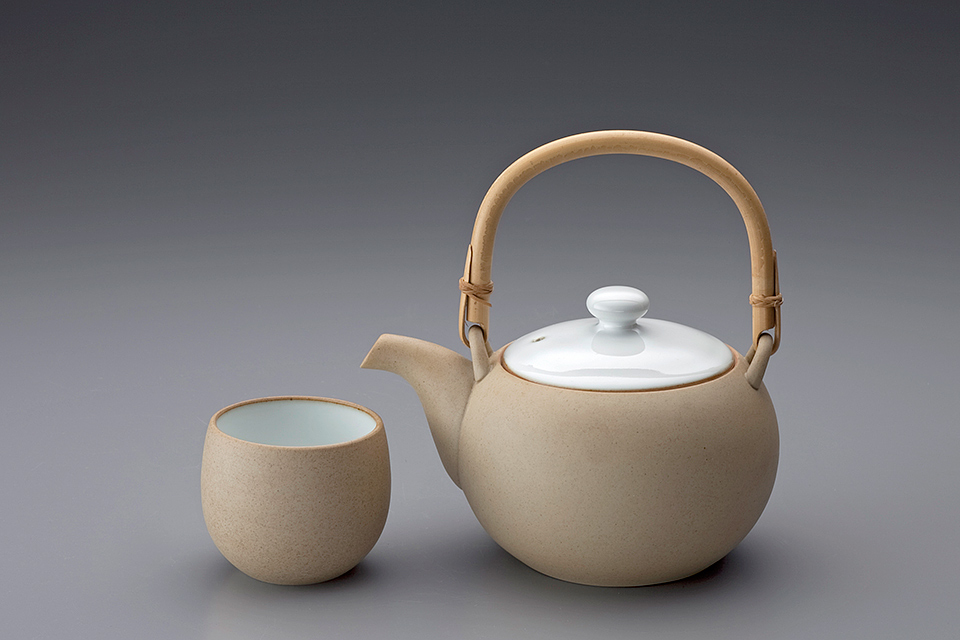
炻器丸型茶器 (1967)
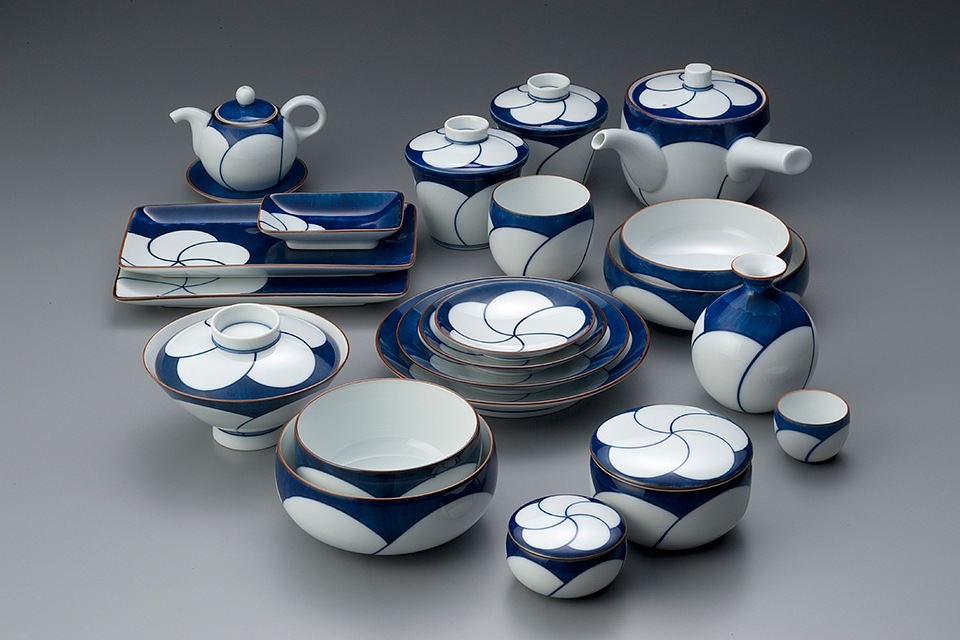
ねじり梅シリーズ (1968)
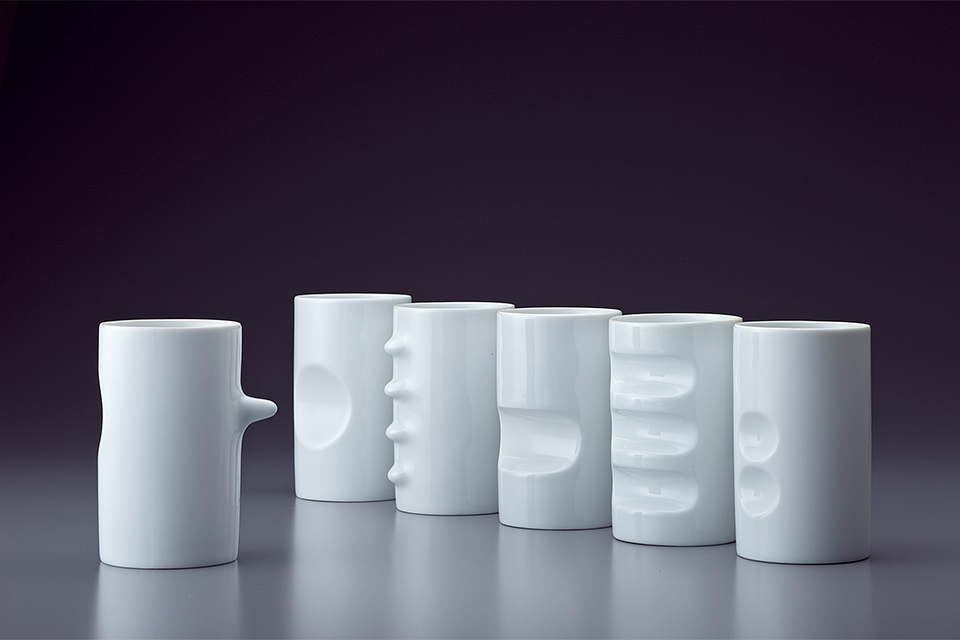
ファンシーカップ (1969)
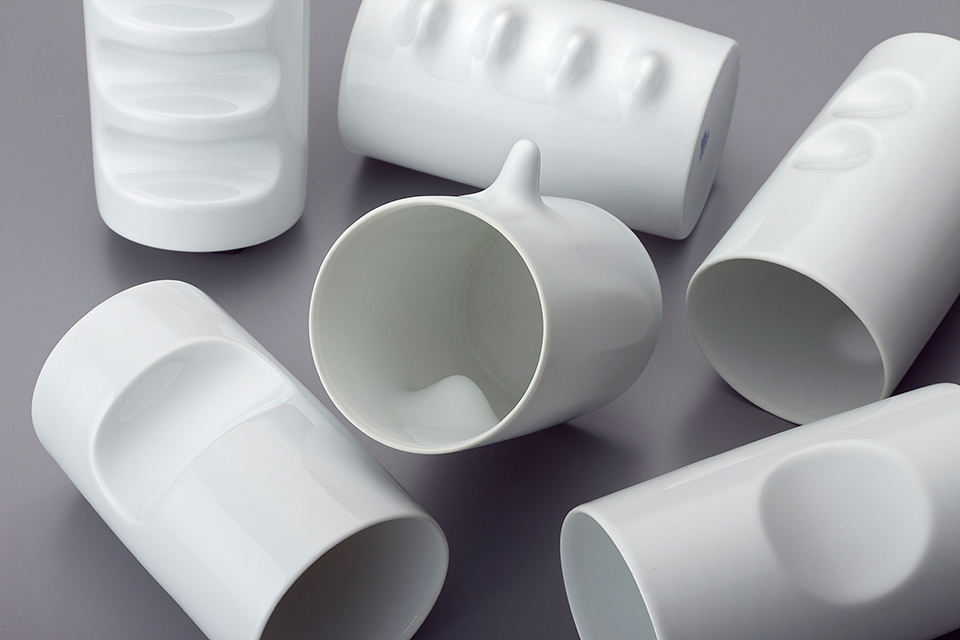
ファンシーカップ (1969)
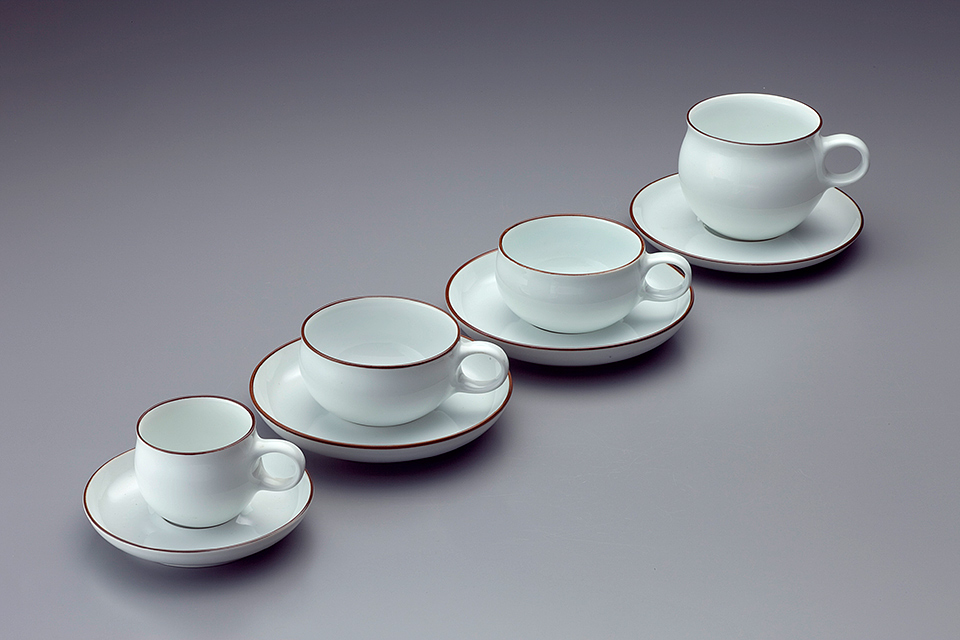
左から：G型デミタスカップ／G型コーヒーカップ／G型ティーカップ／G型モーニングカップ (1969)

### 1970年代の主要な仕事
1970年
角灰皿 200x200x41, リング灰皿 213dx50
球ミニ花瓶 80dx78 _黄 _鉄砂, 角ミニ花瓶 72x72x93 _黄 _グリーン
リカーセット _ポット 68dx250 _盃 34dx63
1971年
炻器(せっき)平型ボール  [1971 Gマーク] _4号 195dx48 _3号 145dx40 _2号 119dx35 _1号 80dx32
白磁千段/皿 _LL 308dx32 [1978 Gマーク, 1994 Gマーク・ロングライフ] _L 240dx25 _LM 212dx22 _M 183x22 _MS 155dx21 _S 127dx18 _SS 104dx16
白磁千段/丼・鉢 _L 186dx56 _M 180dx96 _S 180dx78 _SS 157dx83
白磁千段/茶器 _急須 173x155x103 _土瓶 160x125x93 _湯呑み 78dx58
U型調味料入れ [1972 Gマーク, 1988 Gマーク・ロングライフ] _ソースしょうゆ 75dx105 _しおこしょう 45dx80 _蓋物 45dx60
1972年
リング蓋物 _大 137dx103 _小 107dx81
胡秋青磁汁碗・天目汁碗・鉄赤汁碗 118dx58 [1972 Gマーク, 1985 Gマーク・ロングライフ]
H型コーヒーカップセット [1972 銀座松屋デザインギャラリー個展「森正洋展 食器■あさ●ばん」出品]
_ポット大 196x105x117 [1973 Gマーク] _ポット小 196x105x94 _カップ 105x80x59 [1973 Gマーク, 1989 Gマーク・ロングライフ] _ソーサー 140dx16 [1973 Gマーク, 1989 Gマーク・ロングライフ] _クリーマー 100x80x67 [1973 Gマーク] _シュガー入れ 80dx67 [1973 Gマーク] _ドリッパー 128x104x73
H型蓋物セット _容器B 105dx59 [1973 Gマーク] _容器C 80dx92  [1973 Gマーク] _容器D 80dx67 _バター入れ 105dx61 [1973 Gマーク]
H型調味料セット _注器 大 78x66x90 _塩入れ 66dx44 _コショウ入れ 66dx44 _容器E 66dx47
制作年不明
トビカンナ象嵌（ぞうがん）平鉢  [1972 Gマーク] _大 157dx34 _小 77dx24
1973年
M型コーヒーセット ['1982.2 東京近代美術館 現代の食器「注ぐ」展出品]
_ポット 175x97x101  [1973 Gマーク] _カップ 97x73x58 _ソーサー 135dx21 _シュガー入れ 72dx68 [1973 Gマーク] _クリーマー 65x56x43 [1973 Gマーク]
つのカップ [1973 日本海カップ展出品] 128x83x114, 蓋付酒器 _徳利 109x92x152 _盃 48dx34
1974年
S型トレー _大 320x200x18 _小 260x160x18 _コースター 117dx18
S型カトラリー _スプーン 43x180 _フォーク 27x185 _シュガーレードル 35x135 _ティースプーン 27x135 _コーヒースプーン 25x115 _フルーツフォーク 18x135 _ナイフ 22x200 _バターナイフ 18x160
S型グラス _ピッチャー 78dx140 _グラス大 75dx115 _グラス小 70dx100 _グラス浅 85dx65 _ゴブレット大 73dx143 _ゴブレット小 73dx115 _アイスペール 140x130x190 _デザート 104dx82
U型コーヒーカップ 100x73x54, L型デミタスカップ 84x51x55, L型コーヒーカップ 97x76x64
F型デミタスカップ 89x60x48, F型コーヒーカップ 102x70x52, F型モーニングカップ 131x90x67
カップA 80x70x59 [1975 Gマーク], カップB 75dx61
P型コーヒーセット  [1975 イタリア･ファエンツァ「国際陶芸展」金賞, 1980 英ビクトリア＆アルバート博物館「ジャパンスタイル展」指名出品, 1980.9 NYクラフトミュージアム「テーブルトップ展」招待出品]
_ポット 167x94x117 [1982.2 東京近代美術館 現代の器「注ぐ」展出品] _カップ 110x70x64 _シュガー入れ 74dx67 _クリーマー 82x70x54 [1982.2 東京近代美術館 現代の器「注ぐ」展出品]
ファンシーボール 120dx50, フィンガーボール 117dx50 [1974 Gマーク]
デスク灰皿 92x92x40 _ブルー _黄 _白 _若草, すずりセットA 107dx105
1975年
手付小鉢 134x110x50 _白 _天目
S型盛鉢、ボウル [1975 Gマーク] _盛鉢 335dx54 _鉢 243dx52 _ボウル大 242dx100 _ボウル小 137dx52
1976年
ドレッシングポット 148x84x69 [1976 Gマーク, 1992 Gマーク・ロングライフ] _鉄赤 _黄 _白 _ブルー
スナックプレート _L 185x320 _M 150x260 [1976 Gマーク, 1992 Gマーク・ロングライフ]
S型灰皿 92dx65 _柿釉 _白 _天目 _ブルー, B型花瓶 126dx270 _天目 _白
マルティシリーズ _ボウル8号 237dx107 _ボウル7号 198dx89 _ボウル5号 143dx60 _ボウル4号 118dx48 _盛鉢 321dx41 _深皿7号(L) 216dx35 _深皿5号(M) 142dx25 _深皿3号(S) 100dx21 _スープ皿 180dx43 _キャセロール 135dx80
システムボウル [1976 Gマーク] _大 135dx98 _小 135dx50 _蓋 123dx40
A型パーティートレイ [1976 JDC個展ワンデイワンショー出品, 1977 スペイン･バレンシア国際工業デザイン展金賞受賞, 1980 英ビクトリア＆アルバート博物館「ジャパンスタイル展」指名出品, 1980.9 NYクラフトミュージアム「テーブルトップ展」招待出品, 1994.5 米フィラデルフィア美術館「日本のデザイン展1950以来」展招待出品収蔵, 1979 Gマーク] _大 667x110x20 _中 432x110x20 _小 217x110x20 (_天目 _ブルーストライプ _白)
1977年
煮物碗 130dx86 [1977 Gマーク, 1993 Gマーク・ロングライフ]
菱形皿 _大 340x232x25 _小 220x150x20
ブルーストライプ茶器 [1979 Gマーク] _急須 170x133x82 _湯呑み 71dx58
キュービック調味料入れ [1977 Gマーク, 1977 20周年記念貿易局長賞, 1993 Gマーク・ロングライフ]
_注器 82x82x83 _塩入れ 71x32x61 _コショウ入れ 71x32x61
紀の川めし碗 120dx53 [1977 Gマーク], 紀の川茶器 _急須 145x110x150 _湯呑み 67dx80
なつめ型水割りセット [1977 Gマーク] _氷入れ 116x141x91 _水差し 176x111x118
蓋付片口 _大 120x93x105 _小 117x91x64, 白磁千段丸型酒器 _徳利 81dx66 _盃 46dx34
1978年
S型調味料入れ [1978 Gマーク] _注器 90x70x85 _塩入れ 70dx25 _胡椒入れ 70dx25
天目花紋角皿 _大 237x237x22 _小 120x120x23
ポーセン _A 124dx150 _B 136x136x206 _C 130x130x260
陶板「北極」 [1978 西武百貨店「北極展」招待出品] 400x450x80
ロックセット [1980 イギリス ビクトリア＆アルバート博物館「ジャパンスタイル展」指名出品, 1980.9 NYクラフトミュージアム「テーブルトップ展」招待出品, 1983.8 モスクワ「日本デザイン展」招待出品] _氷入れ 158x150x94 _水差し 115x93x168 _カップ 79dx73
白磁立筋茶器 [1978 Gマーク] _急須 145x178x98 _湯呑み 90dx53
Q型コーヒーカップ白磁立筋 [1978 Gマーク] _カップ 93x71x61 _ソーサー 146dx20
1979年
トビカンナ象嵌シリーズ [1979 Gマーク]
_急須 170x135x83 _煎茶碗 70dx48 _皿7寸 218dx33 _皿5寸 144dx25 _皿3寸 100dx21 _盛鉢 324dx38 _スープボール 183dx45 _ボール/4寸 120dx50 _ポット 190x95x130 _カップ 100x75x55 _ソーサー 150dx20 _シュガーポット 大 92dx80 _シュガーポット 小 80dx70 _クリーム入れ 大 80x70x60 _クリーム入れ 小 70x60x55

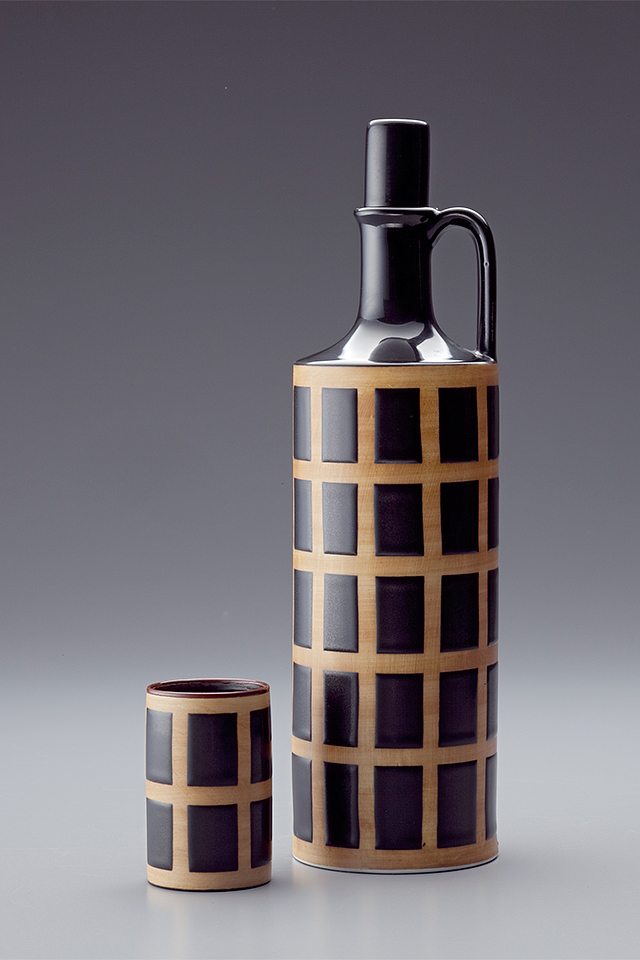
リカーセット (1970)
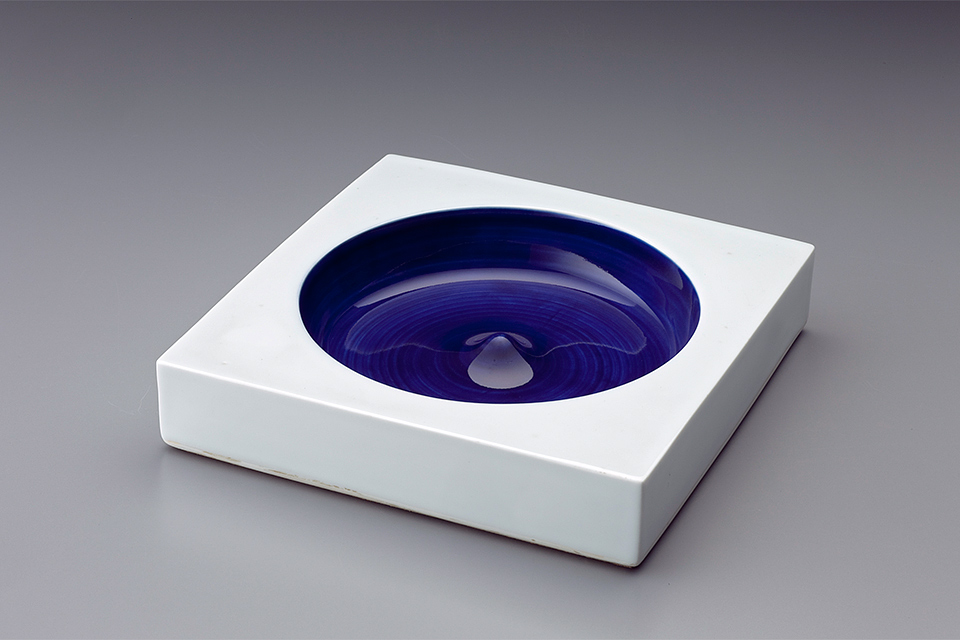
角灰皿 (1970)
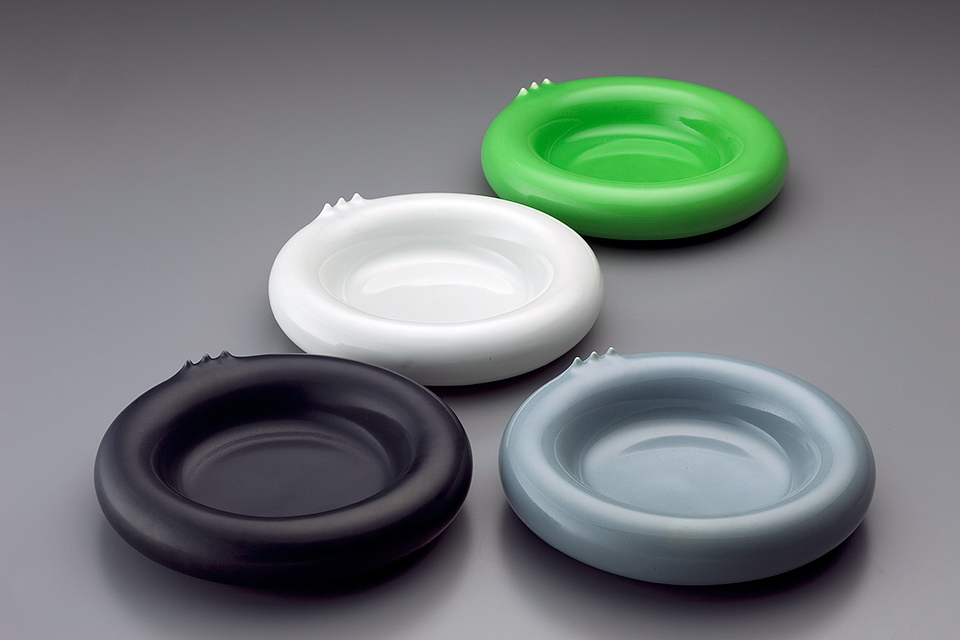
リング灰皿 (1970)
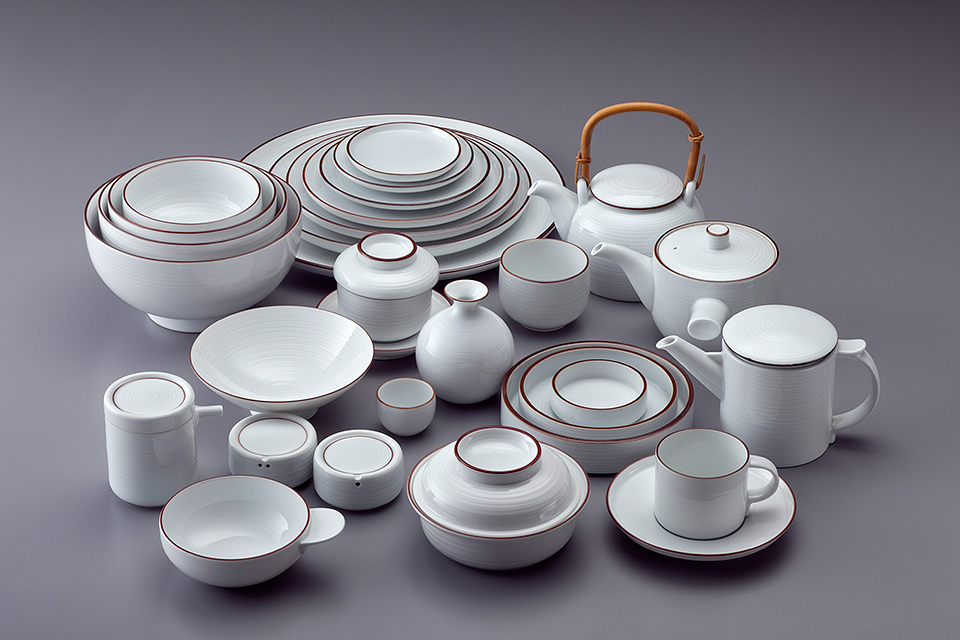
白磁千段シリーズ (1971)
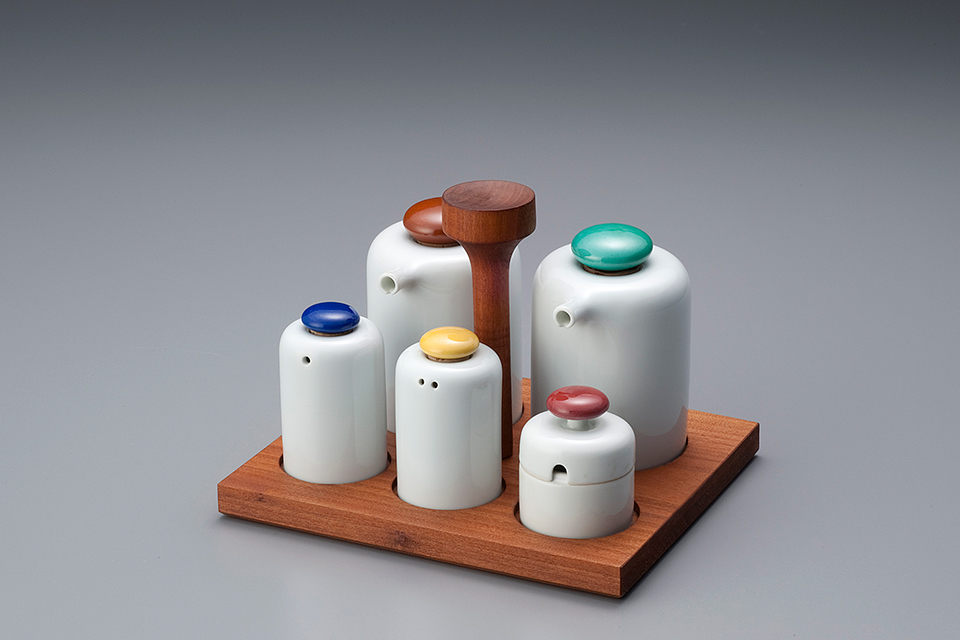
U型調味料セット (1971)
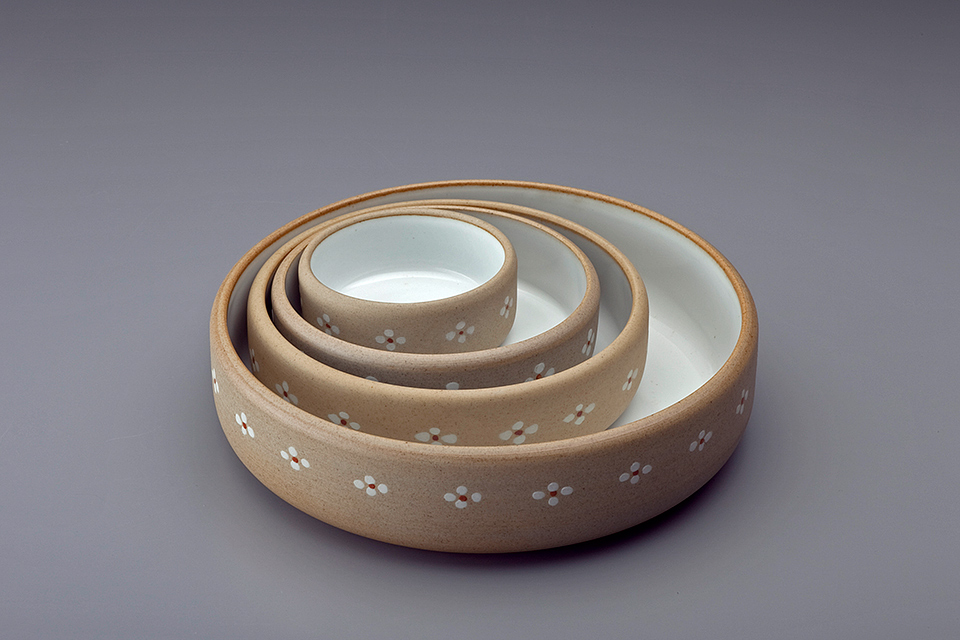
炻器平型ボウル (1971)
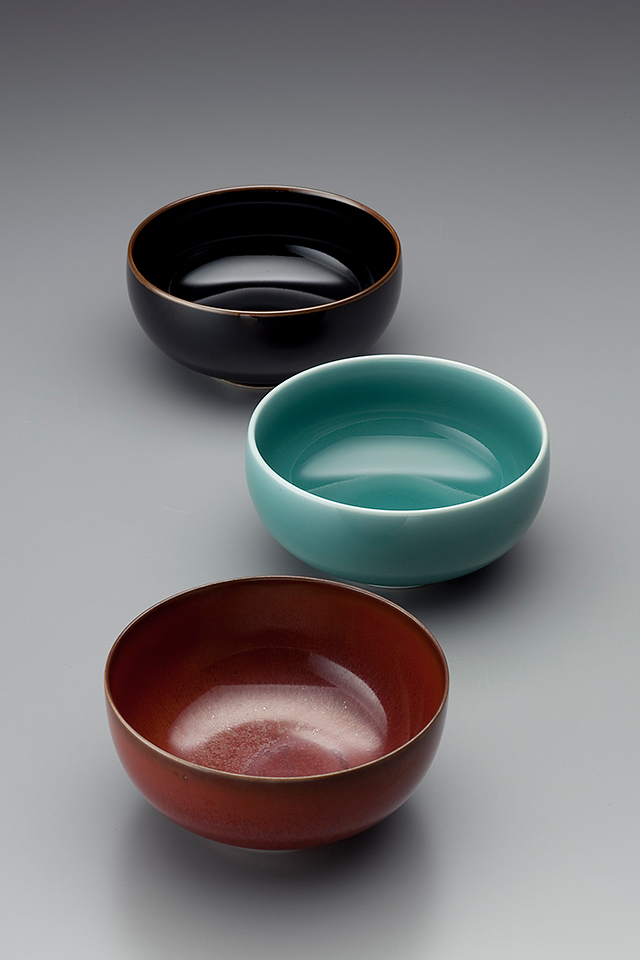
天目汁碗、青磁汁碗、鉄赤汁碗 (1972)
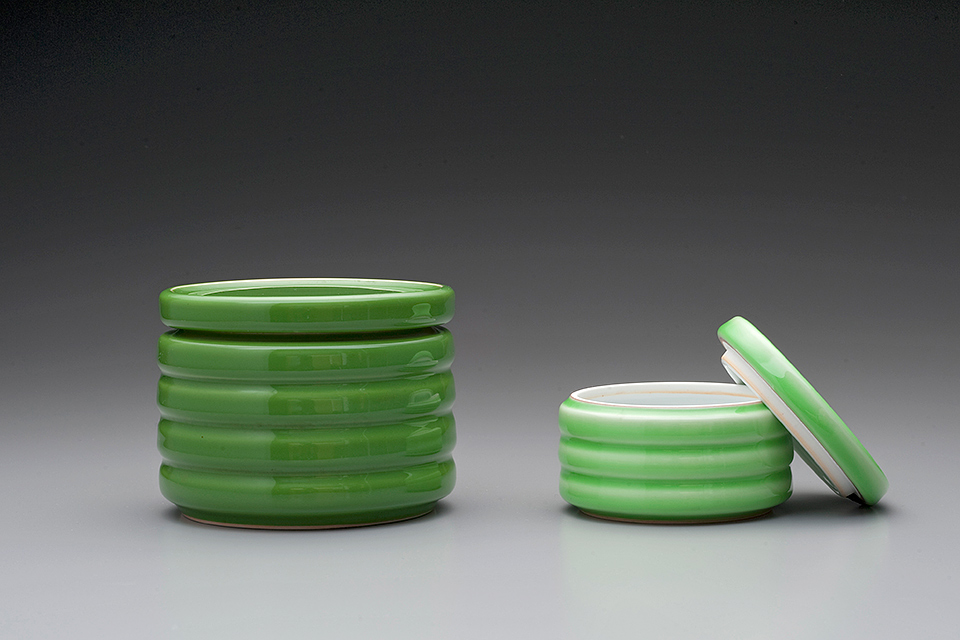
リング蓋物 (1972)
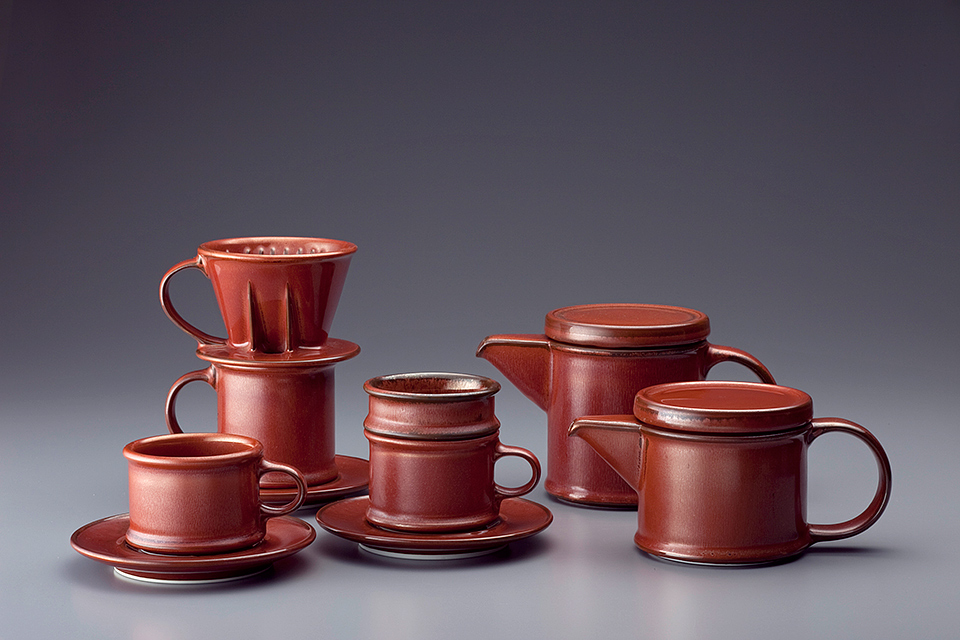
H型コーヒーカップセット (1972)
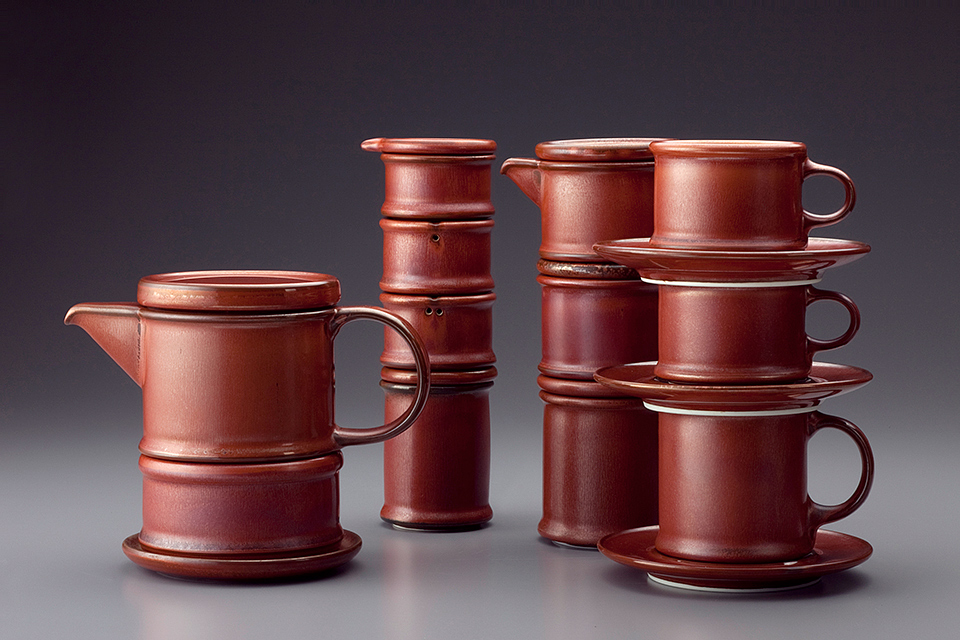
H型セット (1972)
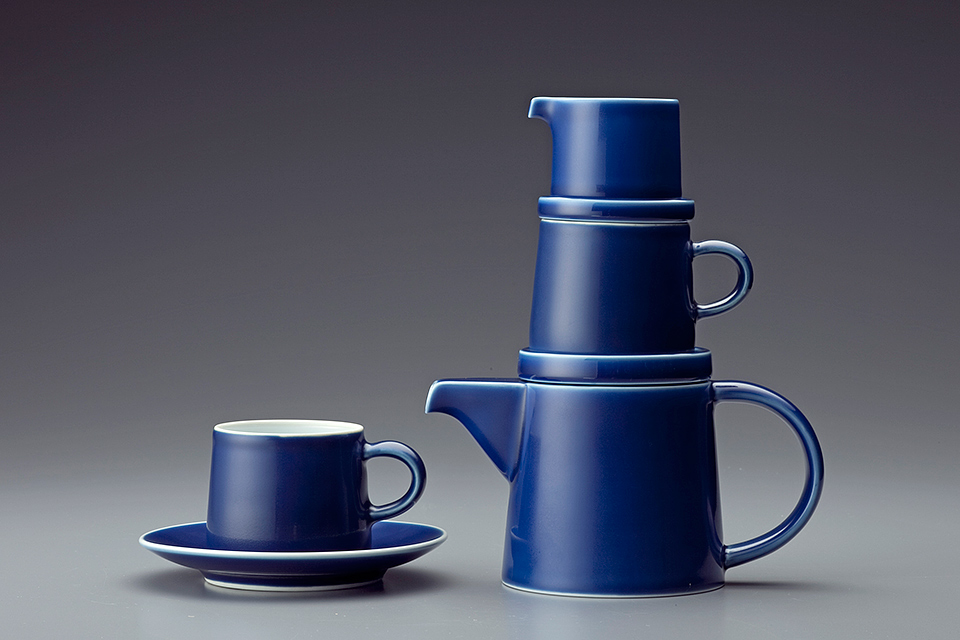
M型コーヒーセット (1973)
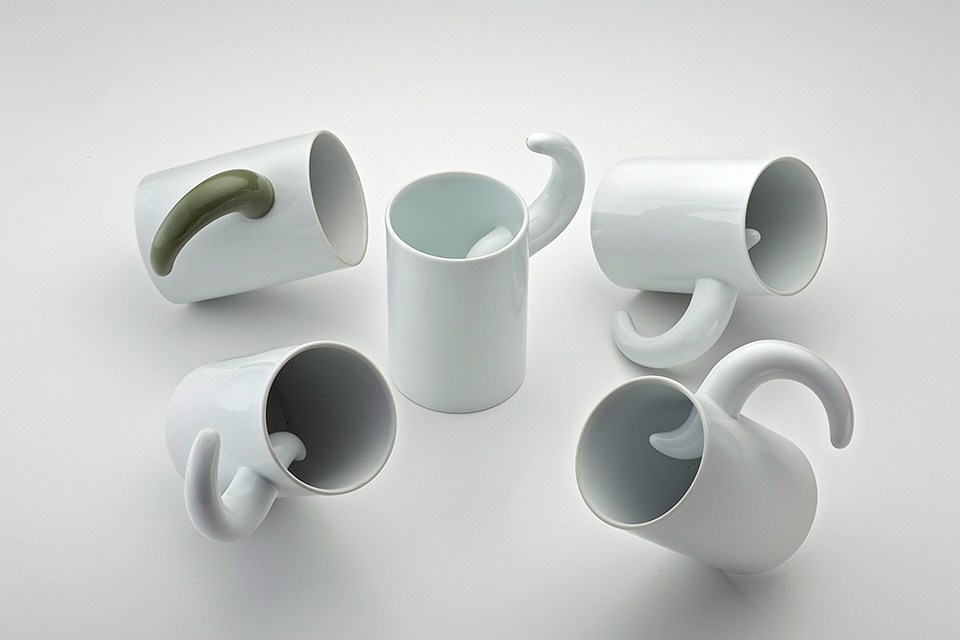
つのカップ (1973)
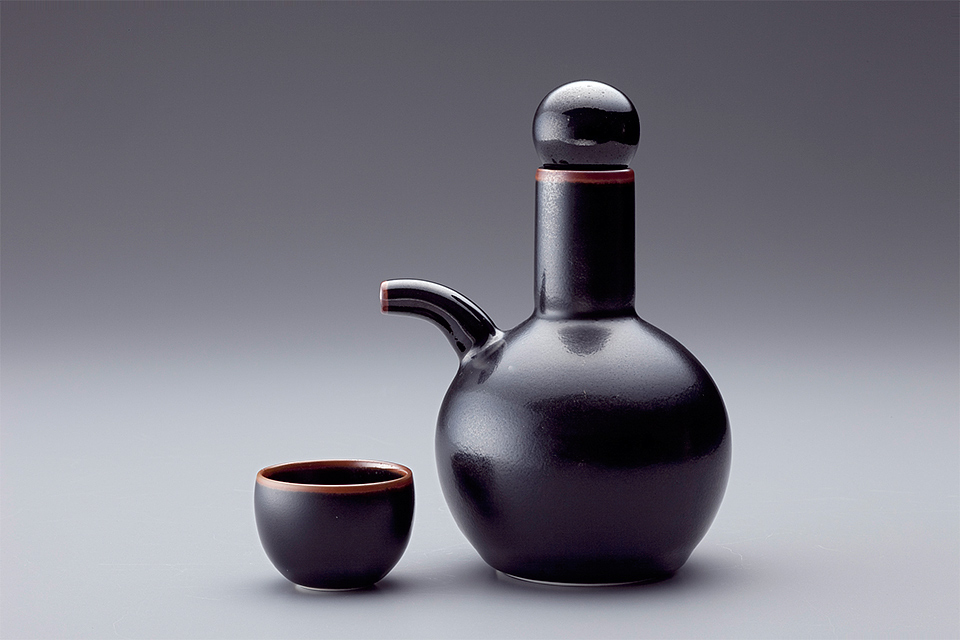
蓋付酒器 (1973)
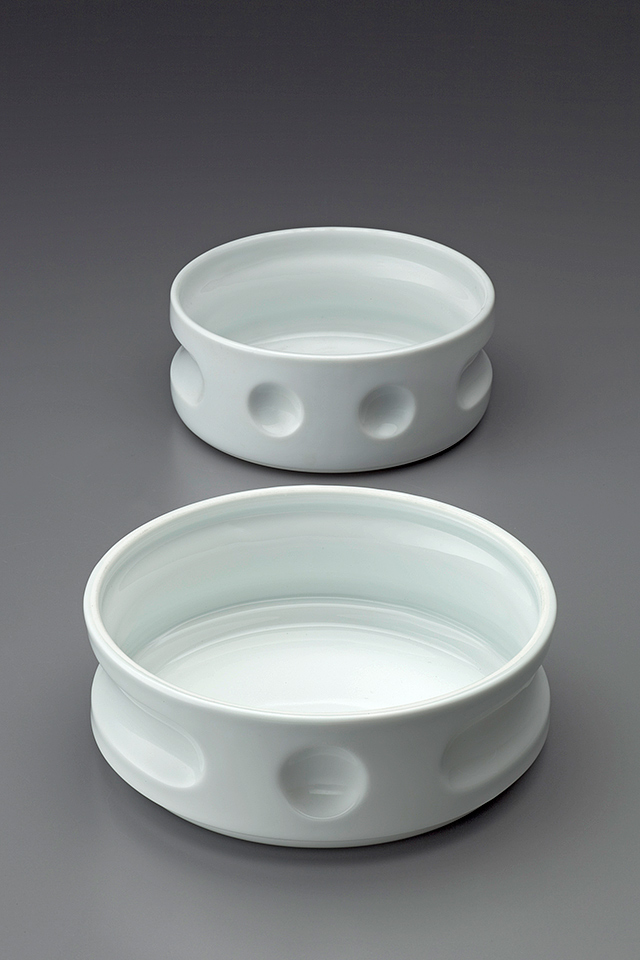
ファンシーボウル(手前)、フィンガーボウル(奥) (1974)
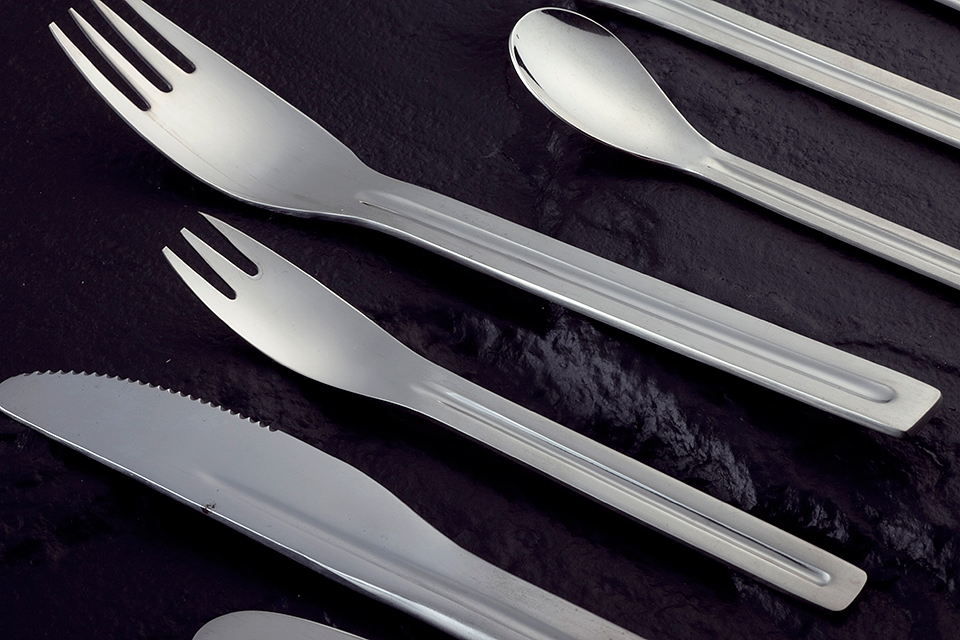
S型カトラリー (1974)
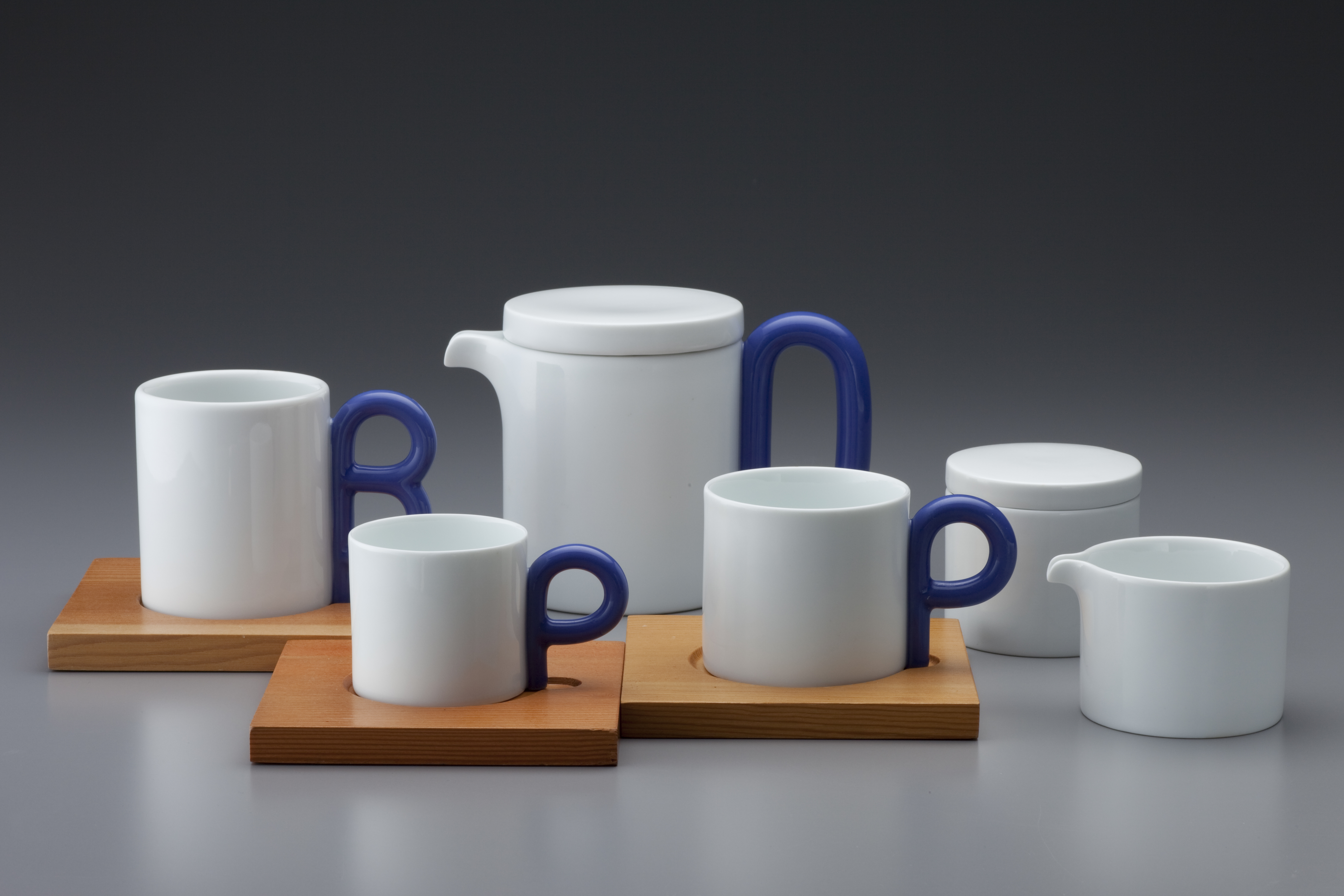
P型コーヒーセット (1974)
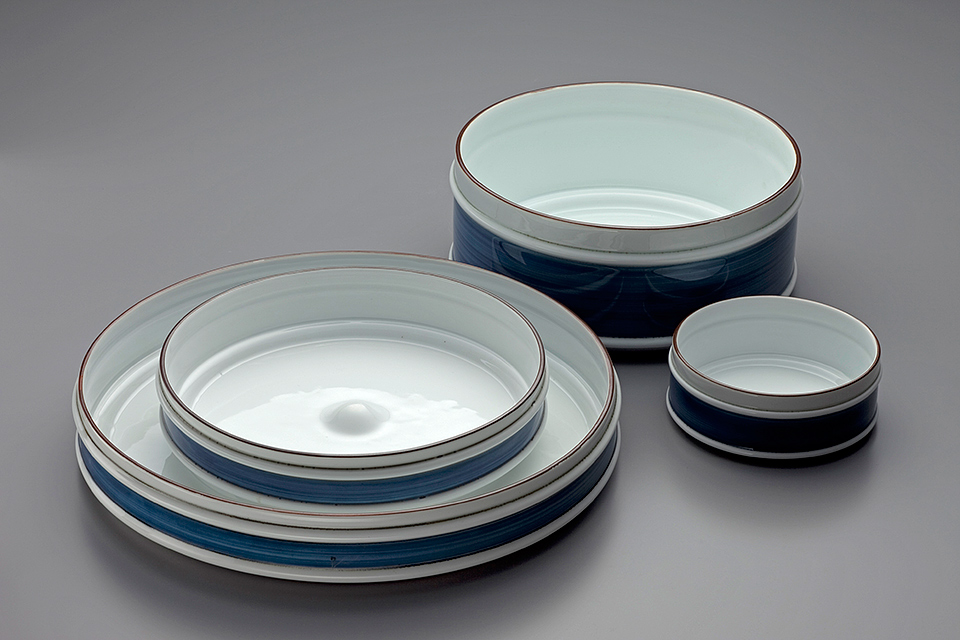
S型盛鉢、ボウル (1975)
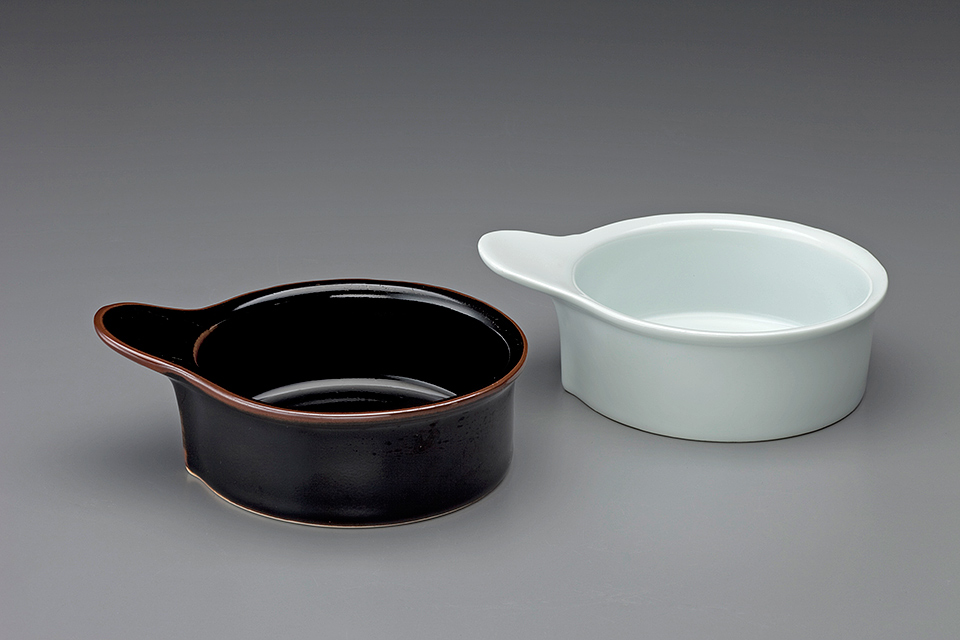
手付小鉢 (1975)
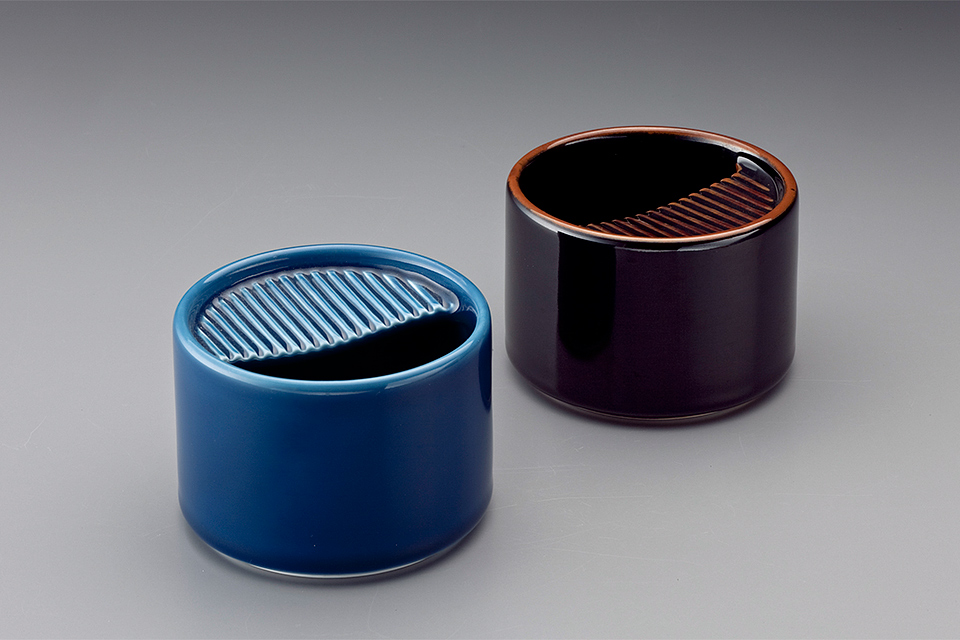
S型灰皿 (1976)
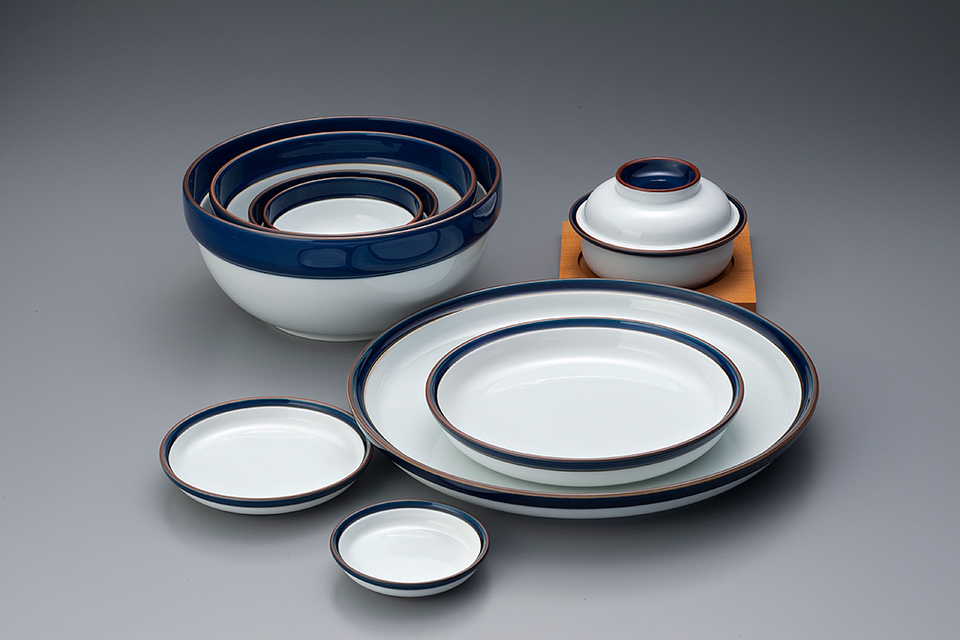
マルティシリーズ (1976)
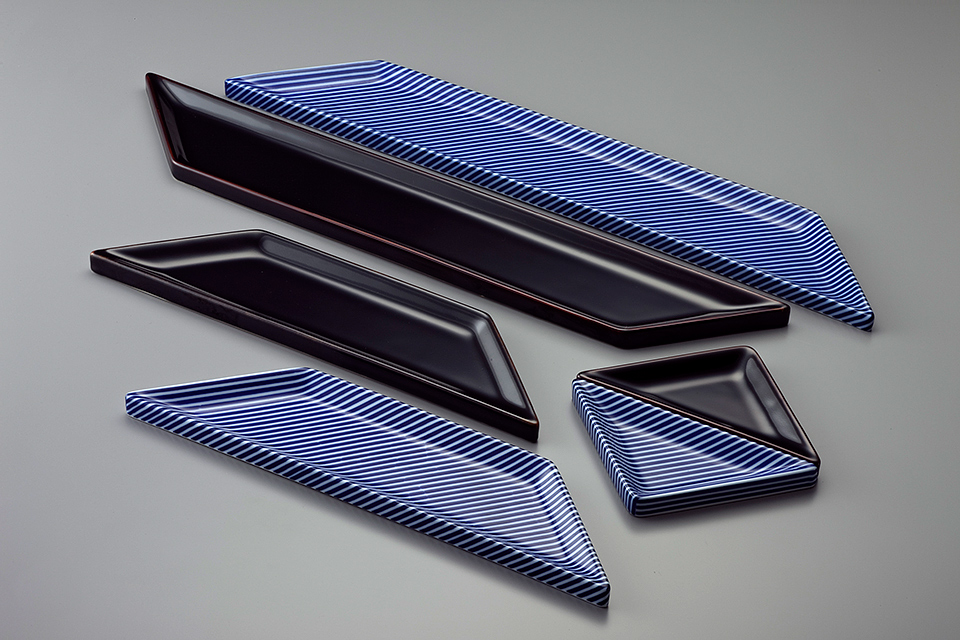
A型パーティトレイ (1976)
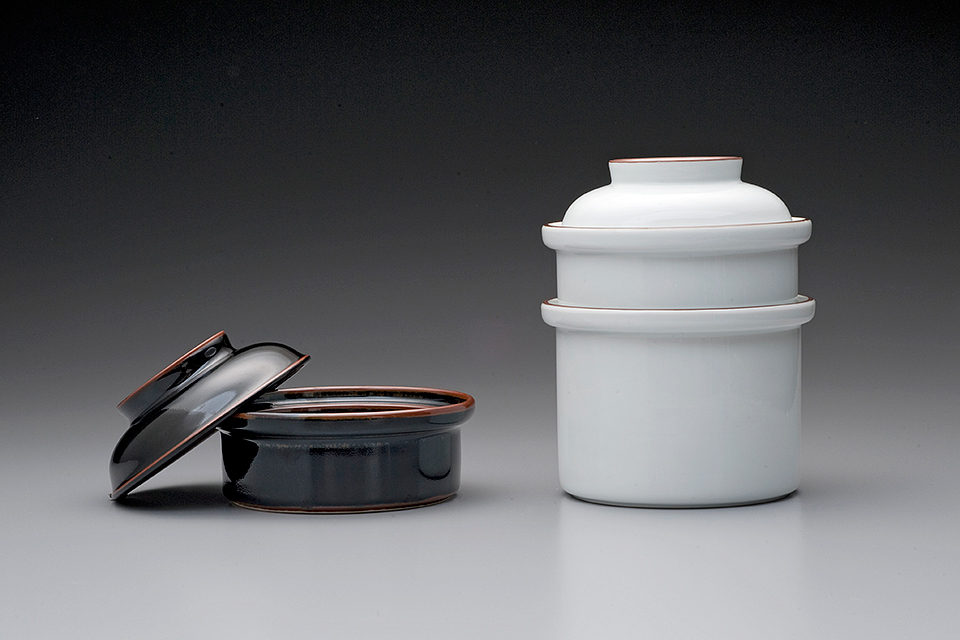
システムボウル (1976)
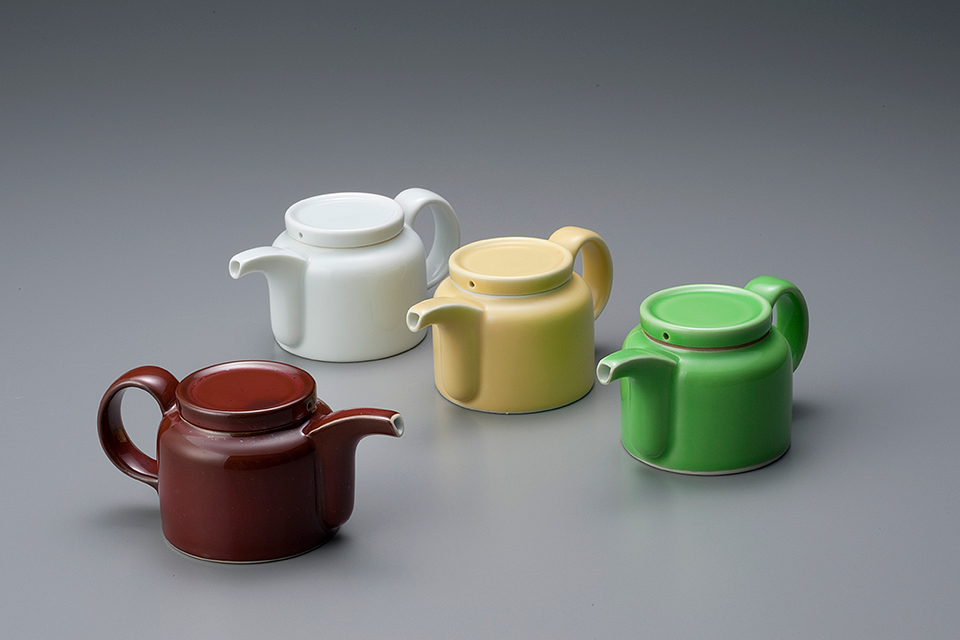
ドレッシングポット (1976)
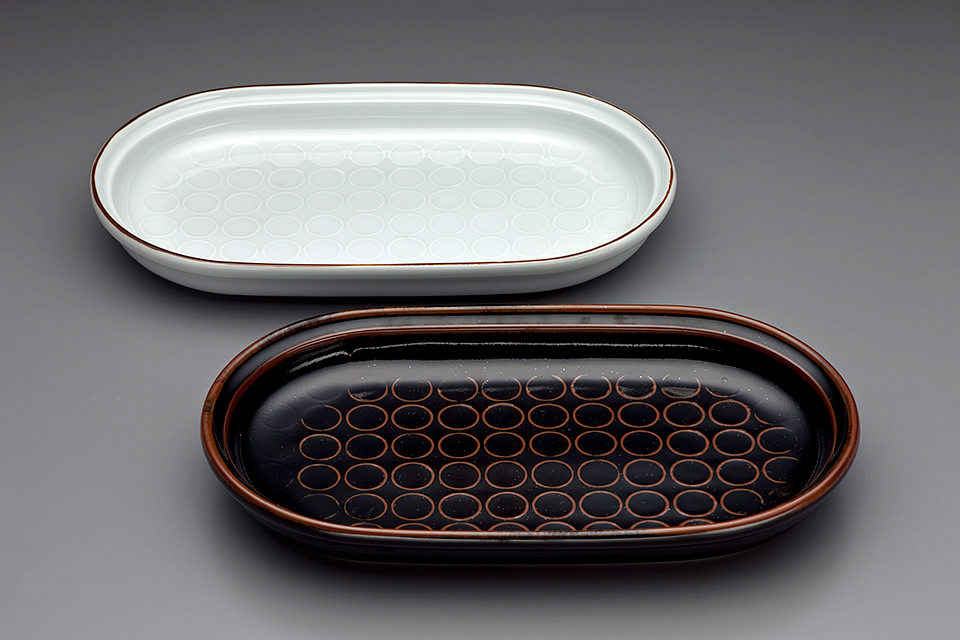
スナックプレート (1976)
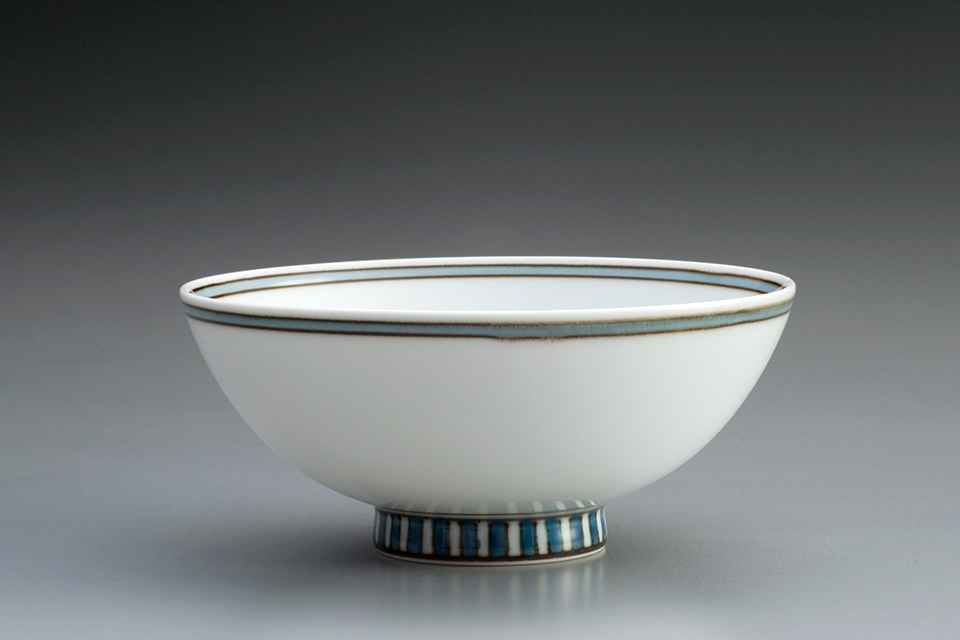
紀の川めし碗 (1977)
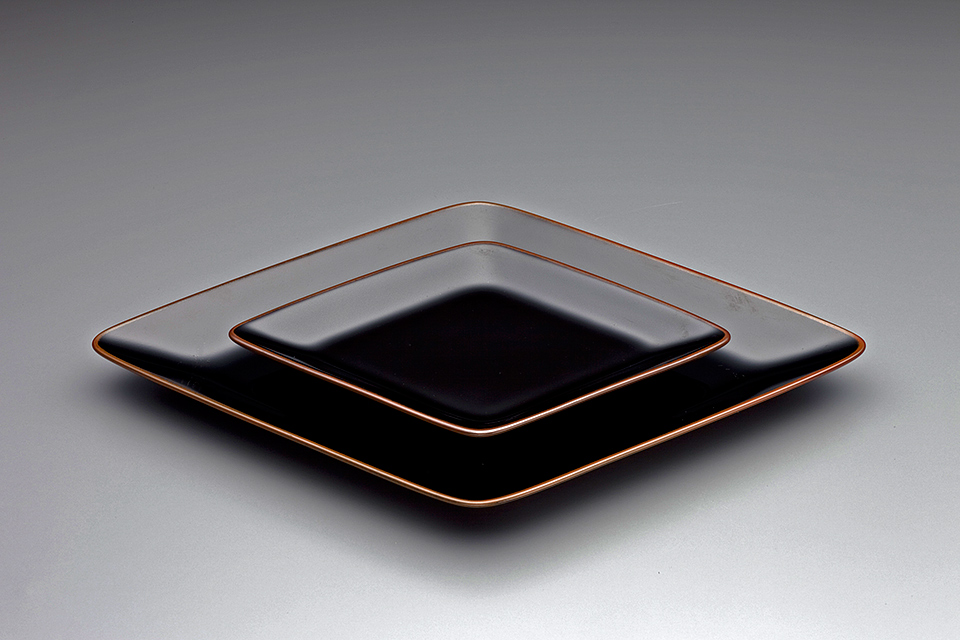
菱形皿 (1977)
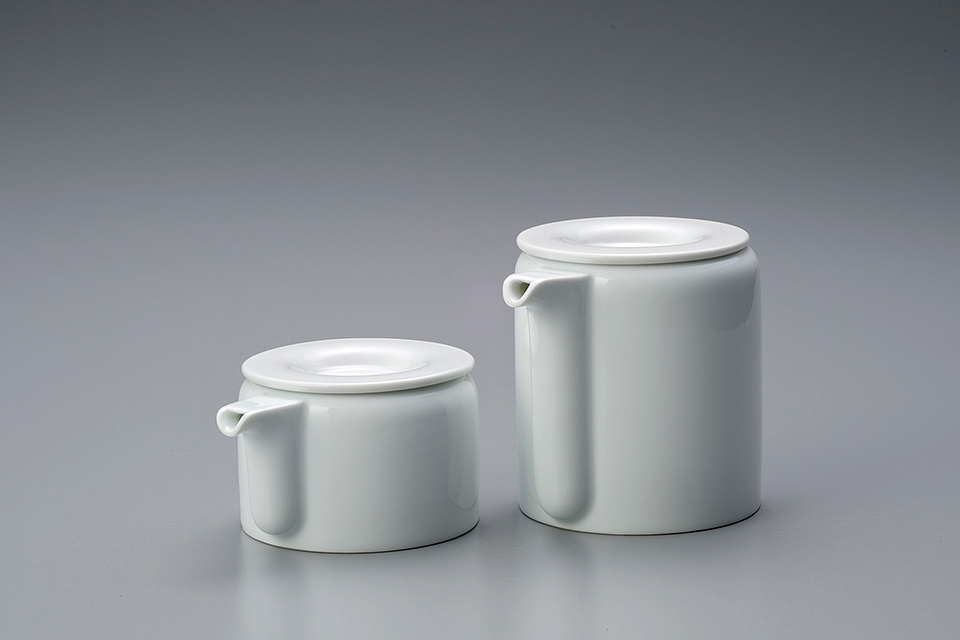
蓋付片口 (1977)
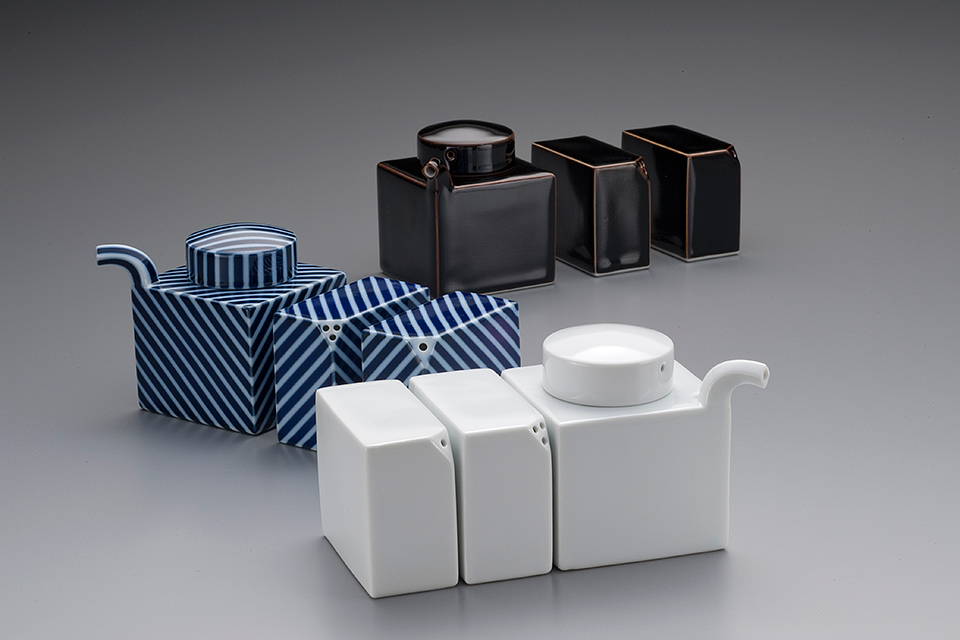
キュービック調味料入れセット (1977)
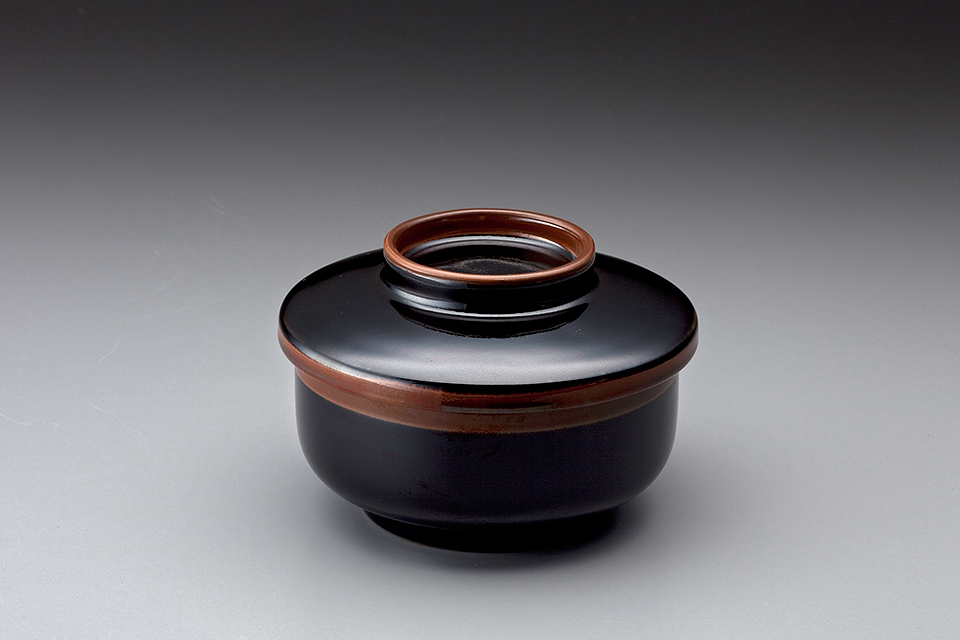
煮物碗 (1977)
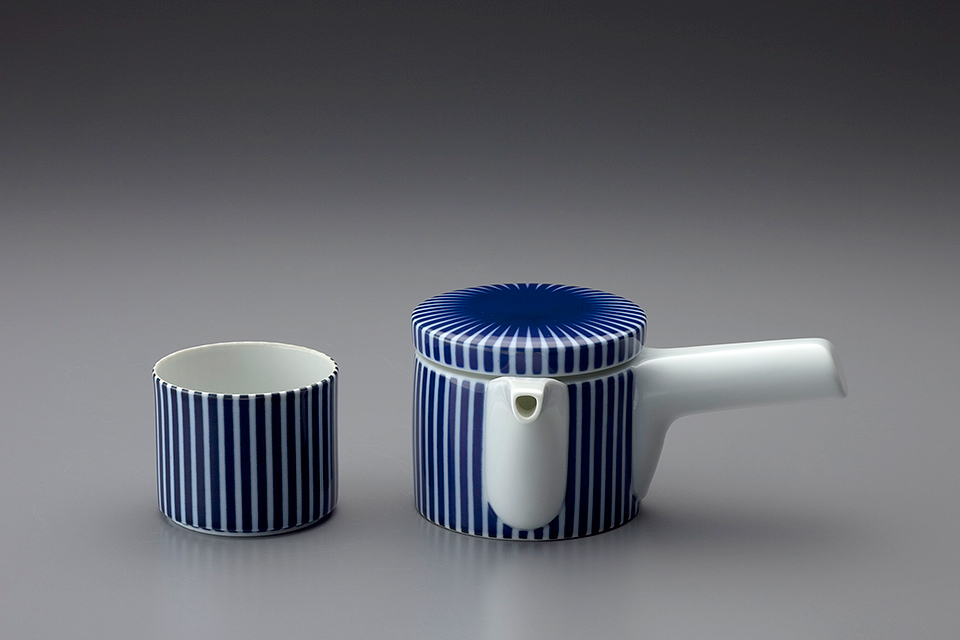
ブルーストライプ茶器 (1977)
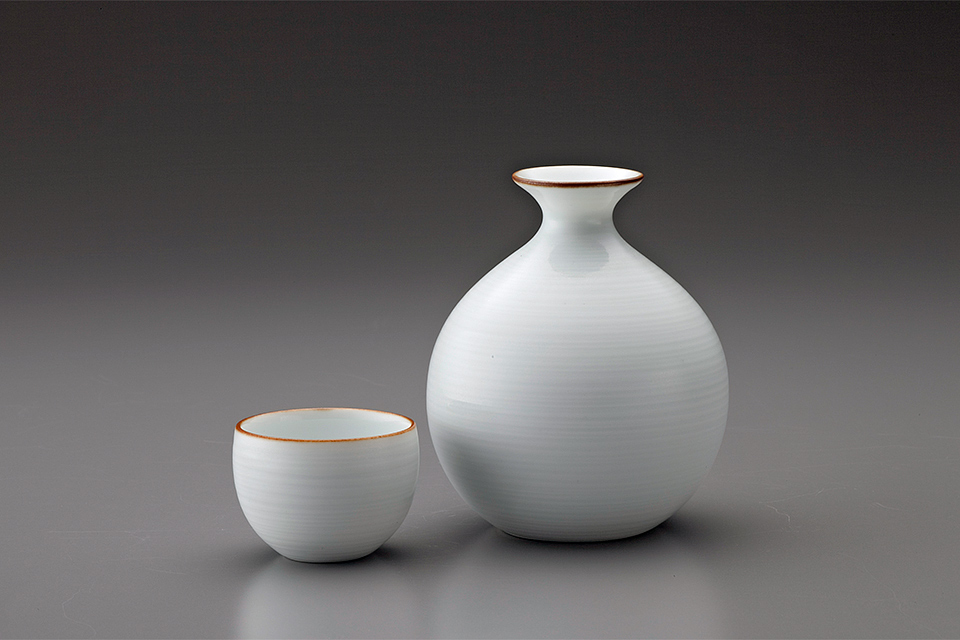
白磁千段丸型酒器 (1977)
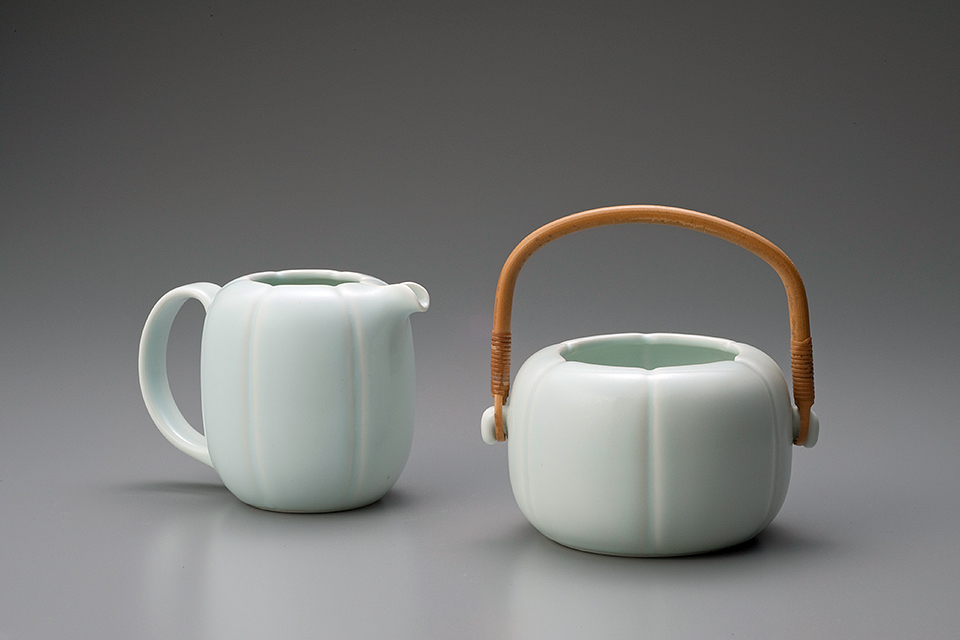
なつめ型水割りセット (1977)
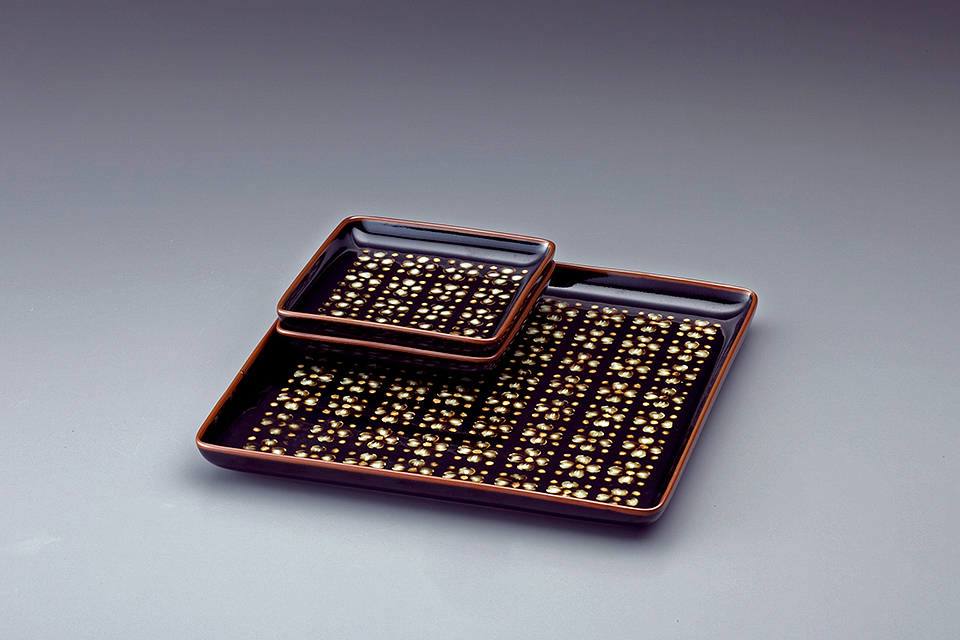
天目花紋角皿 (1978)
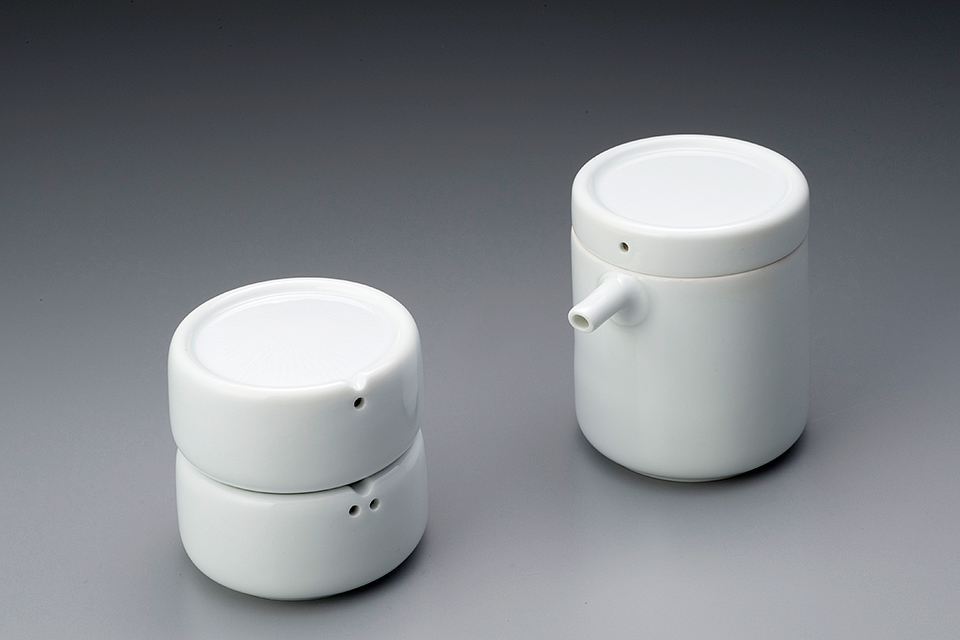
S型調味料入れ (1978)
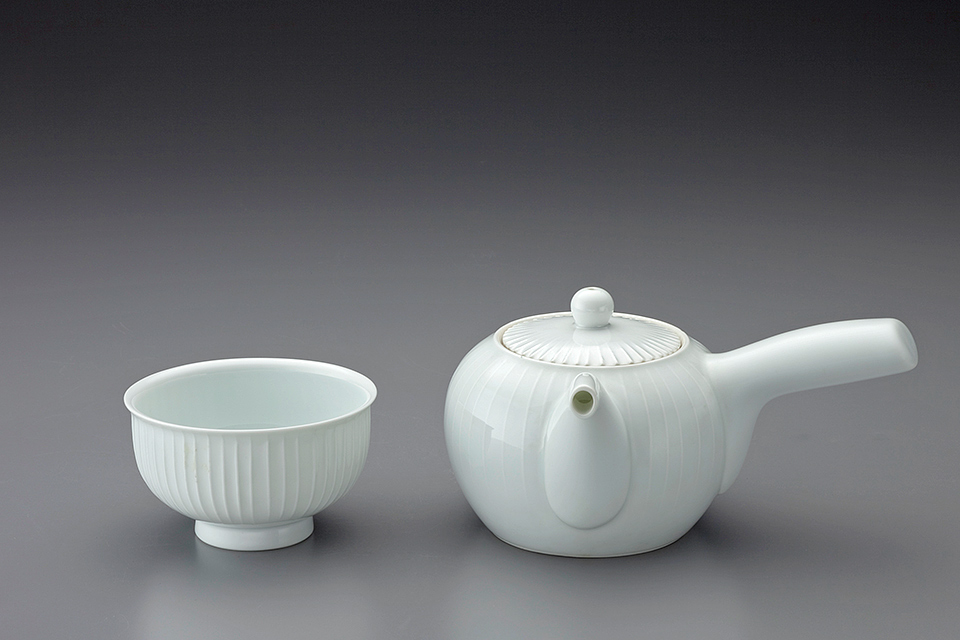
白磁立筋茶器 (1978)
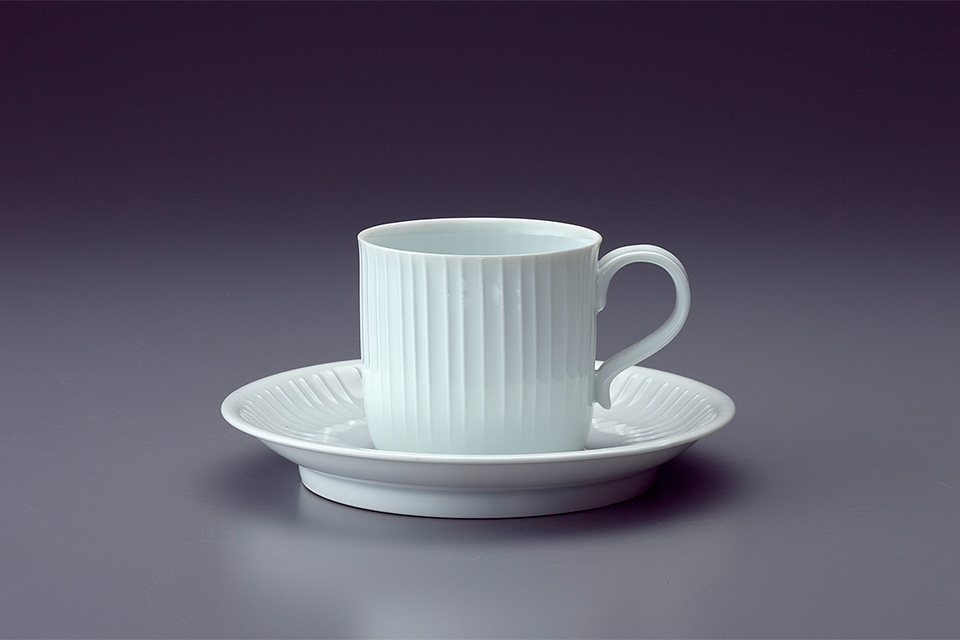
Q型コーヒーカップ白磁立筋 (1978)
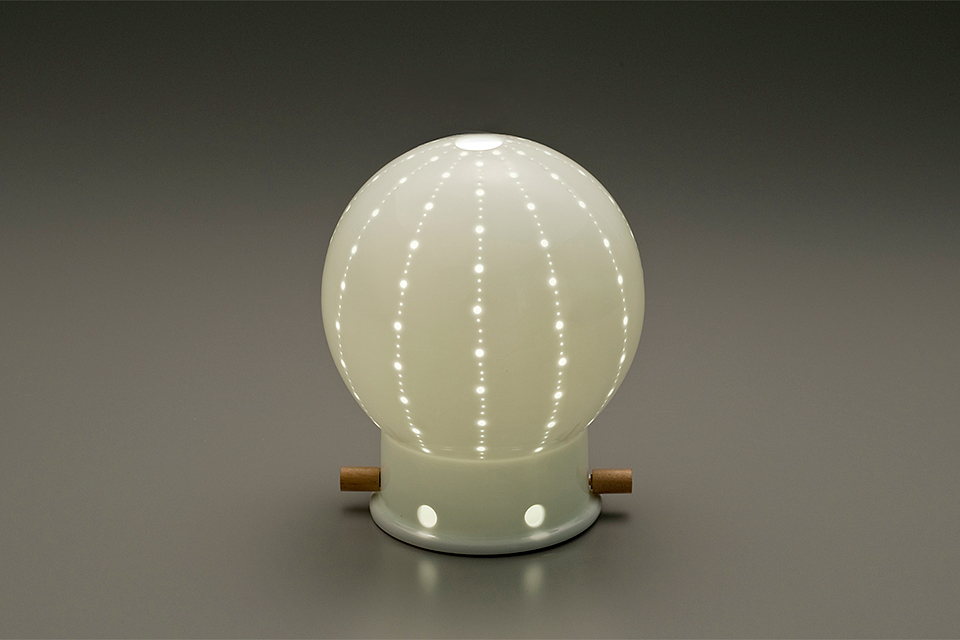
ポーセン・A (1978)
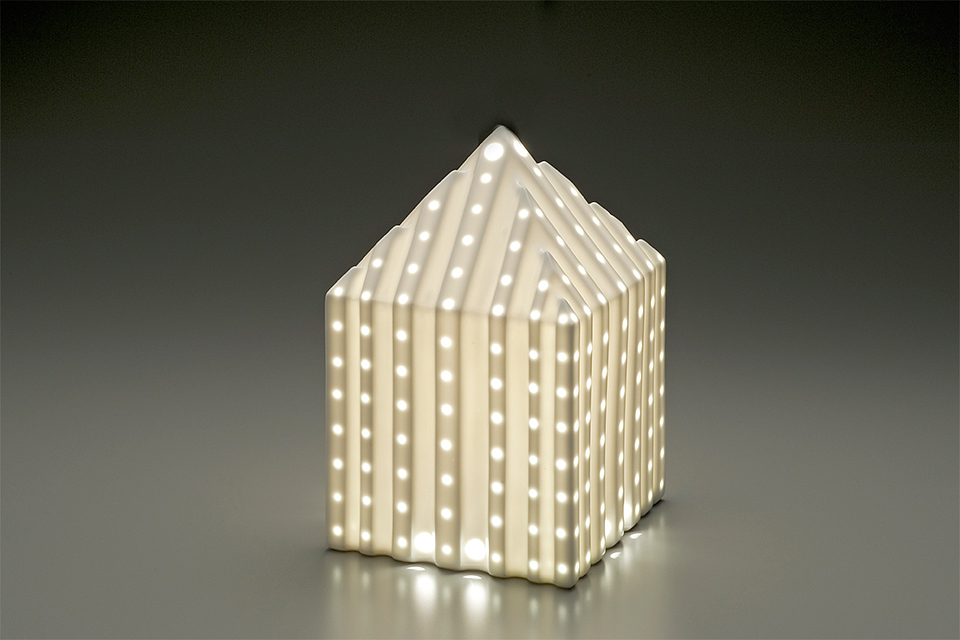
ポーセン・B (1978)
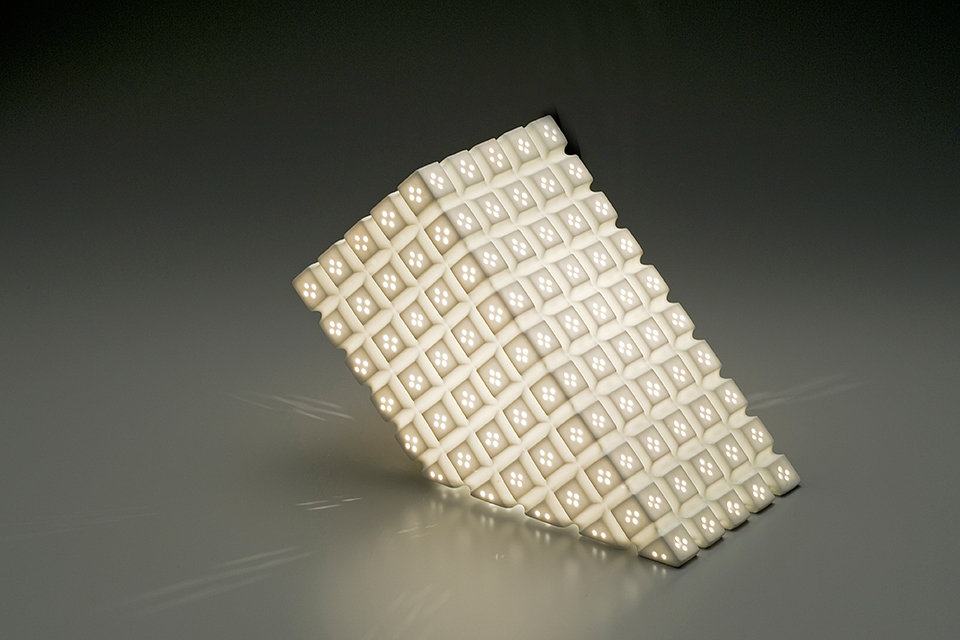
ポーセン・C (1978)
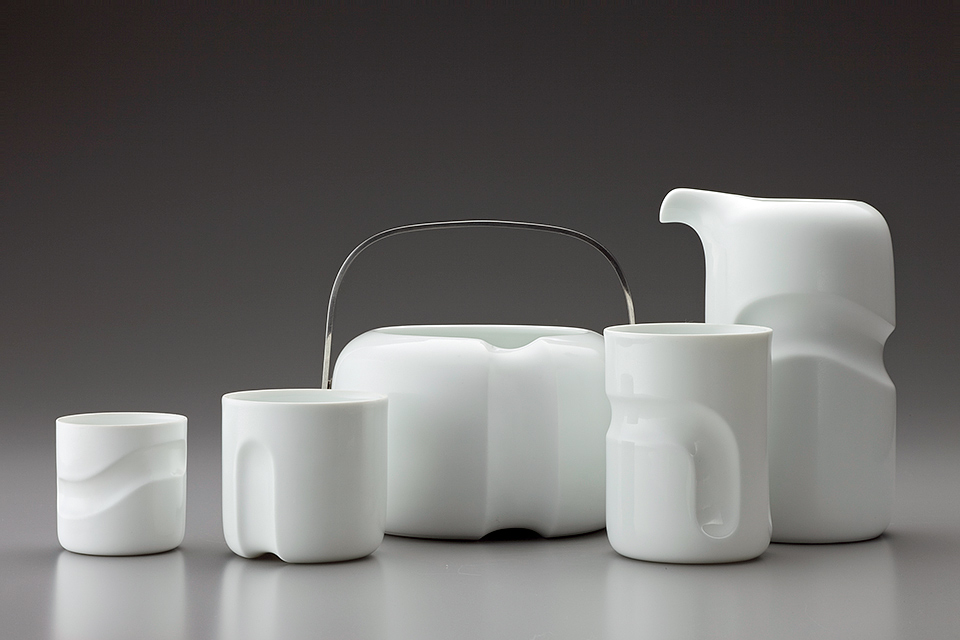
ロックセット (1978)
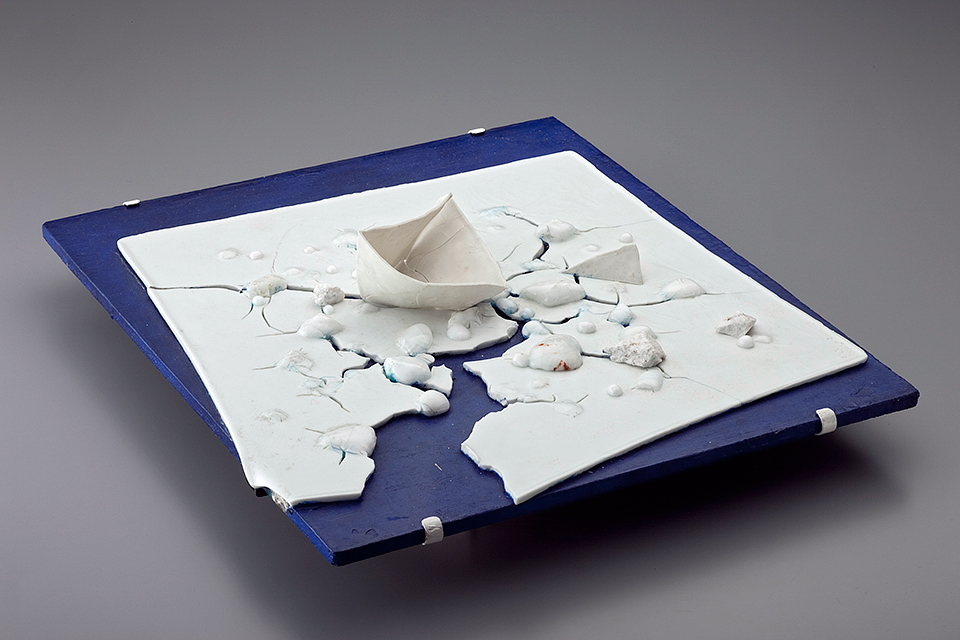
陶板「北極」 (1978)

### 1980年代の主要な仕事
1980年
ほたる星華/皿 _ミート皿 340x310x35 _L 237dx26 [1981 Gマーク, 2003 Gマーク・ロングライフ] _M 182dx22 [1981 Gマーク, 2003 Gマーク・ロングライフ] _S 147dx22 [1981 Gマーク, 2003 Gマーク・ロングライフ]
ほたる星華/ボウル [1980 Gマーク, 2003 Gマーク・ロングライフ]
_L 220dx70 _M 179dx60 _S 139dx45 _SS 100dx34
ほたる星華セット _ポット 195x100x127 _カップ 105x80x50 _ソーサー 150dx23 _シュガーポット 90dx80 _クリーム入れ 80x60x50
えくぼしょうゆ差し 99x80x73 [1980 京都マロニエ画廊出品, 1982.2 東京近代美術館 現代の器「注ぐ」展出品]
せせらぎ角盛鉢 _角盛鉢 330x229x25 _取皿 123x123x22
呉須の構図/めし茶碗 118dx52 [1980 Gマーク]
呉須の構図/皿 [1980 Gマーク]
_角L 332x230x25 _角M 213x122x23 _角S 122x73x23 _L 220dx25 _M 150dx21 _S 101dx18
呉須の構図/土瓶 [1980 Gマーク] _土瓶 166x129x91 _汲みだし 95dx80
1981年
プリント地紋/めし茶碗 118dx59
プリント地紋/皿 _L 237dx26 _M 183dx20 _S 147dx22 _SS 100dx16
プリント地紋/ボウル _L 220dx70 _M 178dx69 _S 135dx44 _SS 100dx34
プリント地紋/茶器 _急須 165x135x95 _湯呑み 大 65dx80 _湯呑み 小 60dx72
うねり型花瓶 _大 380x62x129 _小 220x62x116
菱形花瓶 _大 196x100x196 _小 196x100x126
フリープレート [1982 Gマーク] _L 298x215x28 _M 234x172x27 _S 166x123x23 _SS 98x77x14
フリープレートストライプ _L 298x215x28 [1986.6 JDCデザインギャラリー「陶磁器と印刷 江戸から現代まで」出品] _S　166x132x23
水入れ 80dx275 _白磁 _天目 _ブルー
1982年
サーバー、スプーン _サーバー 315x54x34 _スプーン大 172x44x31 _スプーン中 143x33x30 _スプーン小 127x22x17
マグカップ　103x76x75, ダイニングポット 174x91x176, 魔法瓶 190x170x260
蓋物・盆（プラスティック） _蓋物 140x140x55 _盆 305x305x20
C型花瓶 143x65x155 _くも _天目 _格子, E型花瓶 225x100x293 _白磁 _天目
シェルボール [1983 Gマーク, 1997 Gマーク・ロングライフ, 1982 松屋「デザインフォーラム」メンバー展出品 1982 東京デザイナーズスペースAXIS展 1982 スペイン･バレンシア国際工業デザイン展 グランプリ "UAMA DE ORO" 受賞 1983.9 NY近代美術館クリスマス号カタログ表紙に掲載 1985 富山県立近代美術館「生活の造形展」招待出品] _ボウルLL 220dx130 _ボウルL 190dx100 _ボウルM 138dx62 _ボウルS 122dx60 _ボウルSS 80dx44
シェル皿 _LL 332dx45 _L 262dx40 _M 210dx38 [1983 Gマーク, 1997 Gマーク・ロングライフ] _S 160dx32 [1983 Gマーク, 1997 Gマーク・ロングライフ] _SS 110dx24
1983年
自画像陶板 340x285x20 [東京デザイナーズスペース「自画像展」出品]
シェル茶器 _急須 168x140x92 _湯呑み 72dx65, O型急須 170x135x96
菊割茶器 _土瓶 150x100x162 _湯呑み 70dx58x95
白磁さざ波／皿・鉢 [1986 '86美濃国際陶芸展招待出品, 1985.9 西武クラフトにて個展, 1991.5 英ウェールズ アペリストゥウィズアートセンター「日本現代食器陶芸展」出品, 1984 Gマーク]
_スープボール 162x110x45 _皿L 238dx28 _皿M 188dx20 _皿S 150dx20 _鉢L 220dx70 _鉢M 136dx44 _鉢S 100dx34 _長鉢 85dx60
白磁さざ波L型パーティートレイ _大 320x230x22 _小 137x77x22
1984年
白磁さざ波／コーヒーセット [1986 '86美濃国際陶芸展招待出品, 1985.9 西武クラフトにて個展, 1991.5 英ウェールズ アペリストゥウィズアートセンター「日本現代食器陶芸展」出品, 1984 Gマーク]
_ポット 198x105x128 _シュガーポット 88dx78 _クリーマー 76x68x50 _カップ 103x78x49 _ソーサー 148dx20
O型パーティートレイ _大 325x178x18 _小 120dx18、高香台皿 140dx60、すずりセットB 120dx95
金しぶきO型茶器 _土瓶 164x126x93 _煎茶碗 82dx60
シェルコーヒーセット・マグカップ [1984 Gマーク]
_ポット 162x92x176 _シュガー 92x82x85 _クリーマー 92x70x68 _コーヒーカップ 104x80x70 _ソーサー 150dx24 _マグカップ 120x85x95
重ね縞角皿 [1986.6 JDCデザインギャラリー「陶磁器と印刷・江戸から現代まで」出品]
_LL 275x375x35 _M 162x162x24 _S 100x100x22
保温マグカップ（二重成形） _ハンドルあり 100x70x115 _ハンドルなし 80x75x115
1985年
炻器くもK型／皿・鉢 [1986.6 JDCデザインギャラリー「陶磁器と印刷・江戸から現代まで」出品]
_皿LL 242dx24 _皿L 213dx23 _皿M 153dx23 _皿S 103dx17 _鉢L 185dx83 _鉢S 130dx58
炻器くもK型／コーヒーカップ・マグカップ [1986.6 JDCデザインギャラリー「陶磁器と印刷・江戸から現代まで」出品]
_コーヒーカップ 98x76x61 _ソーサー 150dx23 _マグカップ 102x78x84
保温のマグカップ _象印マホービン、重ね縞茶器 _土瓶 140x88x118 _湯呑み大 68dx80 _湯呑み小 64dx70
HR型グラス _大 62dx115 _小 57dx60、HR型ガラス皿 _皿大 273dx38 _皿中 147dx25 _皿小 105dx20
印花盛皿 _盛皿 317x222x30 _取皿 157x118x20
1986年
ティーポット天目 170x92x98
1987年
丼シリーズ/ _特大ラーメン丼 232dx70 _深めん丼 182dx96 _浅めん丼 182dx80 _めん丼 158dx82 _ソバ丼 132dx76 _ぞうすい碗 94dx70
すずりセットC 110x110x110
A型しょうゆさし 111x96x124 [1991.5 英ウェールズ アペリストゥウィズアートセンター「日本現代食器陶芸展」出品]
B型しょうゆさし 72x52x106
C型しょうゆさし 92x75x66 [1988 Gマーク、1988 中小企業庁長官賞、2001 Gマーク・ロングライフ]
D型しょうゆさし [1991.5 英ウェールズ アペリストゥウィズアートセンター「日本現代食器陶芸展」出品]
_大 94x94x62 _中 79x79x51 _小 55x55x37
E型しょうゆさし 84x65x65 [1991.5 英ウェールズ アペリストゥウィズアートセンター「日本現代食器陶芸展」出品]
H型調味料入れ _注器 122x92x99 _塩入れ 51dx51 _コショウ入れ 51dx51
花器マテリアル _A 81x66x99 _B 112x83x116 _C 129x121x170 _D 167x157x92 _E 198x90x172
うず潮シェル／皿 [1987 毎日新聞社「日本陶芸展」出品、1991.5 英ウェールズ アペリストゥウィズアートセンター「日本現代食器陶芸展」出品]
_皿LL 330dx45 _皿L 270dx42 _皿M 210dx35 _皿S 160dx32 _皿SS 110dx25
1988年
交趾トルコ釉酒器 [1989 毎日新聞社「日本陶芸展」推薦出品、1998 フィンランド･フィスカース推薦出品] _徳利 162x145x126 _盃 65dx66
銀彩アラベスク酒器 [1989.4 JDCギャラリー展出品、1991.5 英ウェールズ アペリストゥウィズアートセンター「日本現代食器陶芸展」出品] _徳利 122x93x140 _盃 65dx66
金彩朱巻酒器 [1989.4 JDCギャラリー展出品、1991.5 英ウェールズ アペリストゥウィズアートセンター「日本現代食器陶芸展」出品] _徳利 122x93x140 _盃 65dx66
魔法瓶 170x220x220
1989年
ゴールドパールセット [1989.5 東京デザイナーズスペース「DESIGN JUST Now」出品、1991.5 英ウェールズ アペリストゥウィズアートセンター「日本現代食器陶芸展」出品] _ロックカップ 86dx63 _ワインカップ 62dx56
染付六角盃 58x50x67 [1989.5 東京デザイナーズスペース「DESIGN JUST Now」出品]
盃A [1989.5.東京デザイナーズスペース「DESIGN JUST Now」出品] _大 60dx131 _中 55dx88 _小 45dx78
盃B 62dx56 [1989.5 東京デザイナーズスペース「DESIGN JUST Now」出品]
盃C _盃 79dx29 _台 100x41x20、花器（青銅） 170dx72
西域紋／皿・鉢・ティーポット [1992 朝日クラフト展招待出品、1992.6 名古屋プリズムスペース個展、1990.9 JDCデザインフォーラム出品]
_大盛皿 342x182x34 _点心皿 196x196x50 _L鉢 202x202x64 _皿M 248x248x30 _ポット 188x96x125 _湯呑み 62dx84
角型花瓶 _L 290x290x70 _M 155x155x50

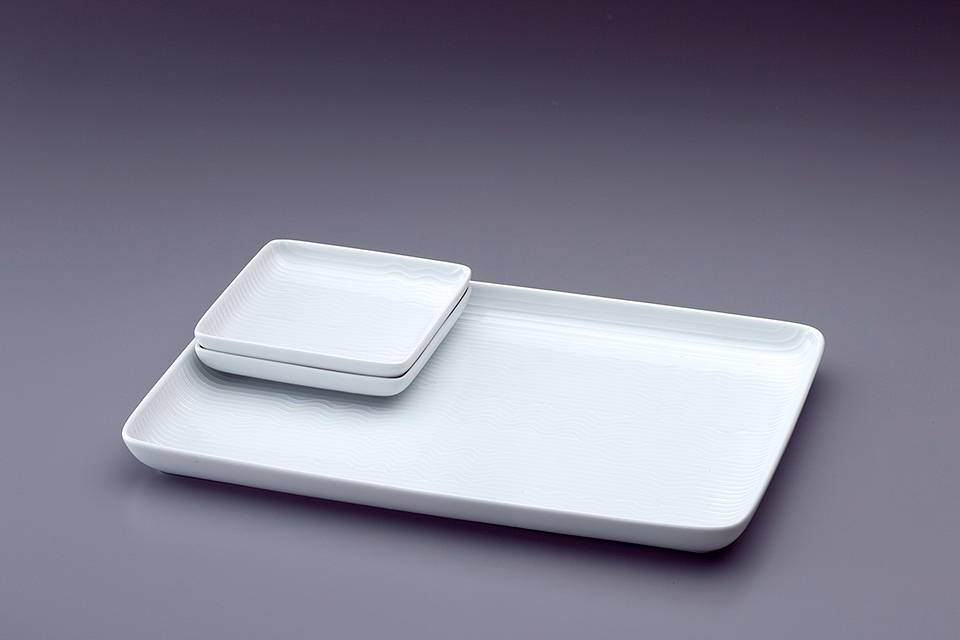
せせらぎ角盛鉢 (1980)
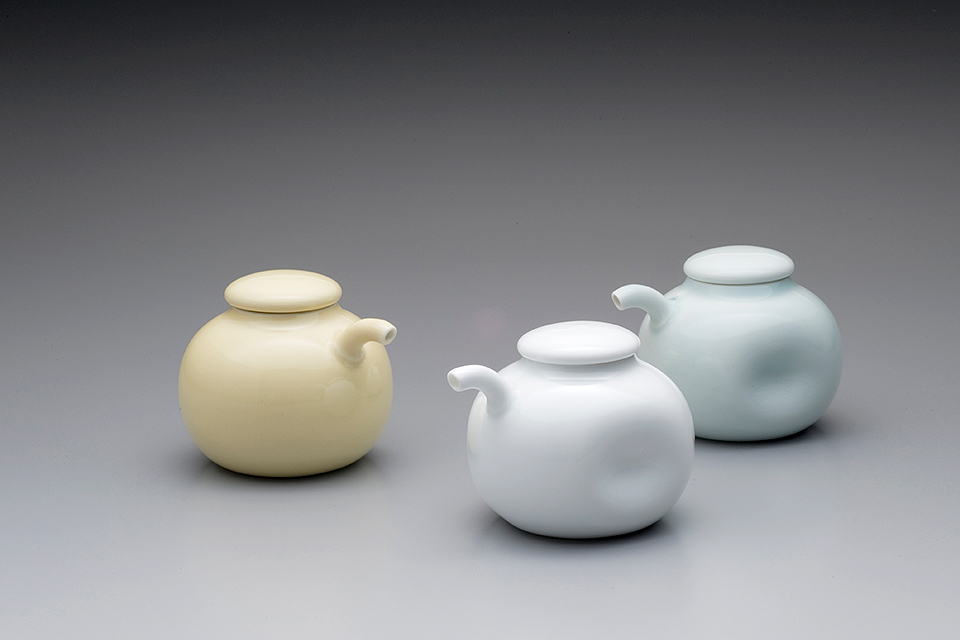
えくぼしょうゆ差し (1980)
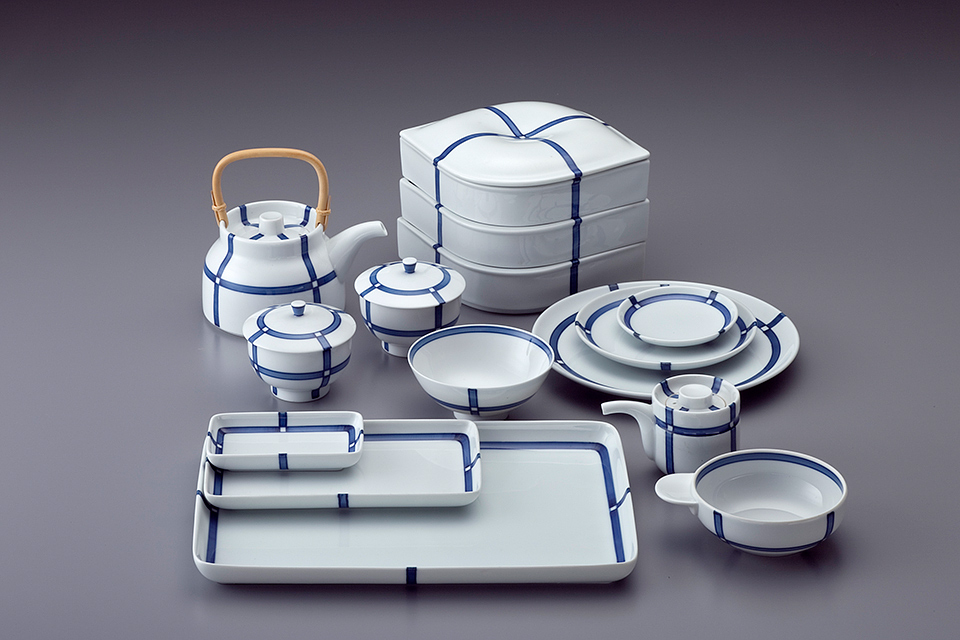
呉須の構図シリーズ (1980)
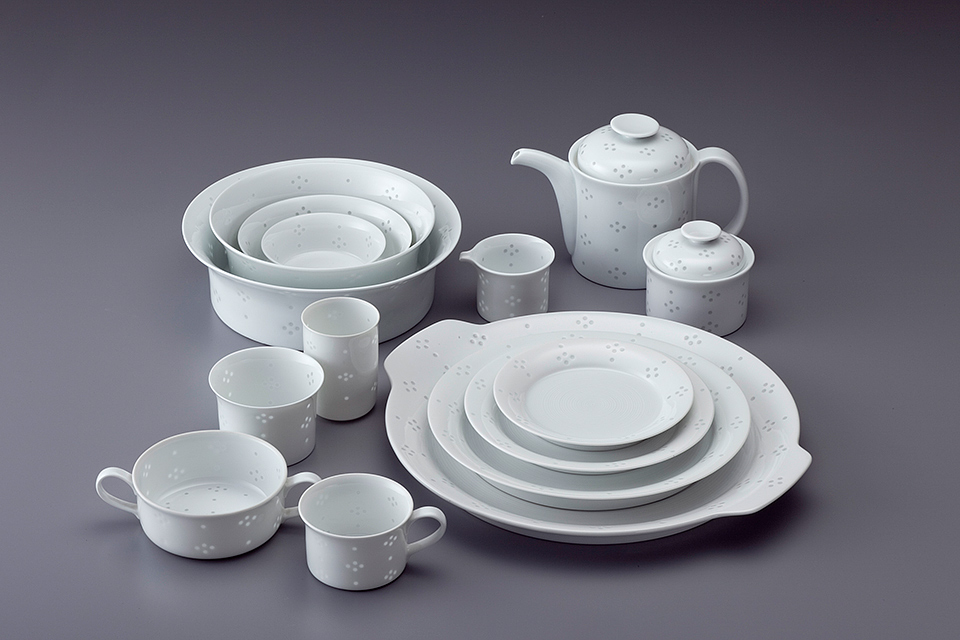
ホタル星華シリーズ (1980)
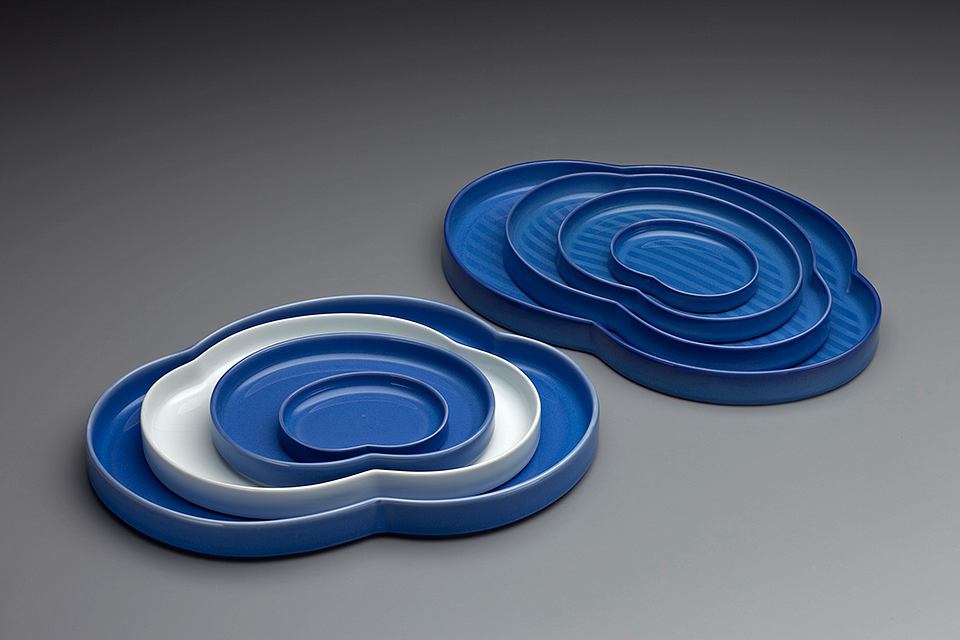
フリープレート、フリープレートストライプ (1981)
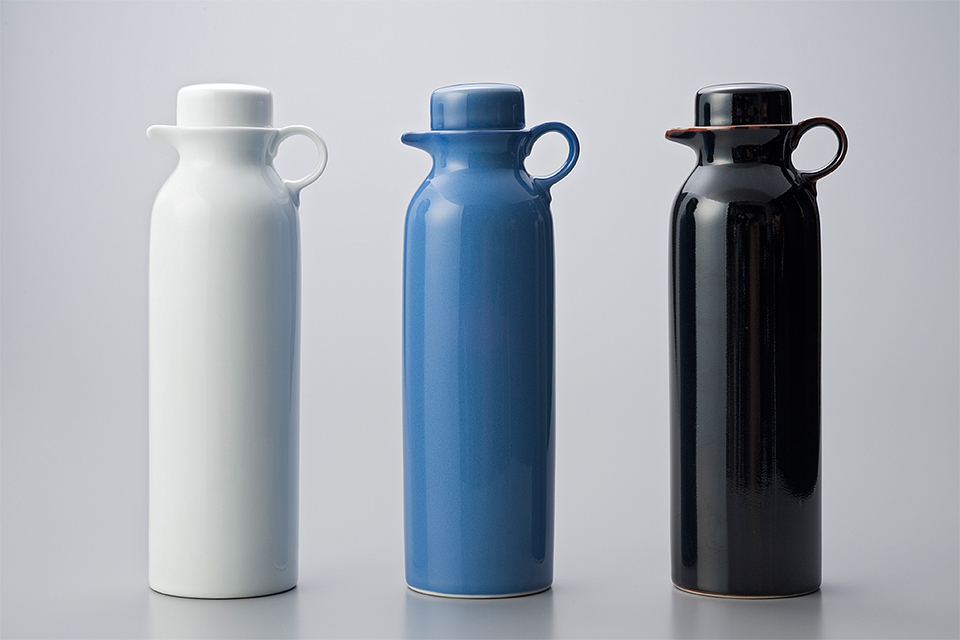
水差し (1981)
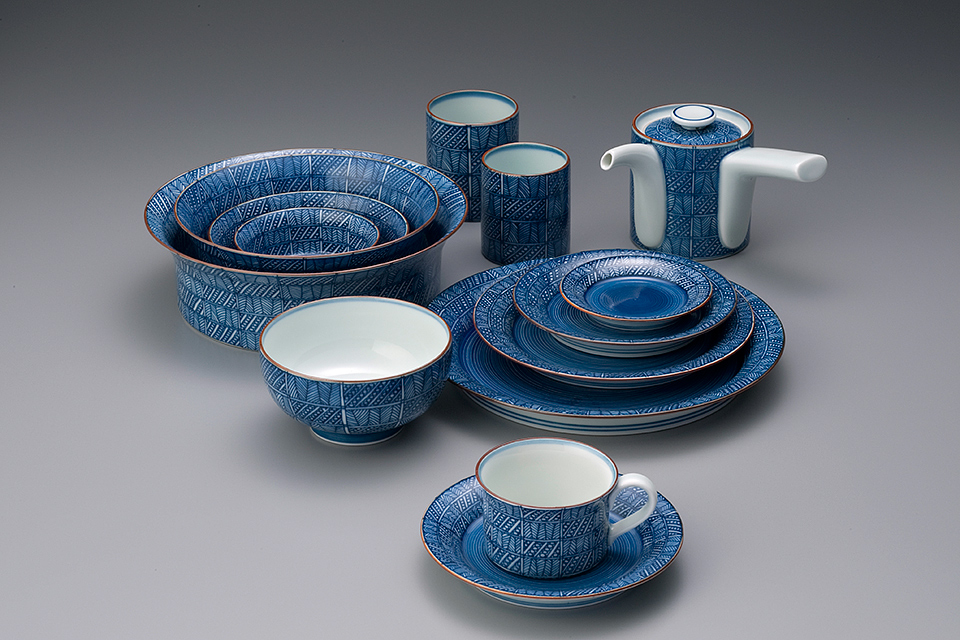
プリント地紋シリーズ (1981)
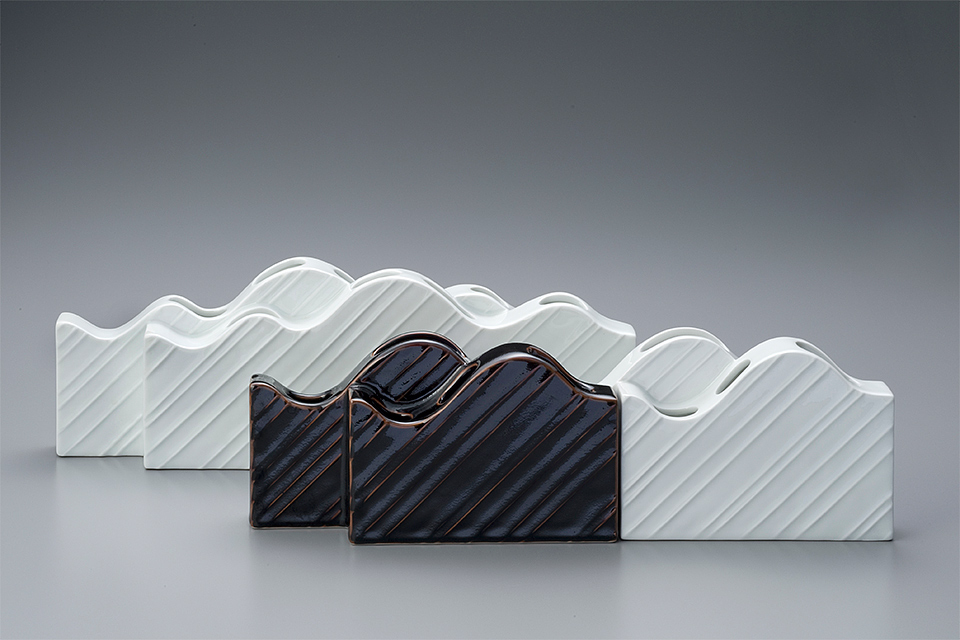
うねり型花瓶 (1981)
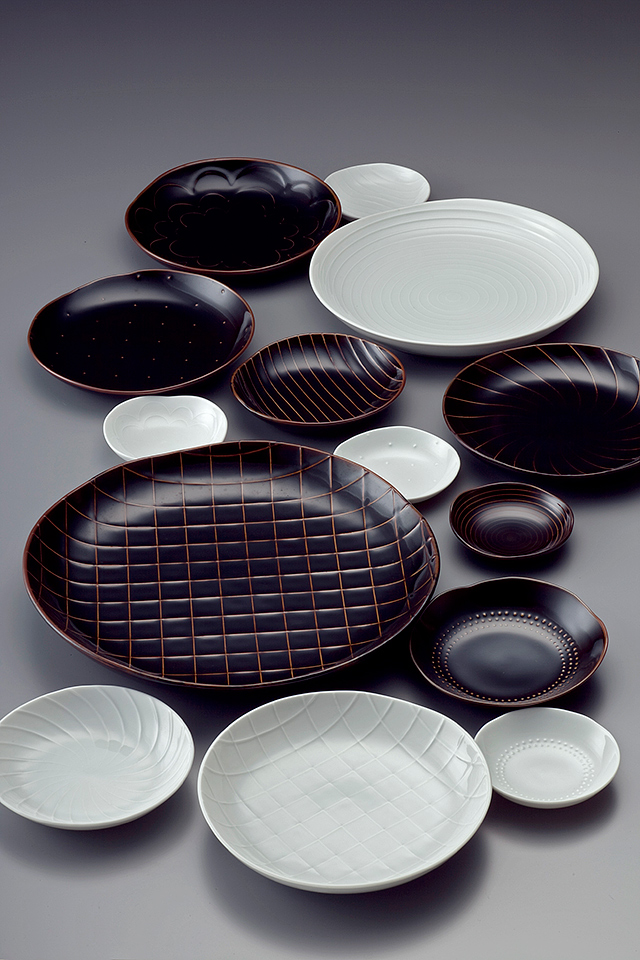
シェル皿 (1982)
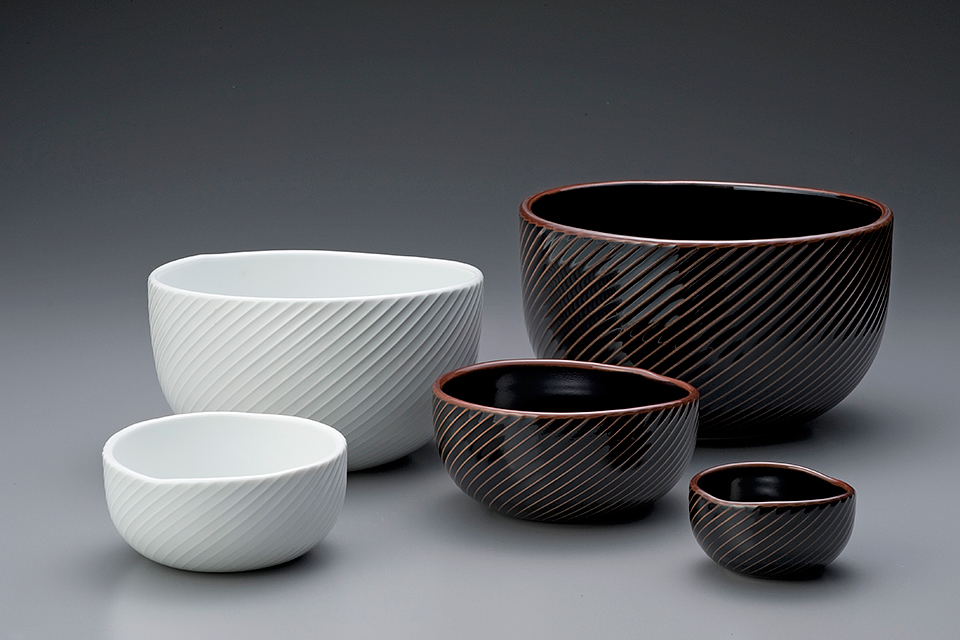
シェルボウル (1982)
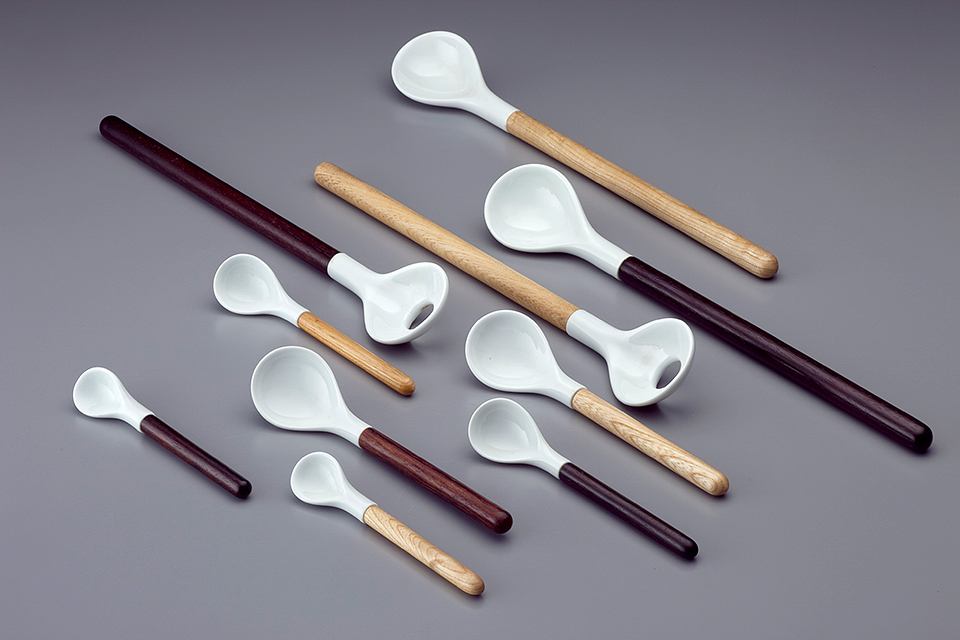
サーバー、スプーン (1982)
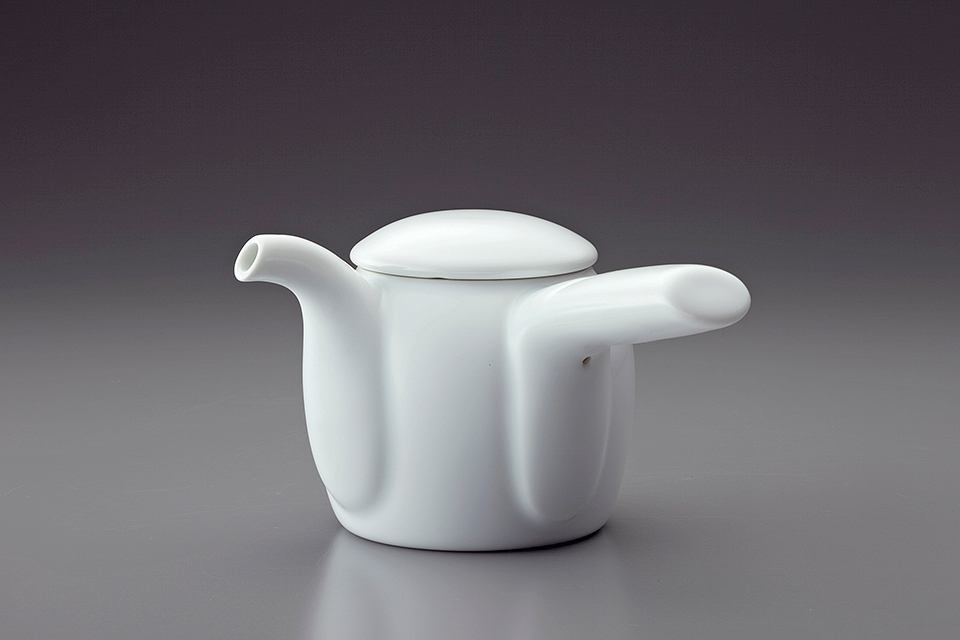
O型急須 (1983)
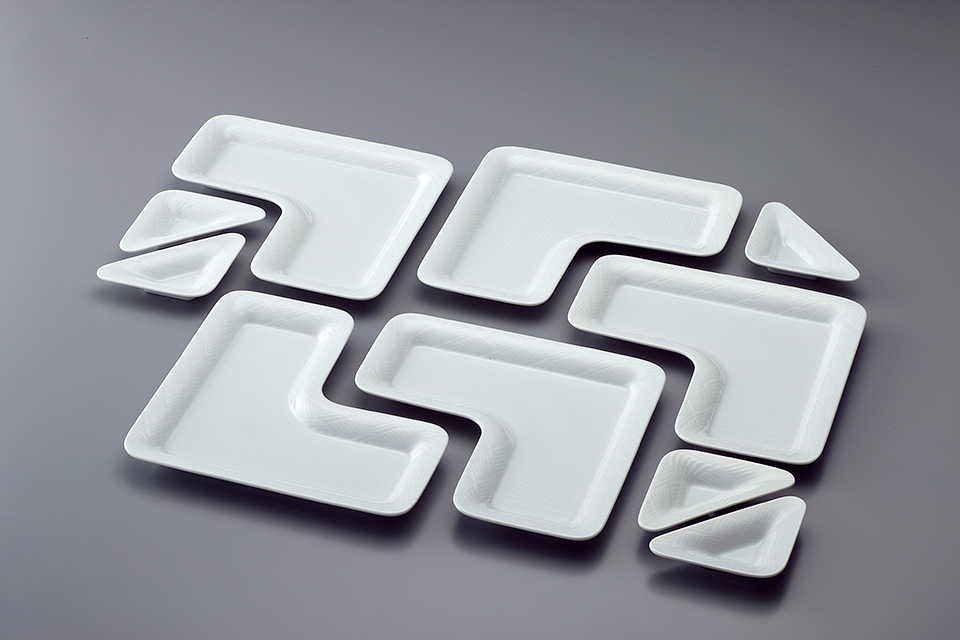
白磁さざ波L型パーティトレイ (1983)
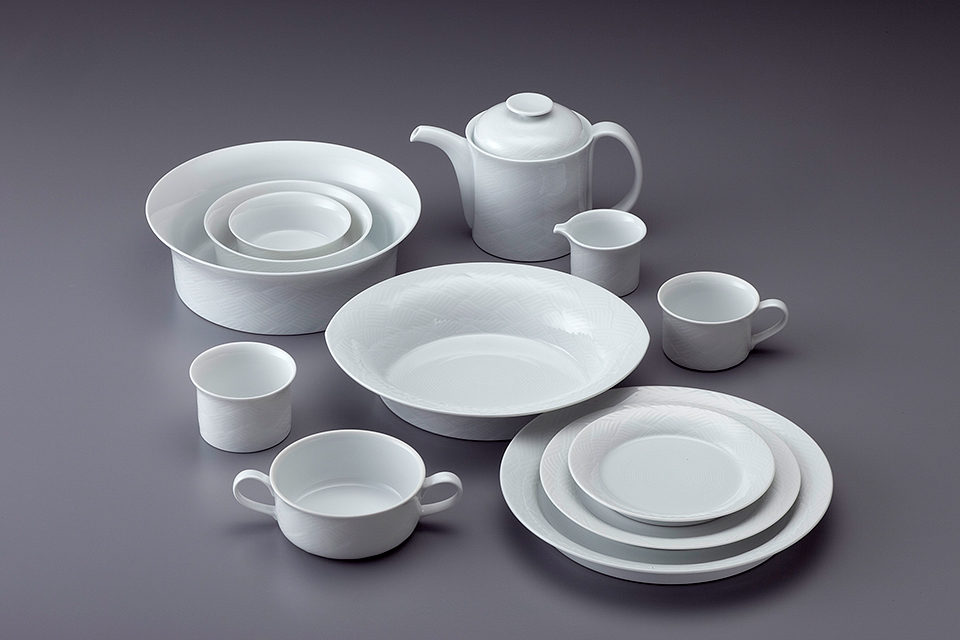
白磁さざ波シリーズ (1983)
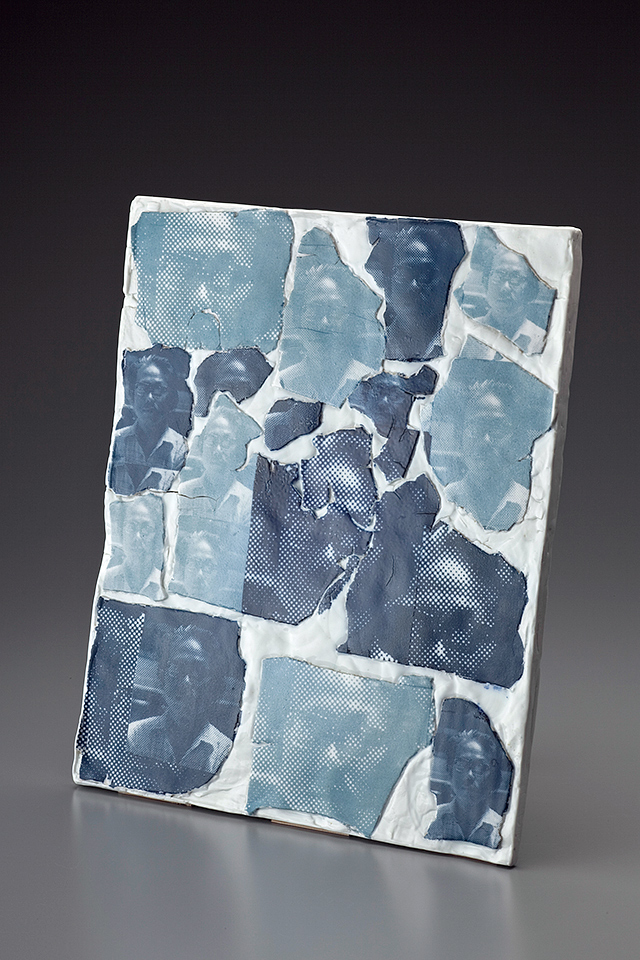
自画像陶板 (1983)
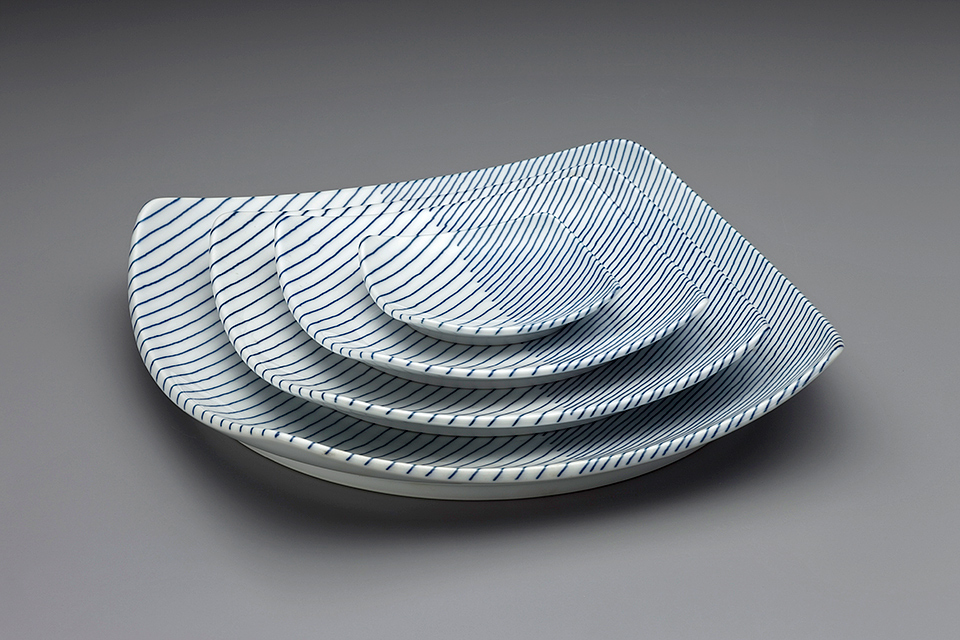
重ね縞角皿 (1984)
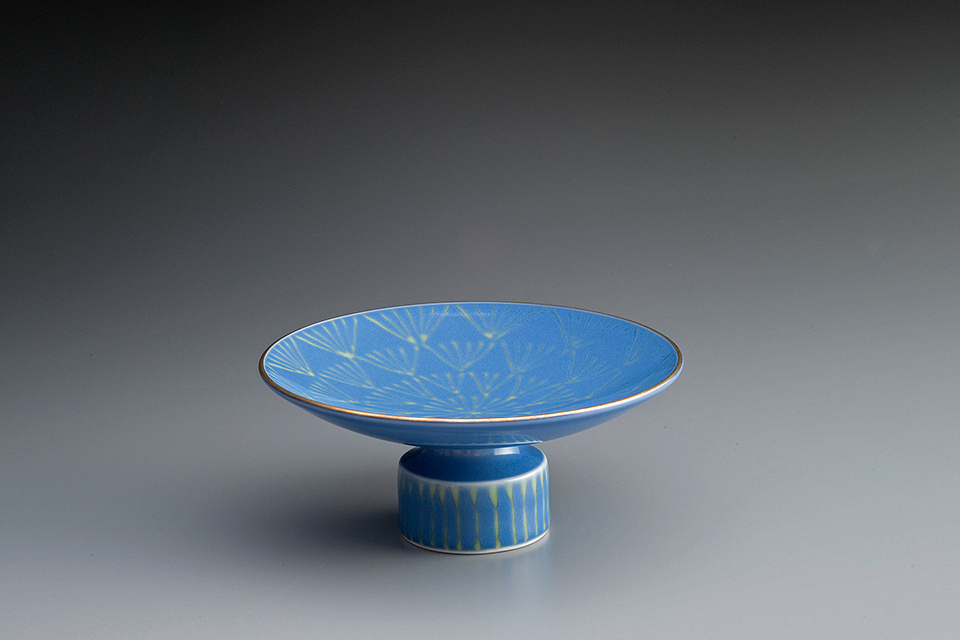
高香台皿 (1984)
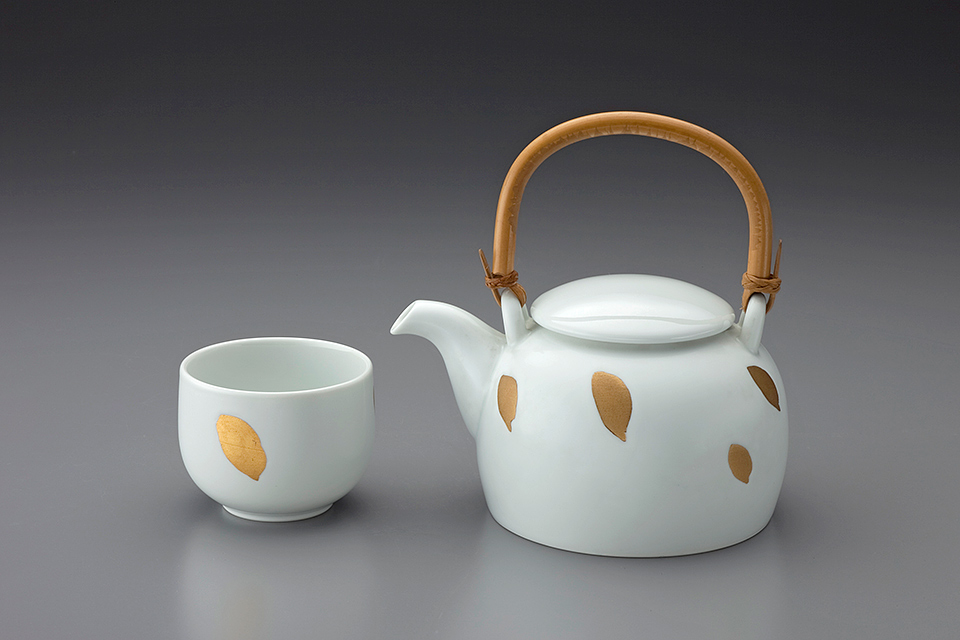
金しぶきO型茶器 (1984)
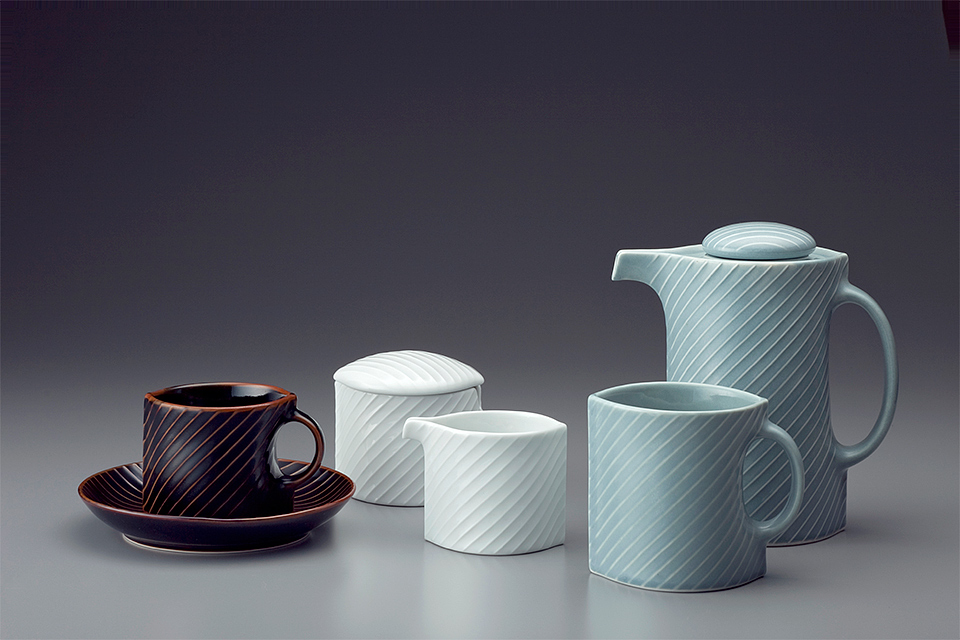
シェルコーヒーセット・マグカップ (1984)
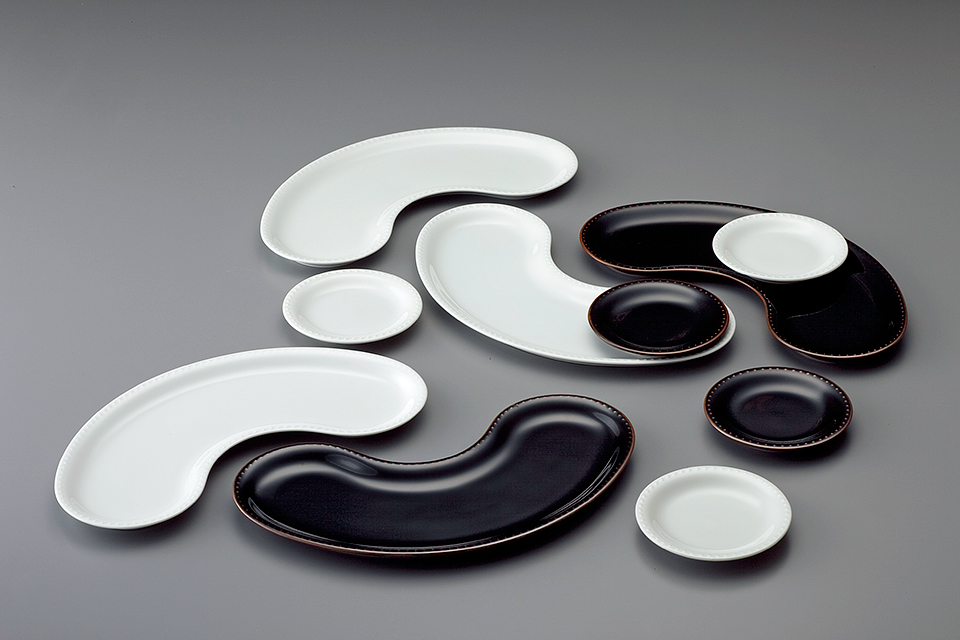
O型パーティトレイ (1984)
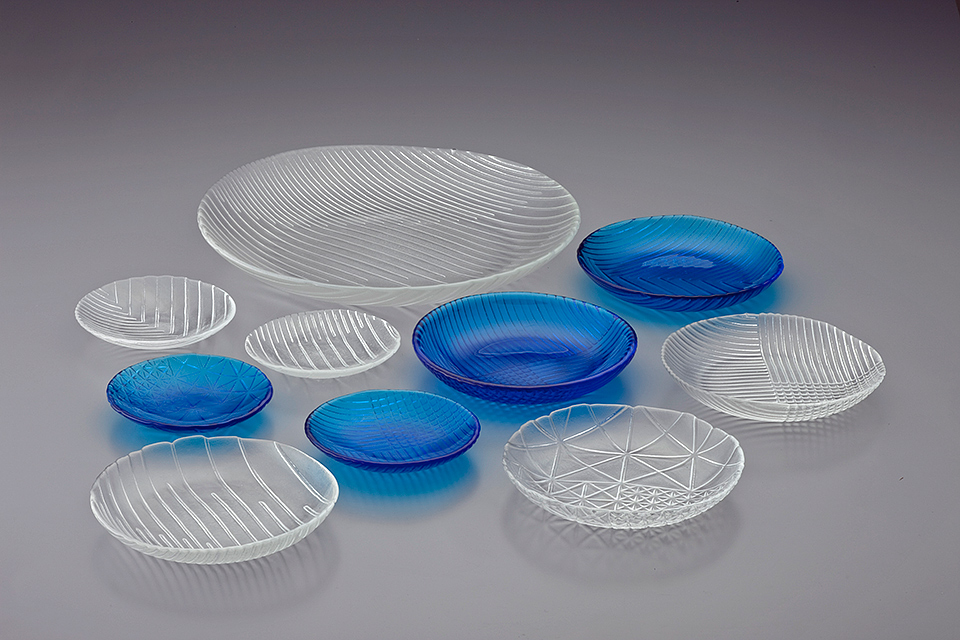
HR型ガラス皿 (1985)
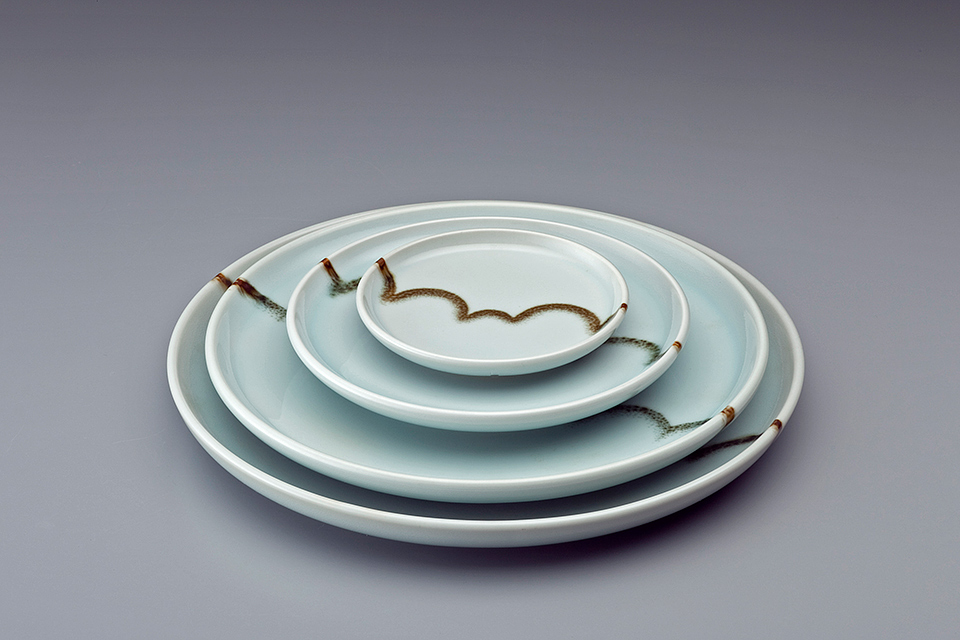
炻器くもK型／皿 (1985)
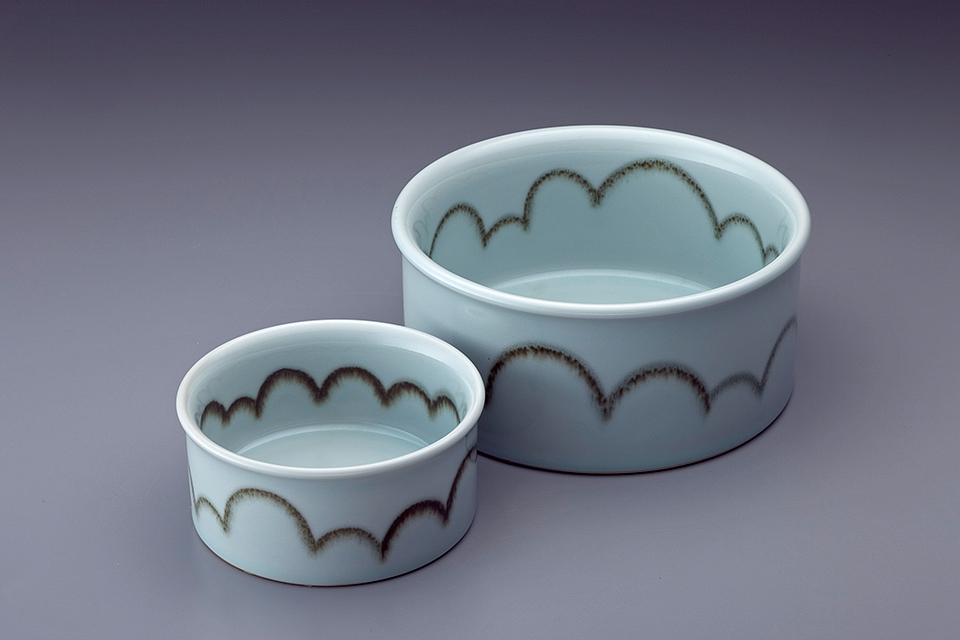
炻器くもK型／鉢 (1985)
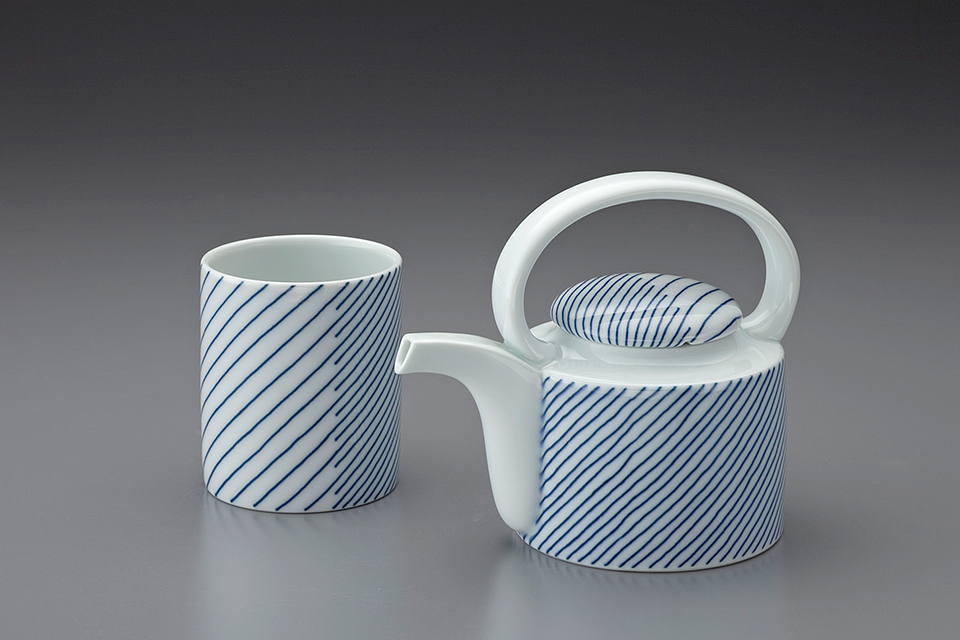
重ね縞茶器 (1985)
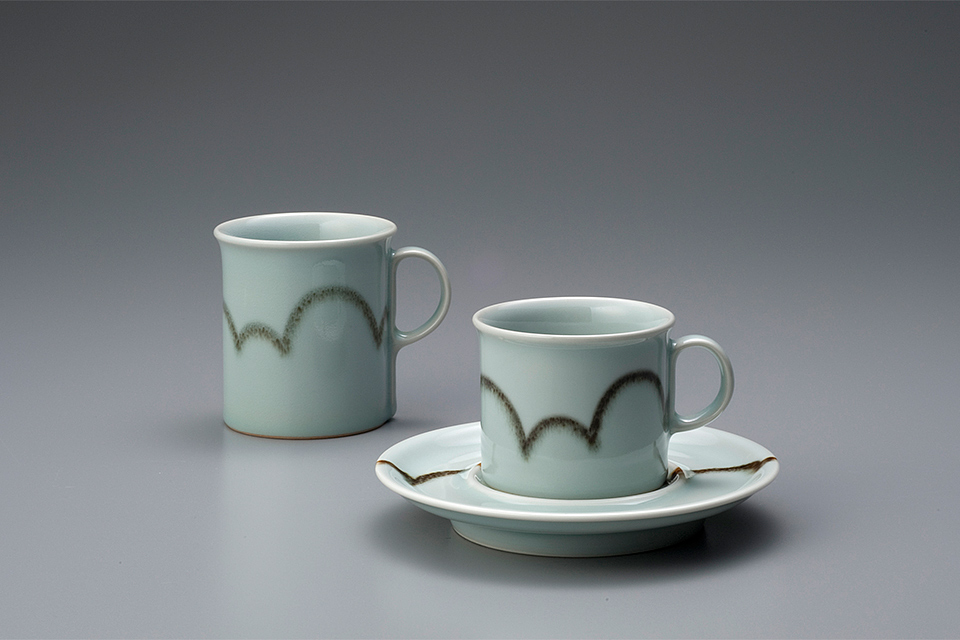
炻器くもK型／コーヒーカップ・マグカップ (1985)
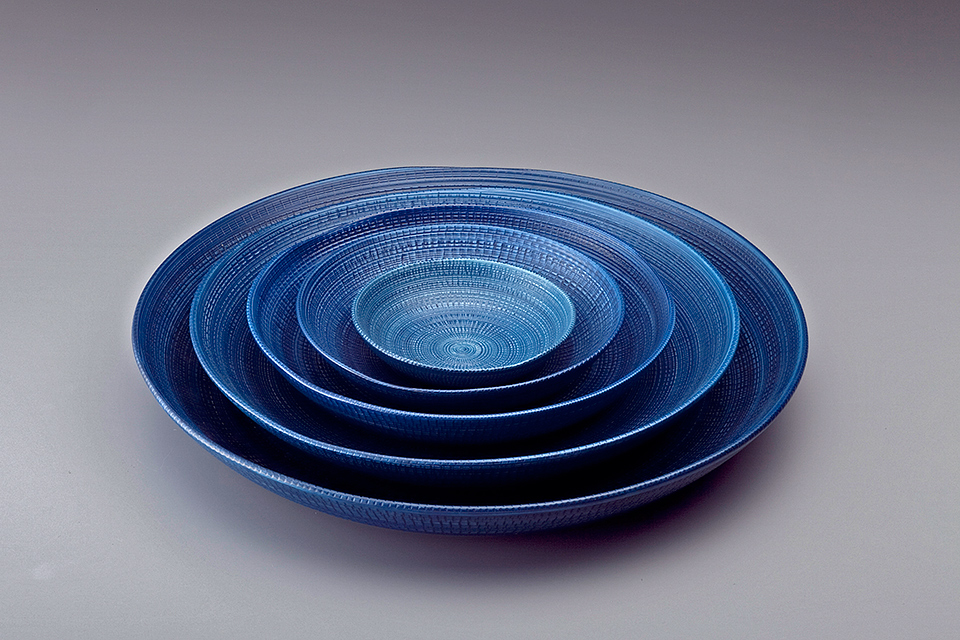
うず潮シェル／皿 (1987)
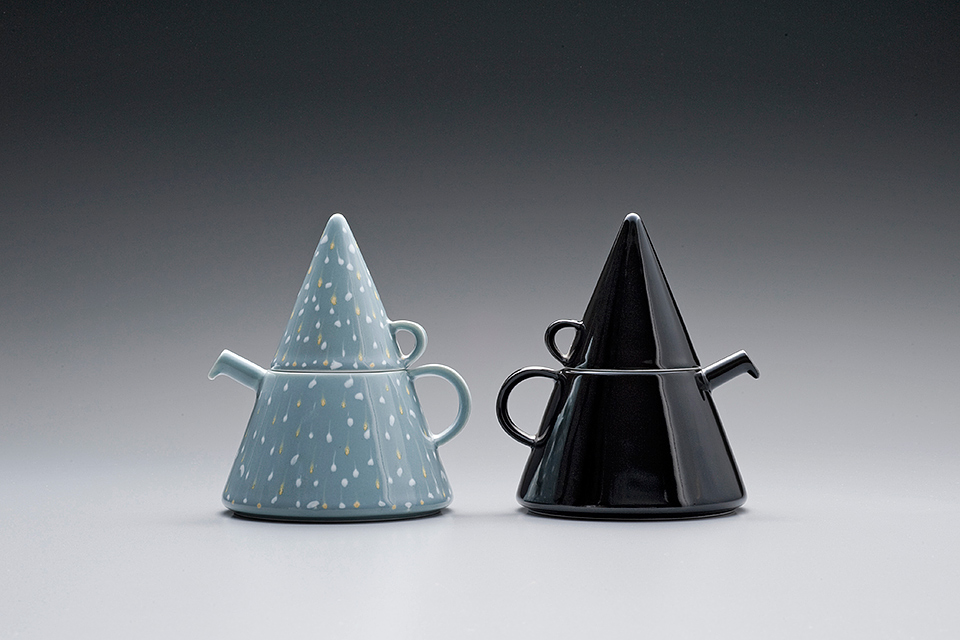
A型しょうゆ差し (1987)
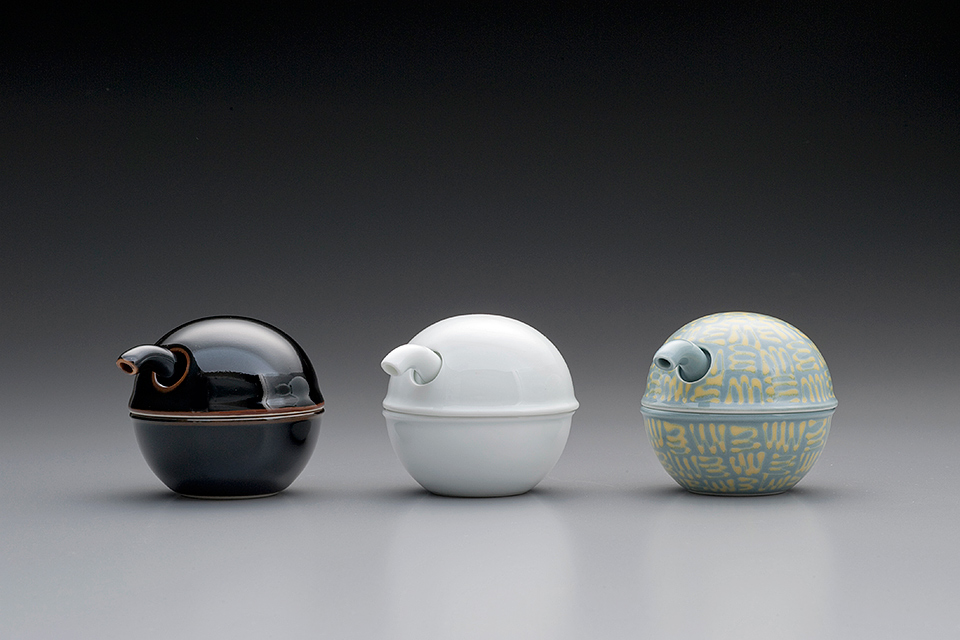
C型しょうゆ差し (1987)
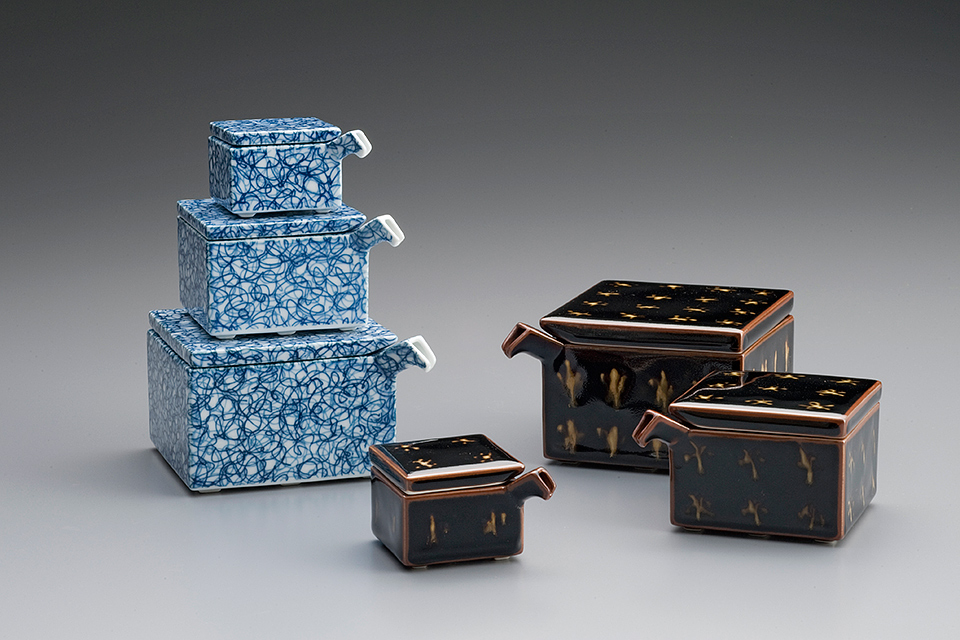
D型しょうゆ差し (1987)
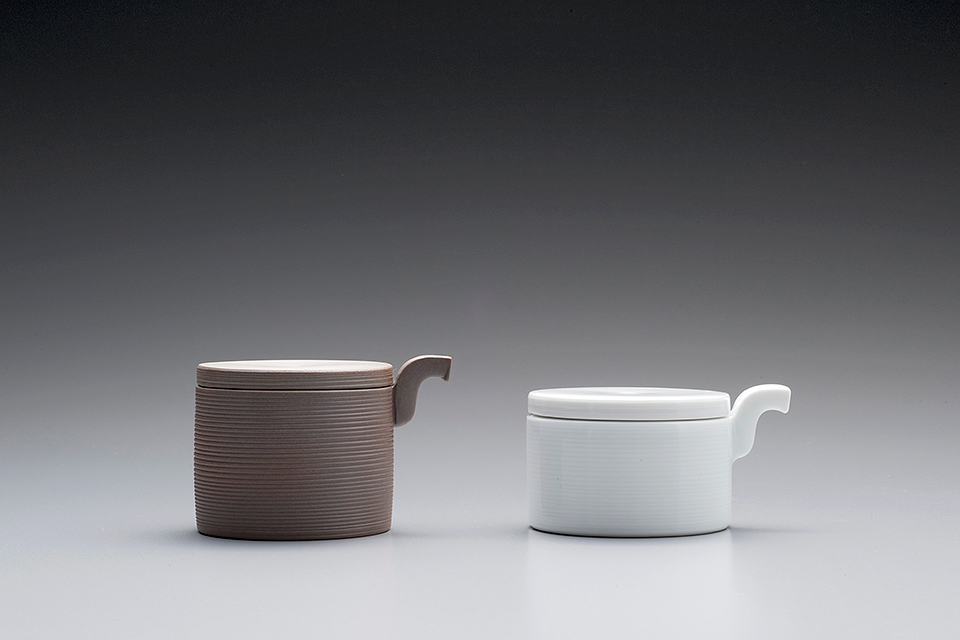
E型しょうゆ差し (1987)
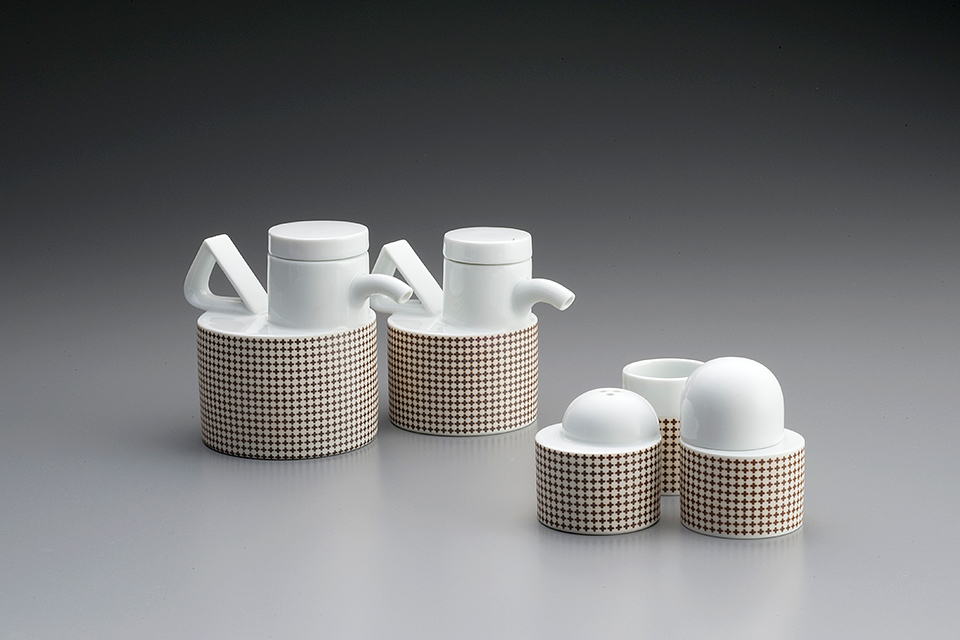
H型調味料入れ (1987)
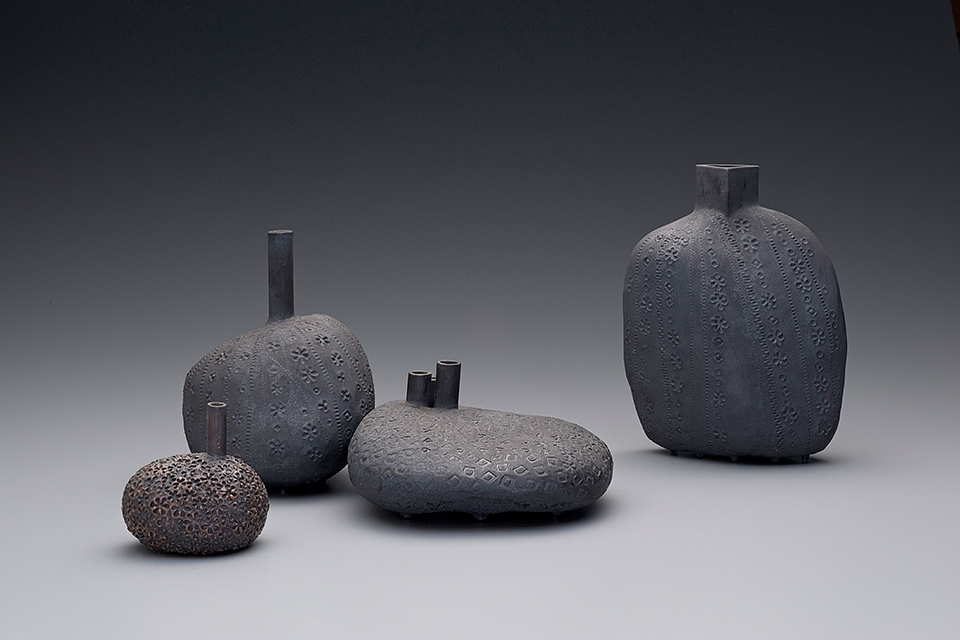
花器マテリアル (1987)
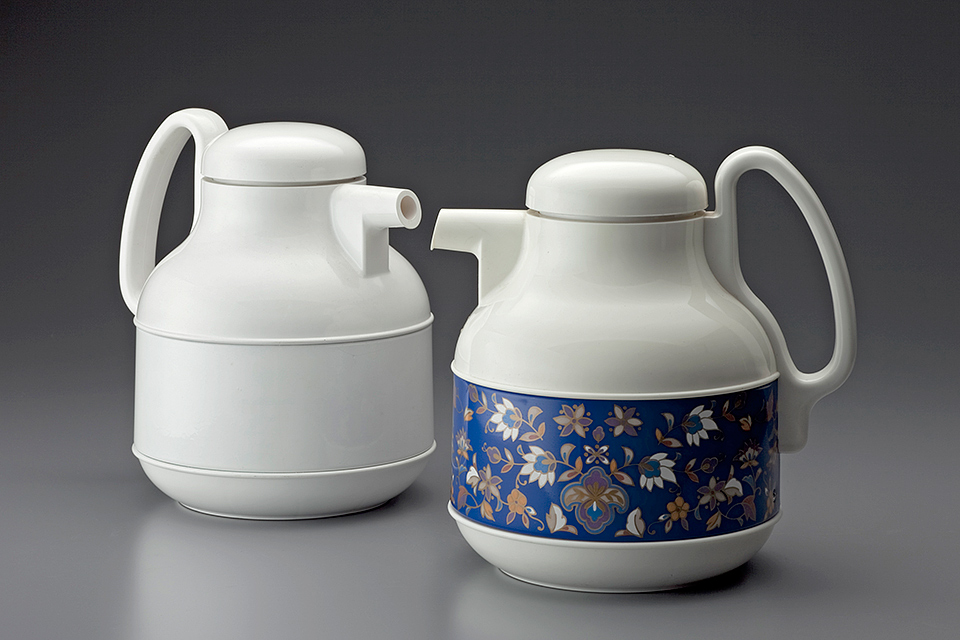
魔法瓶 (1988)
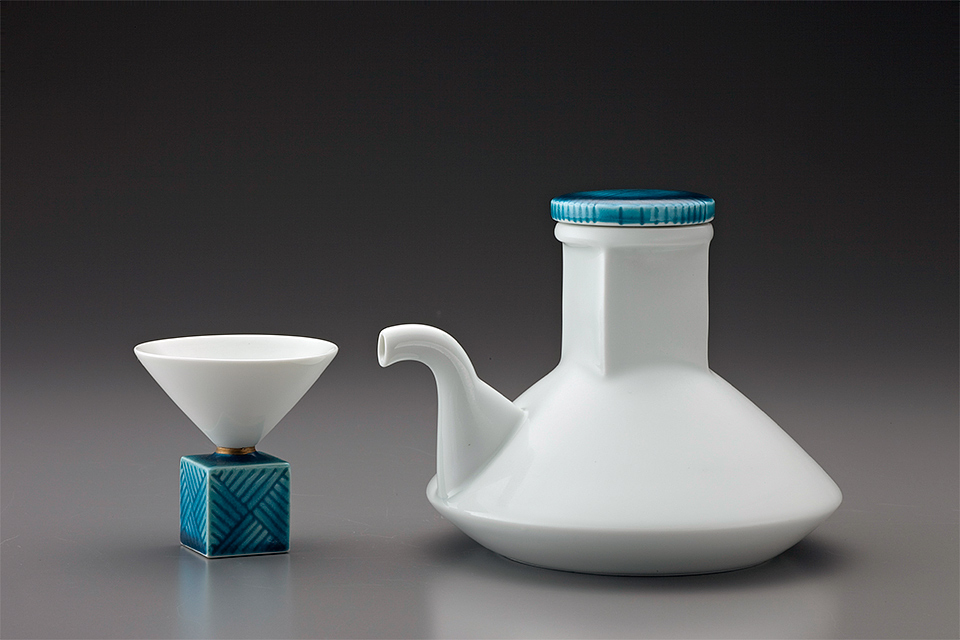
交趾トルコ釉酒器 (1988)
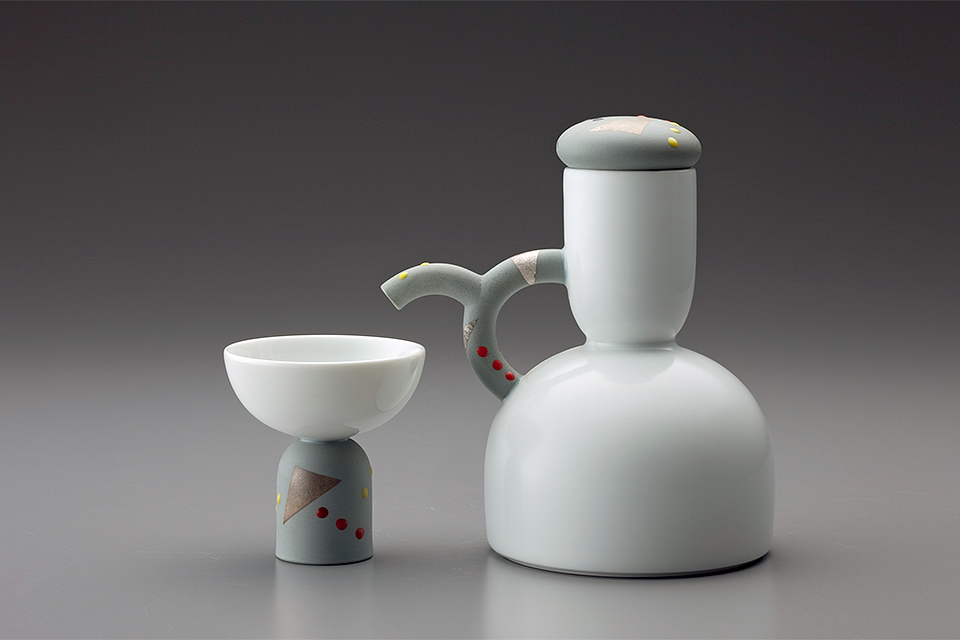
銀彩アラベスク酒器 (1988)
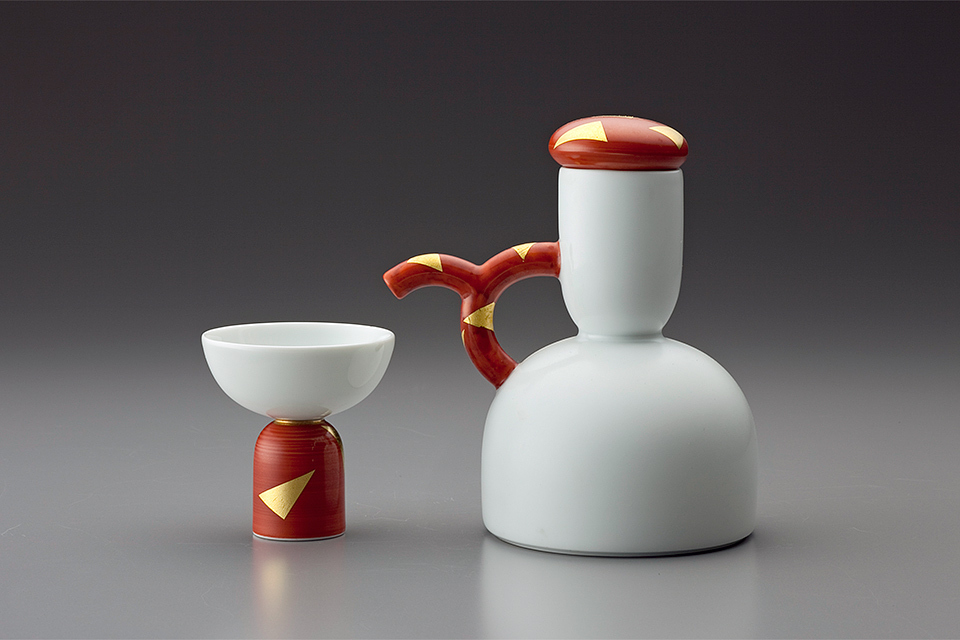
金彩朱巻酒器 (1988)
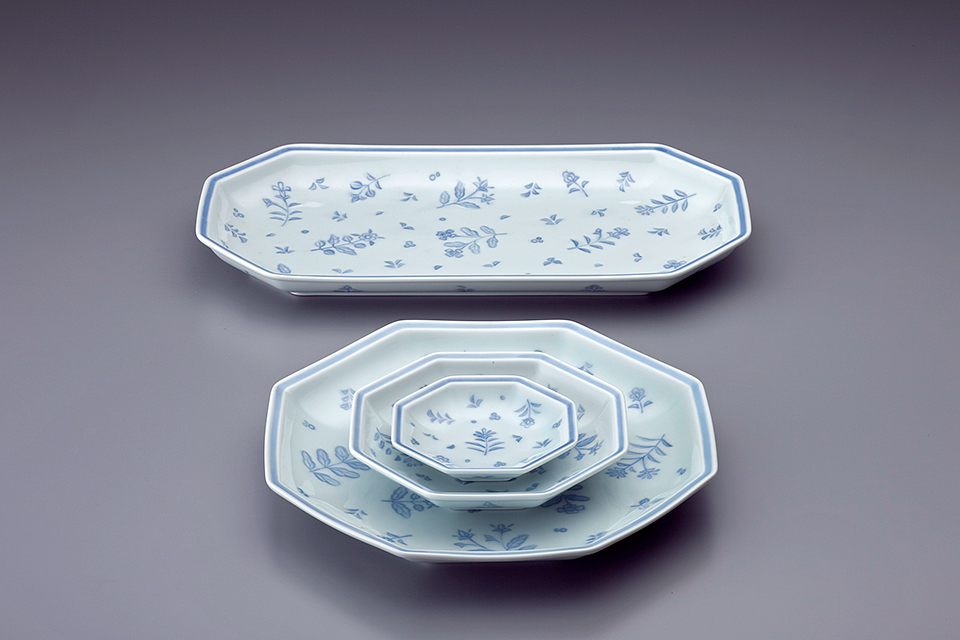
西域紋／皿 (1989)
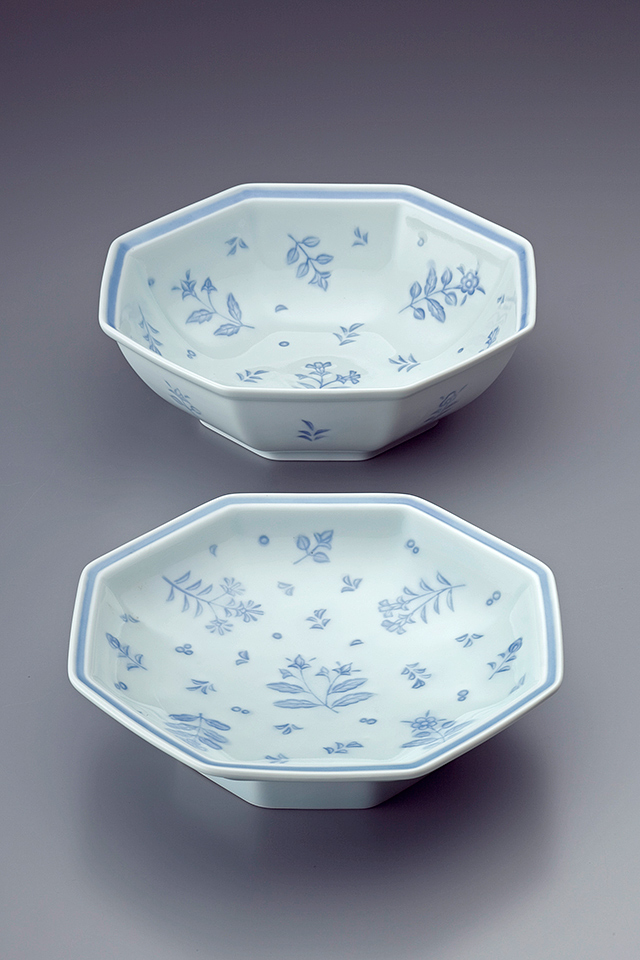
西域紋／鉢 (1989)
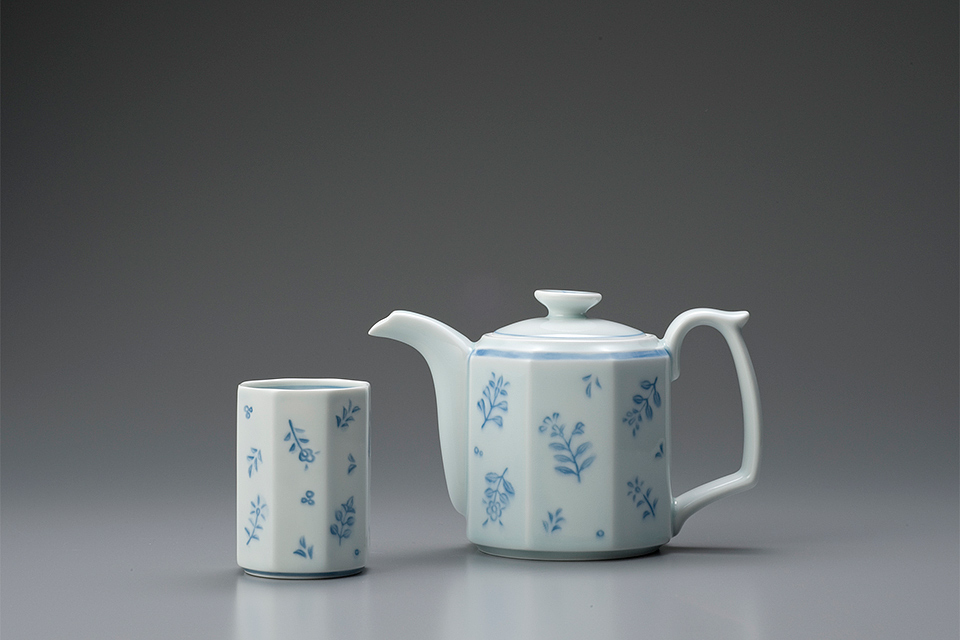
西域紋／ティーポット (1989)
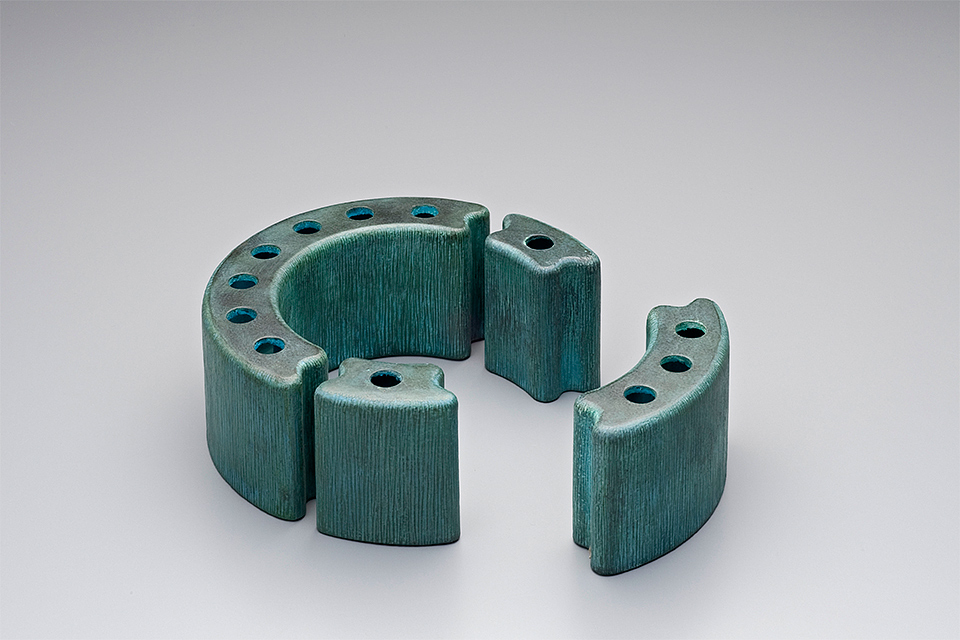
花器（青銅） (1989)
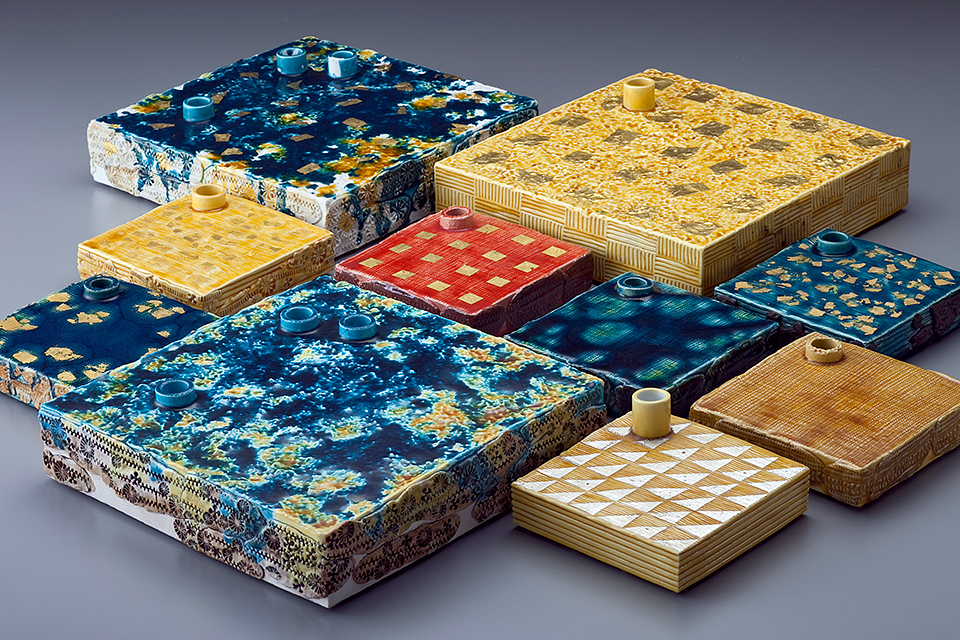
角型花瓶 (1989-1990)
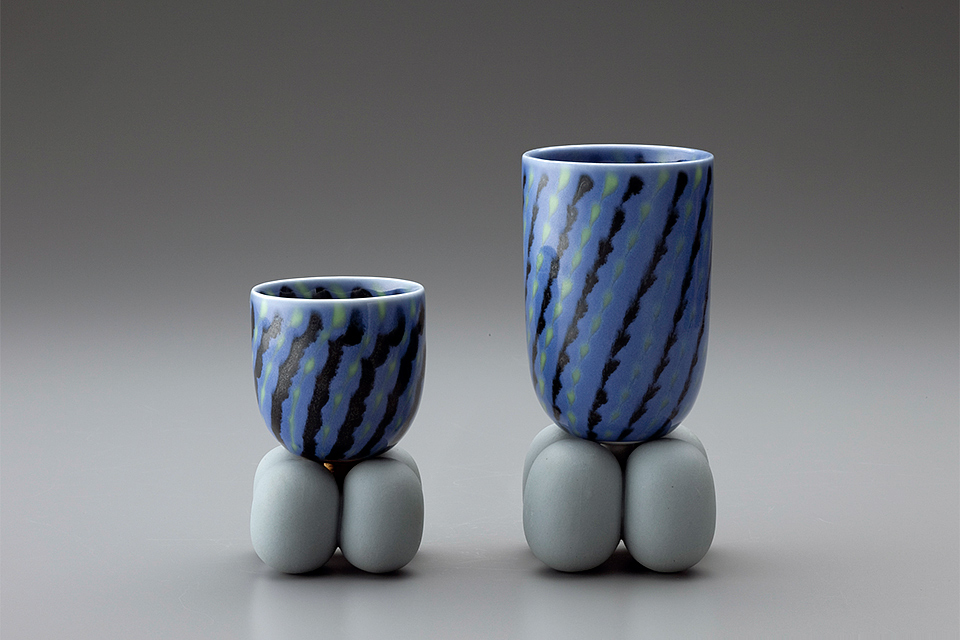
盃A (1989)
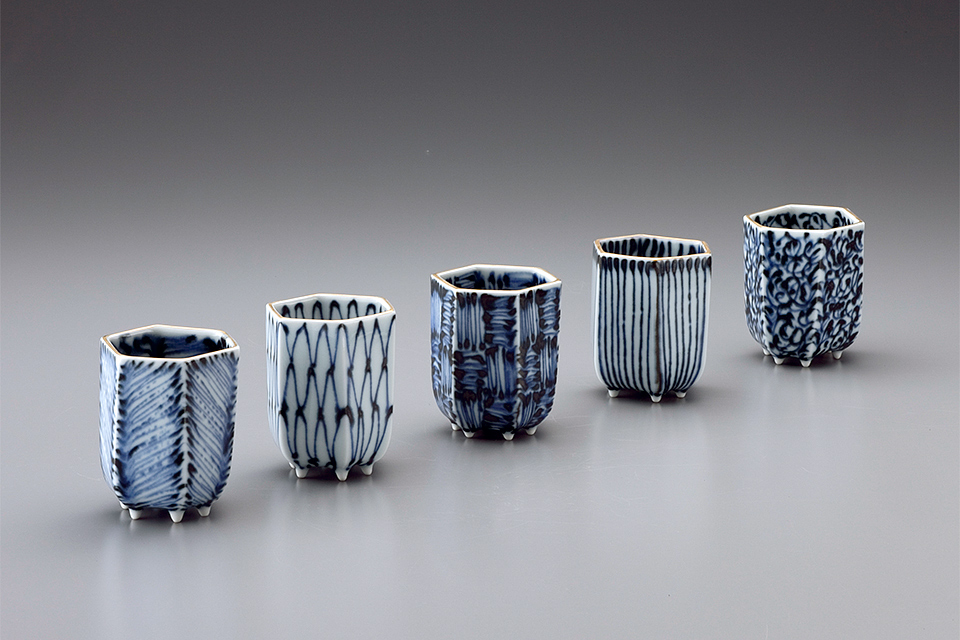
染付六角盃 (1989)
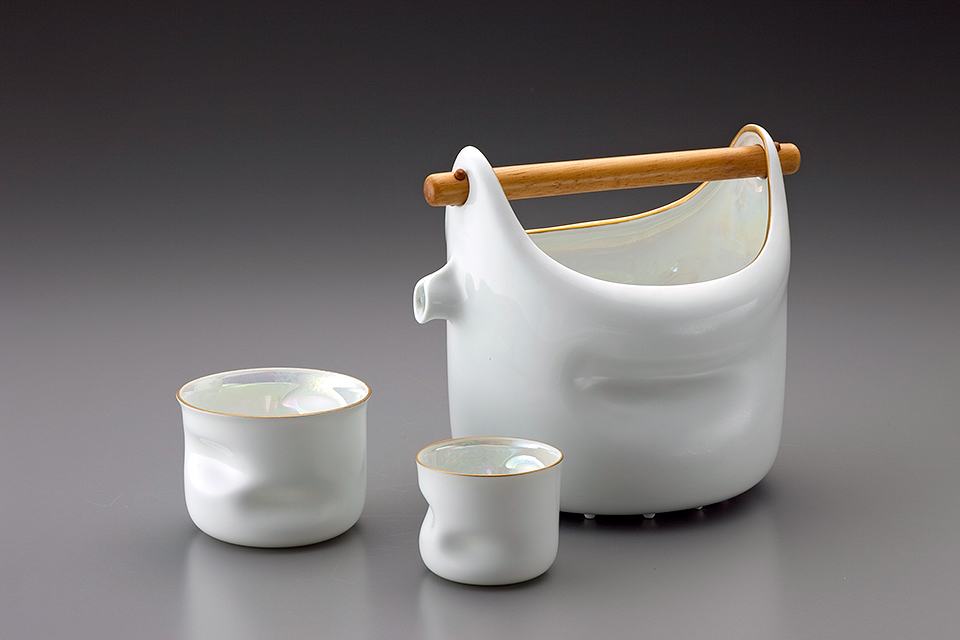
ゴールドパールセット (1989)

### 1990年以降の主要な仕事
1990年
プリントアラベスク土瓶 235x177x151 [1991.6 毎日新聞社「日本陶芸展」出品]
一本線流しO型宝瓶 126x86x88
1991年
円筒の実験A _たて 74x64x135 _よこ 77x67x135 _ななめ 70x67x135
円筒の実験B [1997 イタリア･ファエンツァ国際陶芸美術館招待出品「世界のデザイナー10人」]
_1 66x60x135 _2 67x64x135 _3 66x66x135
ドッキングカップ 76x75x105、角盃 _盃 58dx157 _台 約60dx50
No.4パーティトレイ _大 455x140x25 _小A 226x140x25 _小B 226x140x25
O型茶器 _ポット 188x98x114 _湯呑み大 78dx75 _湯呑み小 74dx70
1992年
平めし茶碗 150dx51 [1991.5 英ウェールズ アペリストゥウィズアートセンター「日本現代食器陶芸展」出品、1992.2 松屋銀座/デザインギャラリー個展、1992.6 名古屋プリズムスペース個展、1993.10 埼玉近代美術館「現代陶芸考」展招待出品、1994.9 佐賀新聞社ギャラリー個展、1993 Gマーク（12種）、2004 Gマーク・ロングライフ]
はしおき○△□ _○ 55x15x12 _△ 52x16x12 _□ 62x20x12
1993年
角型冷酒器 [1994.9 佐賀新聞社ギャラリー個展、1995.9 カナダデザインサンプリング’95「JDC JAPAN展」、1995.10 JDC会員展（松屋銀座）、1995 カナダオタワ国立科学博物館保存、1997 イタリア･ファエンツァ国際陶芸美術館招待出品] _注器 230x162x148 _台皿 138x138x22 _盃 45x45x48
丸型冷酒器 [1998 フィンランド･フィスカース推薦出品] _注器 220x138x156 _盃 44dx50
スクアエはしおき、サークルはしおき _スクエア 55x55x9 _サークル 59dx18、Q型マグカップ 80x110x100
1994年
角型香炉 100x100x110
パーティートレイセラベスク [1994.9 佐賀新聞社ギャラリー個展、1995.1 松屋銀座デザインギャラリー「森正洋のパーティトレー展」、1996.9 I.A.C.'96JAPAN展出品] _A 242x133x33 _B 263x177x33 _C 305x270x33 _D 310x310x33
1995年
うず潮シェル／ボウル _LL 230dx68 _L 205dx60 _M 130dx50 _S 108dx38 _SS 84dx34
やきもの公園「陶磁の路」 2,000x50,000
1996年
やきもの公園「世界の窯」 1,500x8,000
1998年
フリーボール大 223x182x53、フリーボール小 120x103x38
2000年
鳥型すずりセット
2001年
花瓶A 180dx205
2002年
2002ポット 205x115x117、2002マグ 110x85x90
シリンダー花瓶 _L 100dx260 _M 80dx210 _S 60dx210
2004年
8型マグカップ 115x80x95、立方体花器 112x112x120、三角花器 110x60x90、ラブバード 60x35x30
無印良品 和の食器／めし茶碗 [ドイツIF賞]
_大 126dx55 _中 116dx50 _小 111dx48
無印良品 和の食器／皿 [ドイツIF賞]
_小皿 100dx20 _中皿 145dx30 _大皿 190dx33 _特大皿 260dx37 _角皿 224x122x22 _長角小皿 110x65x22 _長角大皿 224x67x22
無印良品 和の食器／鉢・丼 [ドイツIF賞]
_浅鉢小 115dx41 _浅鉢大 156dx50 _丼小 134dx72 _丼大 160dx85 _多用鉢 200dx63 _角鉢小 80x80x37 _角鉢中 115x115x48 _角鉢大 145x145x59
無印良品 和の食器／漆椀 _小 120d _大 135d
無印良品 和の食器／汁差し [ドイツIF賞] _小 62dx80 _大 75dx95
無印良品 和の食器／塩・胡椒・薬味入れ [ドイツIF賞] _塩入れ 55dx55 _胡椒入れ 55dx55 _大 62dx55
無印良品 和の食器／片口 _小 120d _大 135d
無印良品 和の食器／ティーセット [ドイツIF賞] _ポット 200x105x125 _カップ 105x80x65 _マグカップ 100x85x85
無印良品 和の食器／はしおき [ドイツIF賞] _I型 63x17x12 _C型 45x35x30
2005年
無印良品・ボーンチャイナ

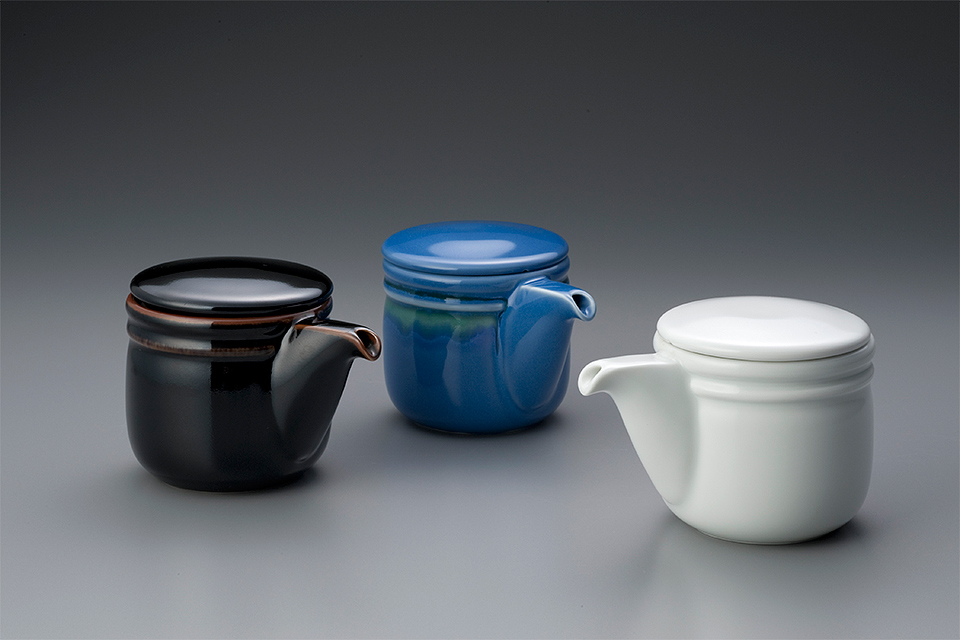
一本線流しO型宝瓶 (1990)
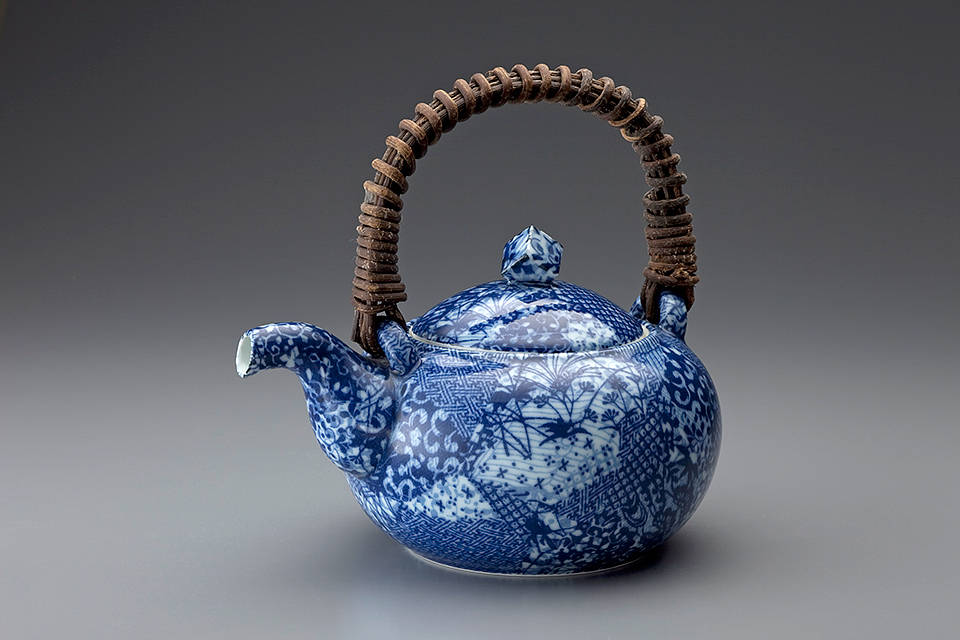
プリントアラベスク土瓶 (1990)
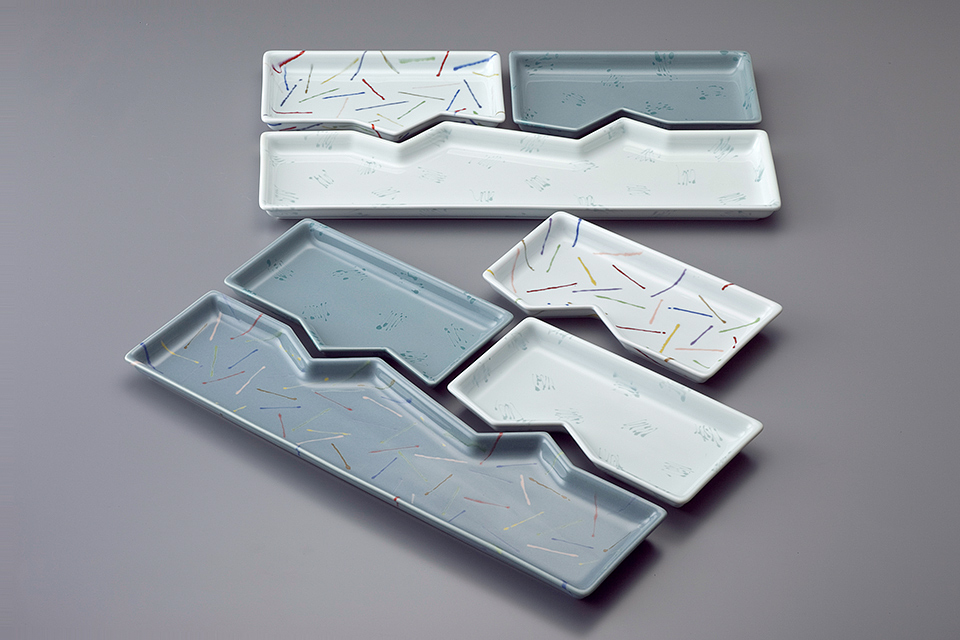
No.4パーティトレイ (1991)
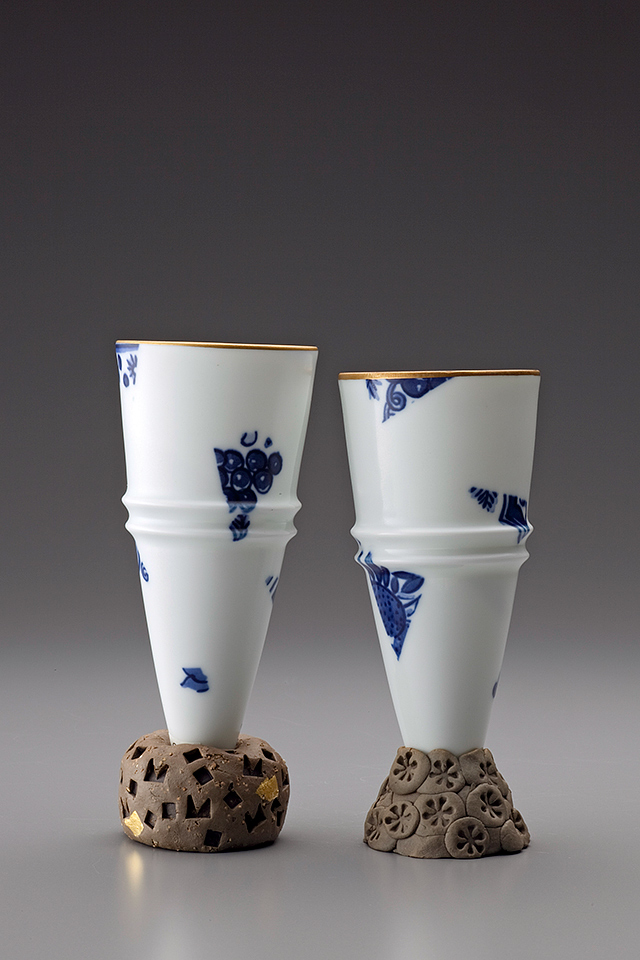
角盃 (1991)
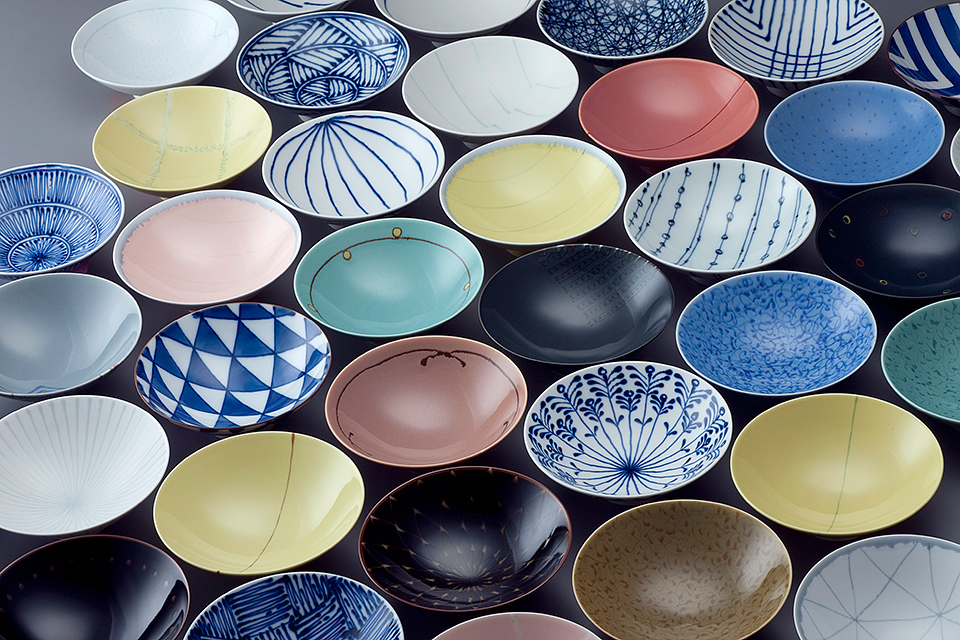
平めし茶碗 (1992)
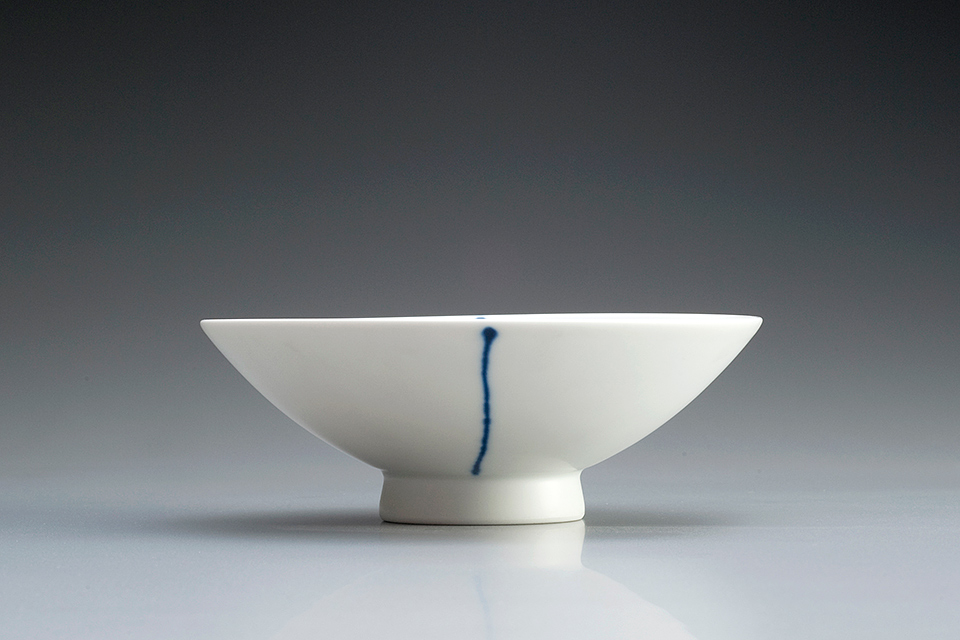
平めし茶碗 (1992)
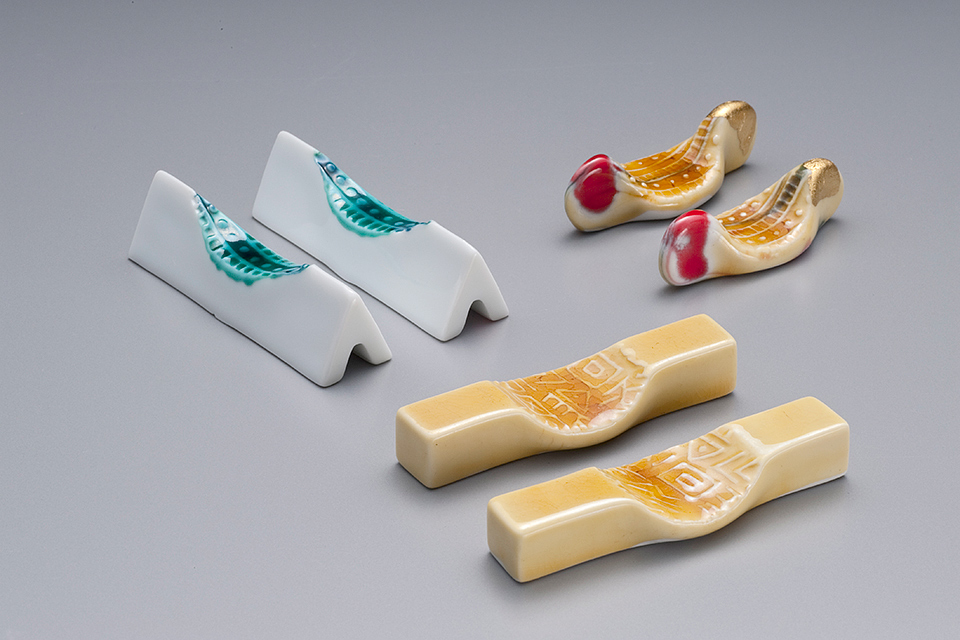
はしおき◯△□ (1992)
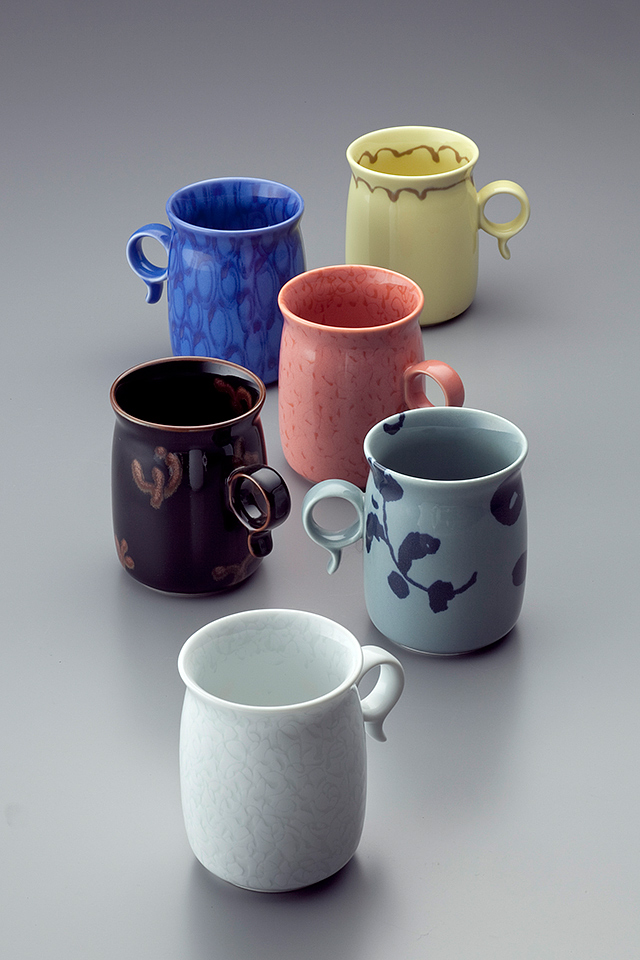
Q型マグカップ (1993)
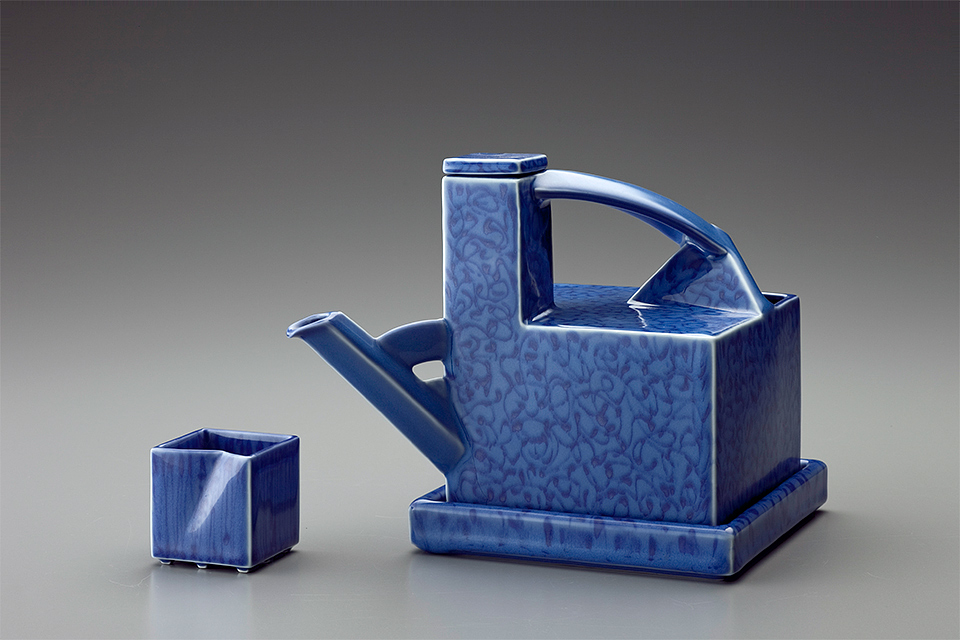
角型冷酒器 (1993)
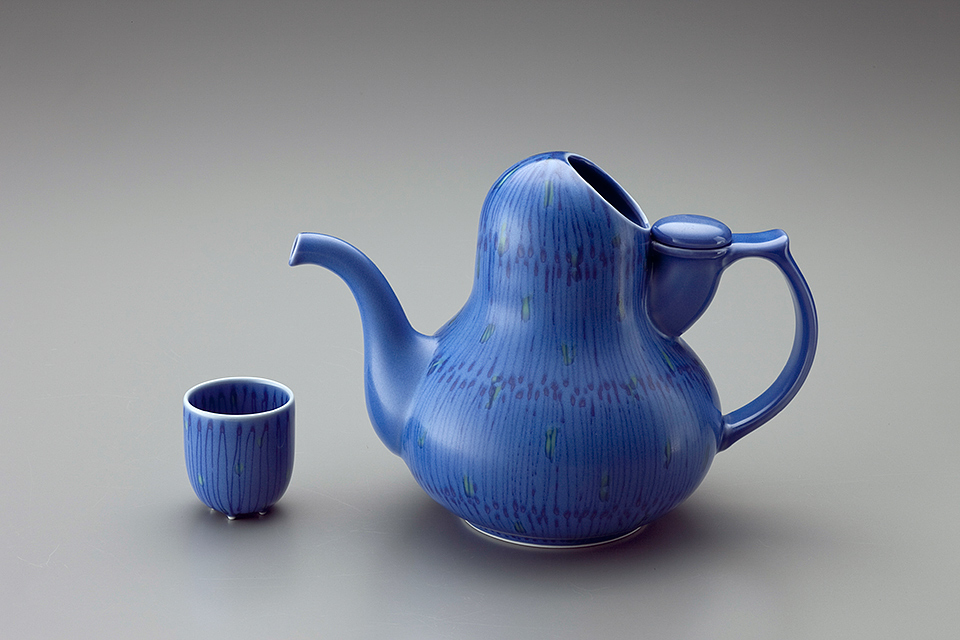
丸形冷酒器 (1993)
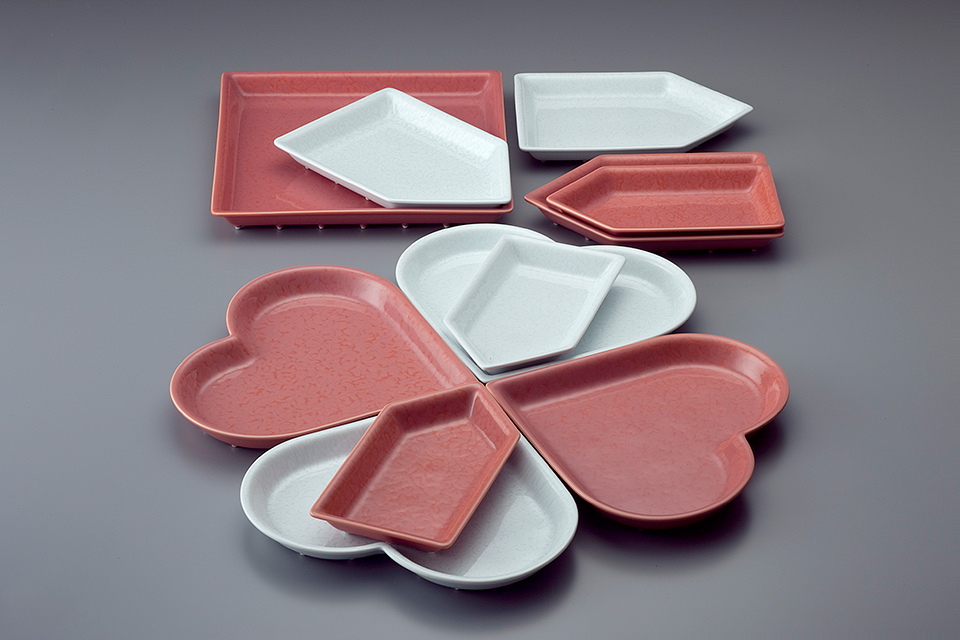
パーティトレイセラベスク (1994)
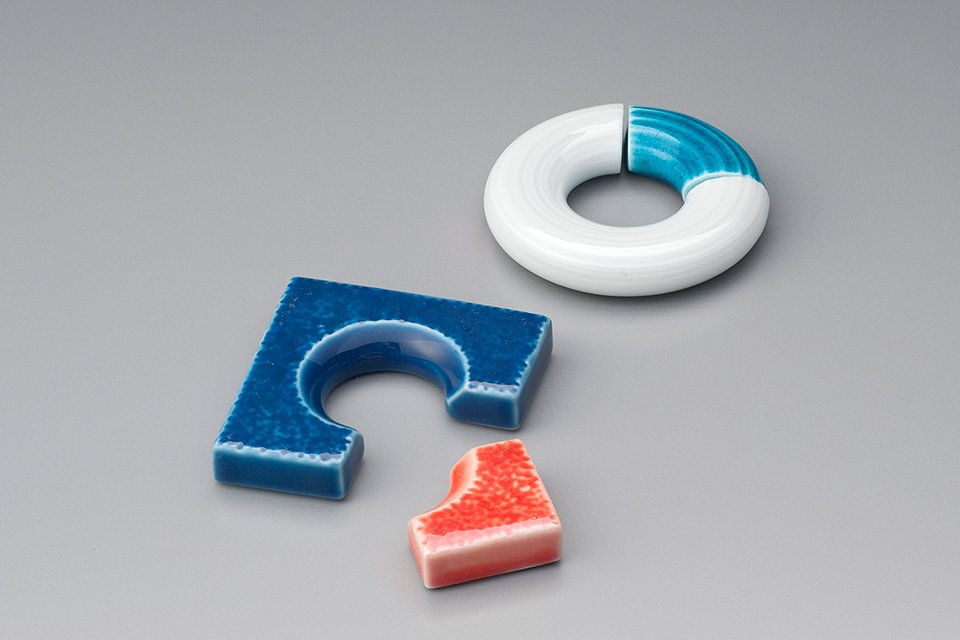
スクエアはしおき、サークルはしおき (1994)
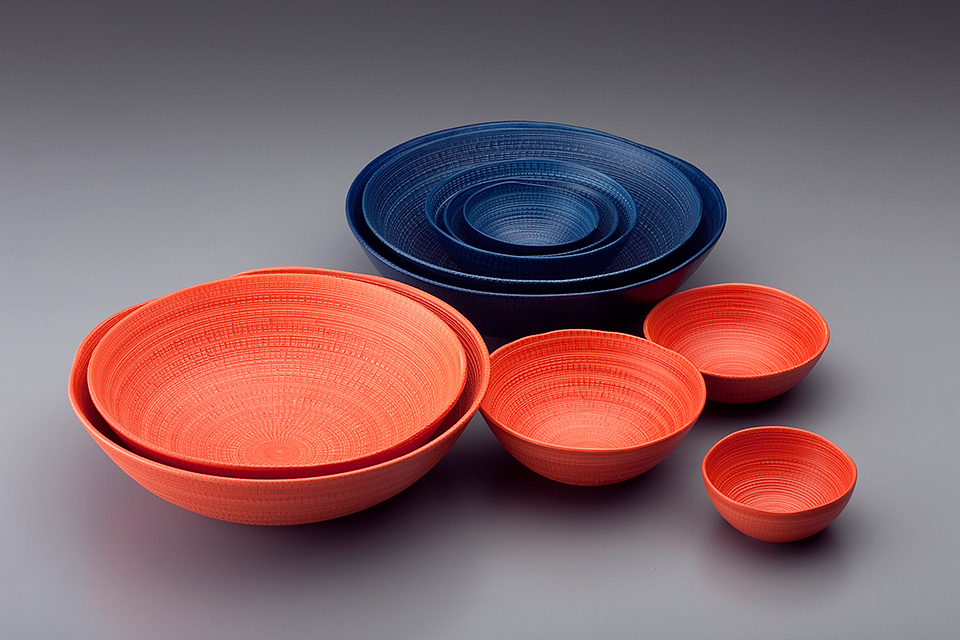
うず潮シェル／ボウル (1995)
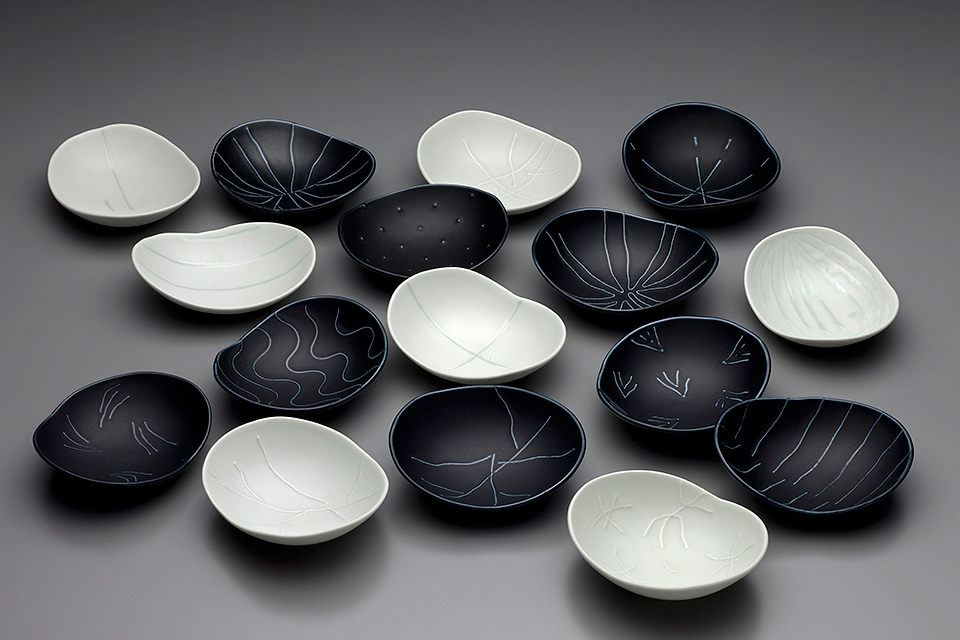
フリーボウル小 (1998)
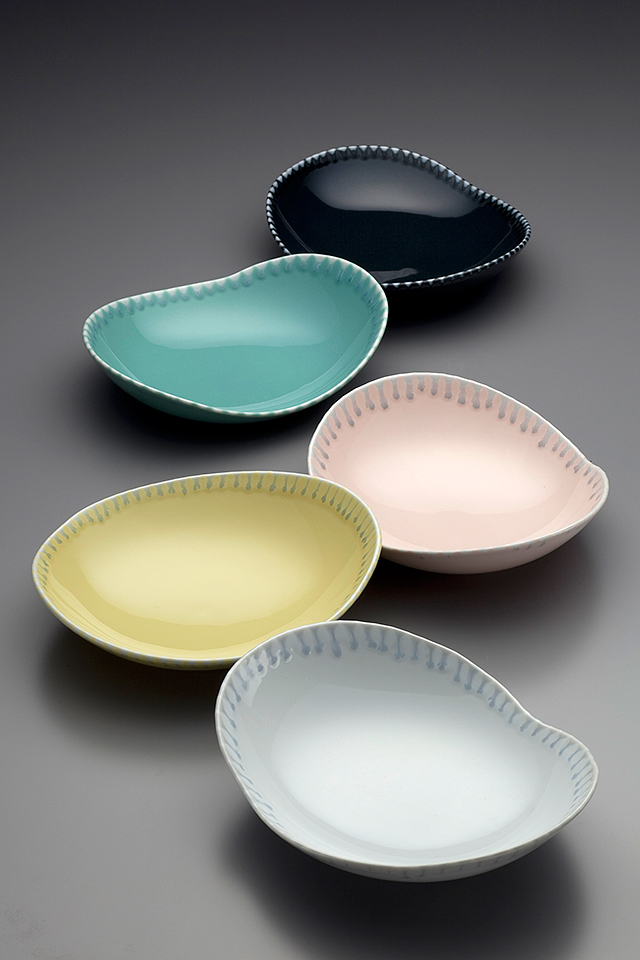
フリーボウル大 (1998)
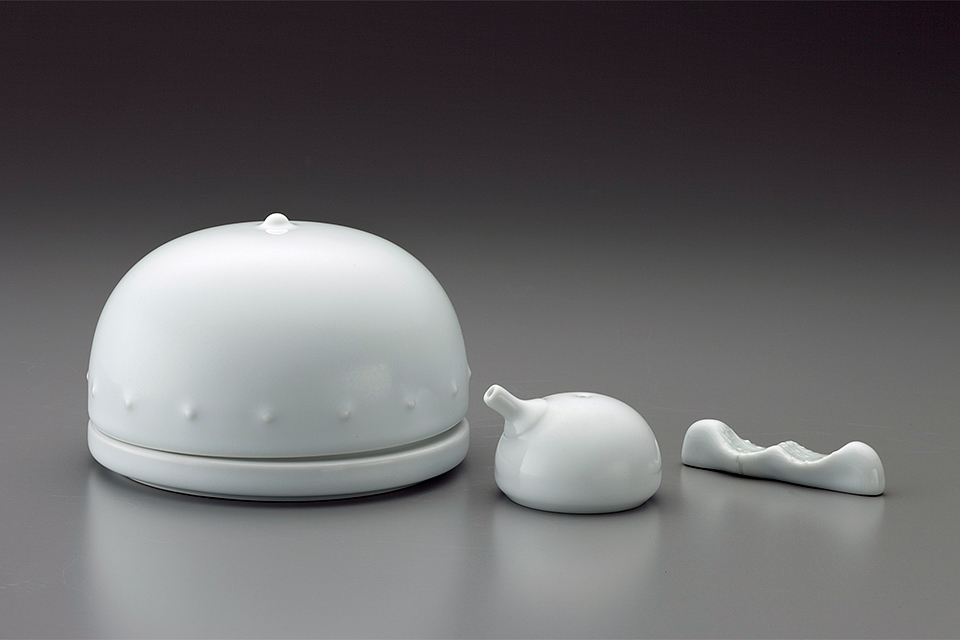
鳥型すずりセット (2000)
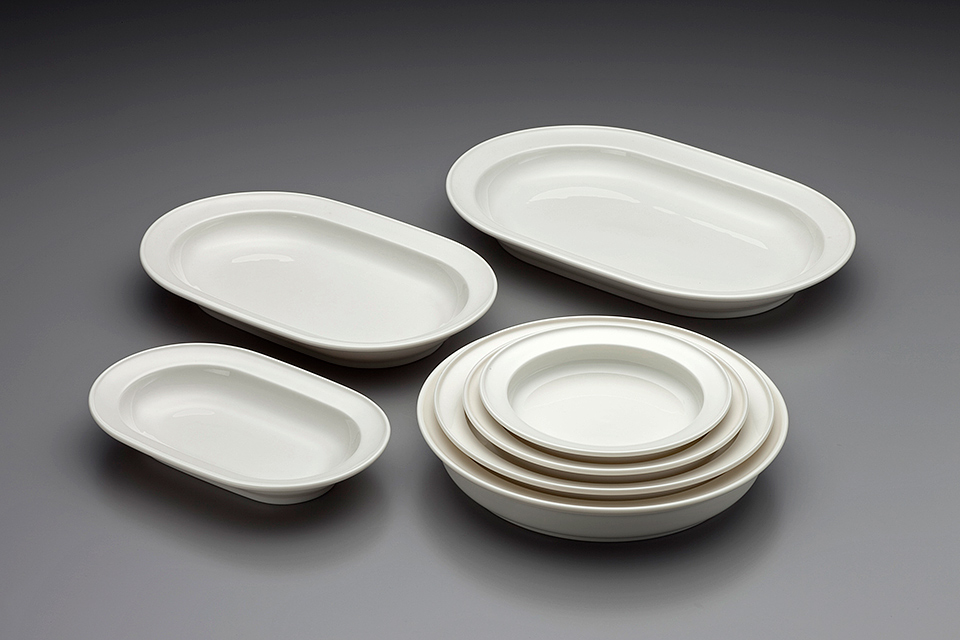
ユニバーサルプレート (2001)
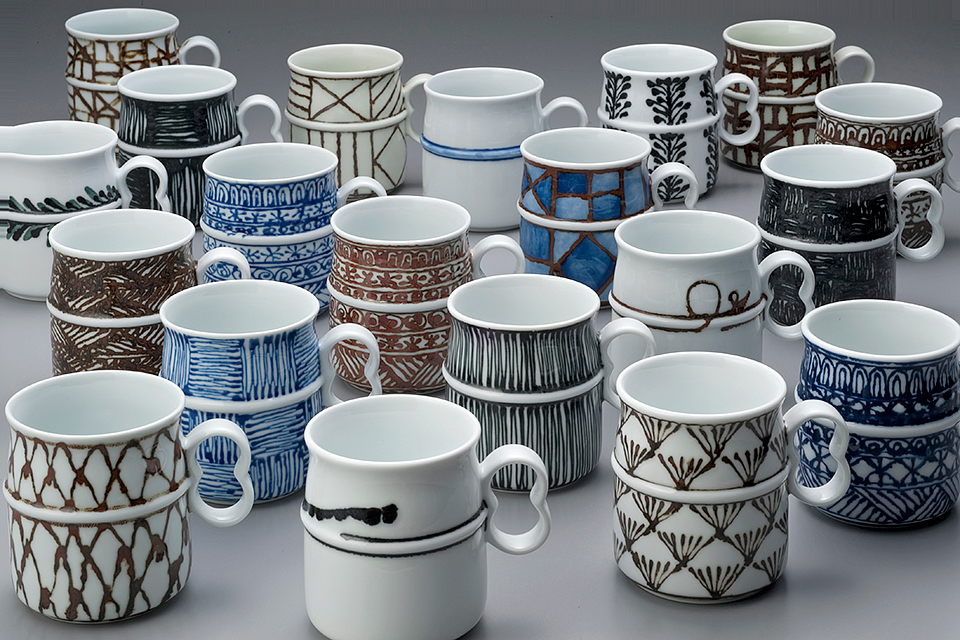
8型マグカップ (2004)
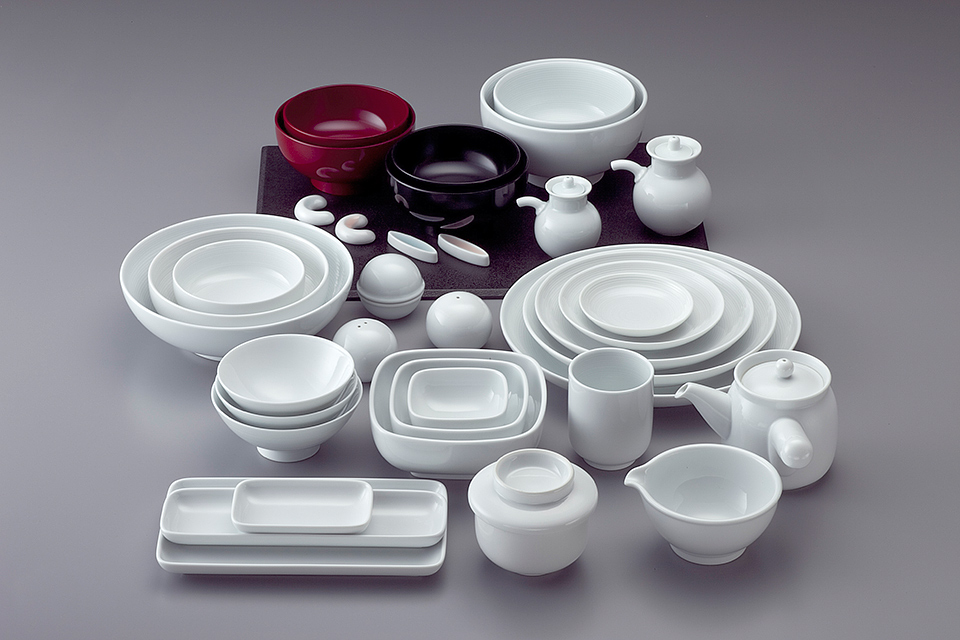
無印良品・和の食器 (2004)
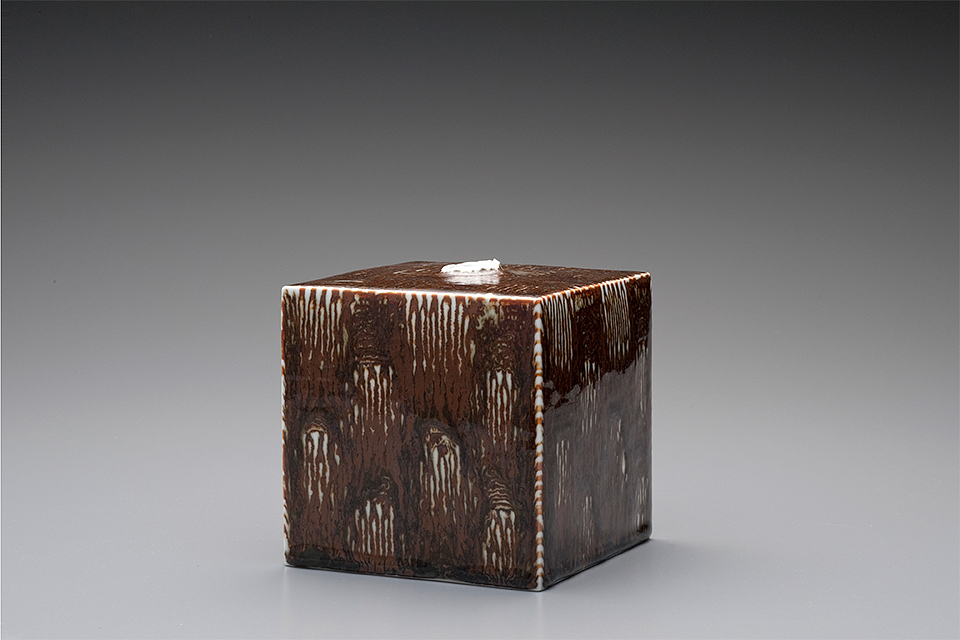
立方体花器 (2004)
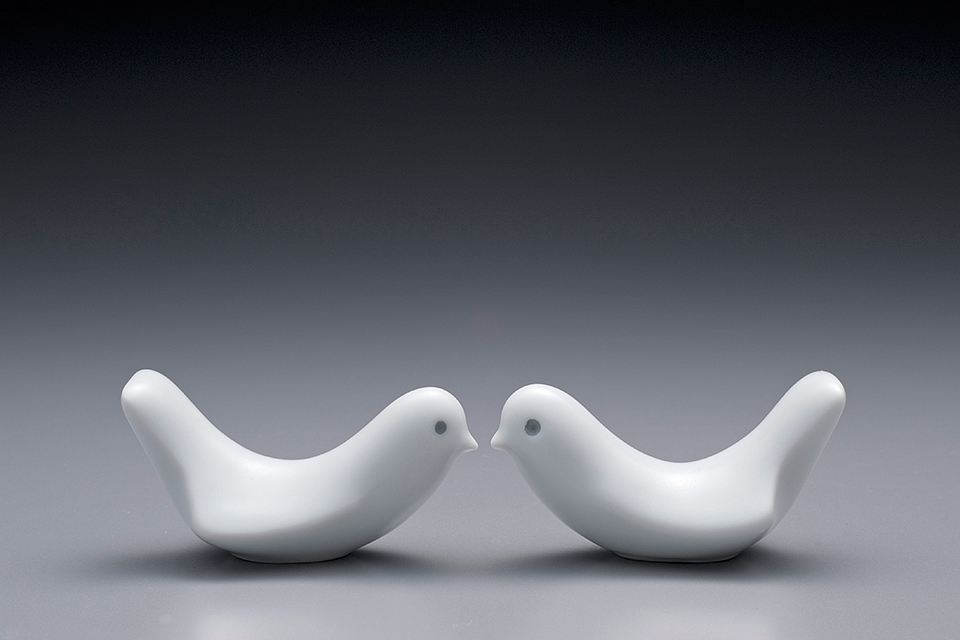
ラブバード (2004)
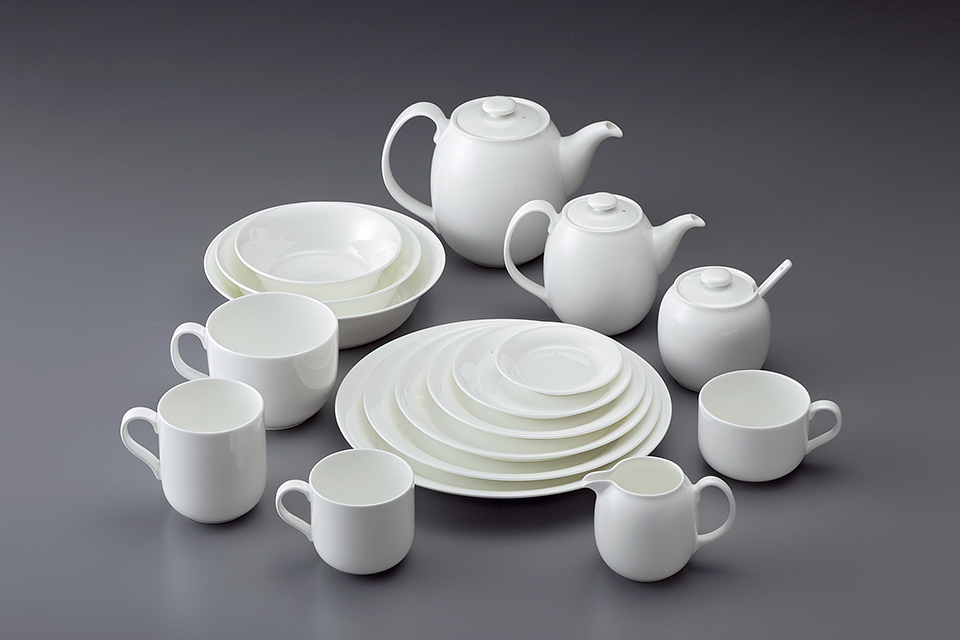
無印良品・ボーンチャイナ (2005)

## 主な受賞・指定
- 1960年5月　第1回グッドデザイン賞。グッドデザイン・コミッティ（現・日本 デザインコミッティー）。
- 1960年　グッド・デザイン（Gマーク）選定（通産省）　・G型しょうゆさし
- 1971年3月　第1回大倉和親記念財団表彰
- 1973年4月　九州クラフトデザイナー協会第11回展（岩田屋、福岡）協会賞　・H型ポット
- 1974年4月　第1回国井喜太郎産業工芸賞（（財）工芸財団）
- 1975年1月　第20回毎日産業デザイン賞（毎日新聞社主催）
- 1975年7月　イタリア・ファエンツァ国際陶芸展 インダストリアル部門金賞　・P型コーヒーセット
- 1977年　スペイン・バレンシア国際工業デザイン展 陶芸部門金賞　・A型パーティトレイ
- 1983年3月　スペイン・バレンシア第13回国際工業デザイン展 陶芸部門グランプリ　・貝の器（シェルボール）
- 1999年5月　日本陶磁協会賞金賞（(社)日本陶磁協会）
- 2002年　佐賀新聞文化賞（主催：佐賀新聞社）
- 2004年　勝見勝賞

## 主な展覧会
- 1960年5月　「日本のデザイン展望」展（東横、東京）　・しょうゆ差し、招待出品
- 1960年10月 公募展「新しい日本のグッドデザイン展」 （松屋、東京）　・ティーポット他、出品
- 1962年2月　九州クラフトデザイナー協会第1回展（岩田屋、福岡　丸善、東京）
- 1963年10月　安藤光一・森正洋二人展（白木屋、東京）
- 1965年2月　『白山陶器のデザインポリシー』展（松屋デザインギャラリー、東京）
- 1966年7月　「集団食器」展 担当（松屋デザインギャラリー、東京）
- 1969年2月　『近代デザインの展望』展（京都国立近代美術館）　・テーブルウェアセット他、招待出品
- 1972年2月　「〈日本の家具シリーズ〉ニーファニチア」展 担当（松屋デザインギャラリー、東京）
- 1972年9月　個展「食器−あさ・ばん」（松屋デザインギャラリー、東京）
- 1974年11月　個展「森正洋展」（ギャラリー・フジェ、東京）
- 1974年　個展「カップ」（ハートアート、東京）
- 1977年10月 「デザイナーと企業シリーズ4 森正洋と白山陶器」展（松屋デザインギャラリー、東京）
- 1979年8月　「二宮康明の”白い翼”紙飛行機」展 担当（松屋デザインギャラリー、東京）
- 1980年5月 「ジャパン・スタイル」展（ヴィクトリア＆アルバート・ミュージアム、ロンドン）　・P型コーヒーセット、A型パーティトレイ他、招待出品
- 1980年10月 「テーブル・トップ」展（アメリカン・クラフト・ミュージアム、ニューヨーク）　・P型コーヒーセット、ロックカップセット他、招待出品
- 1980年　グループ展（マロニエ画廊、京都）　・えくぼしょうゆさし、出品
- 1981年9月　「デザインフォーラム'82公募展」 コミッショナー（松屋大催事場、東京）
- 1982年2月 「現代の器一注ぐ」展（東京国立近代美術館）　・G型しょうゆさし、P型コーヒーセット他、招待出品
- 1982年9月　日本デザインコミッティー30周年メンバー展「Design 19」　・シェルボール他、出品
- 1982年9月　個展（東京デザイナーズスペース、東京）
- 1984年9月　個展（西武クラフト、東京・池袋）
- 1985年1月　「ネ！コれはおめでたい〈造形作家による新まねき猫展〉」出品（松屋デザインギャラリー、東京）　福田繁雄が担当
- 1985年11月　「現代日本美術の展望一生活造形」展（富山県立近代美術館）　・シェルシリーズ、招待出品
- 1986年1月　「七転び八十六起き－造形作家による新だるま展」出品（松屋デザインギャラリー、東京）　福田繁雄が担当
- 1986年5月　「31人の造形作家による時計のデザイン展」出品（松屋デザインギャラリー、東京）　伊藤隆道が担当
- 1986年6月　「陶磁器と印刷・江戸から現代まで」担当（松屋デザインギャラリー、東京）　・プリント地紋、花天目平皿他、出品
- 1986年12月　「前衛芸術の日本1910-1970」展 （ポンピドゥー・センター、パリ）　・G型しょうゆさし、招待出品
- 1987年1月　「造形作家による新まねき猫展・パート2」出品（松屋デザインギャラリー、東京）　福田繁雄が担当
- 1987年4月　「JOINT－小松誠のプロダクトデザイン展」 担当（松屋デザインギャラリー、東京）
- 1987年6月　第9回日本陶芸展（毎日新聞社主催、大丸ミュージアム・東京他）　・うず潮（組皿）、招待初出品
- 1987年10月　「森正洋の注ぐ器○△□そのほか」（松屋デザインギャラリー、東京）　伊藤憲治が担当 [6]
- 1989年4月　「コミッティーメンバー近作展」（松屋デザインギャラリー、東京）　・交趾トルコ釉、酒器他、出品
- 1989年4月　「1988年度第56回毎日広告デザイン賞展」 担当（松屋デザインギャラリー、東京）
- 1989年5月　「DESIGN JUST NOW」展（東京デザイナーズスペース、東京）　・ゴールドパール・ロックカップ他、出品
- 1989年6月　第10回日本陶芸展（毎日新聞社主催、大丸ミュージアム・東京他）　・交趾トルコ釉酒器、招待出品
- 1989年9月　「フィンランドの生活デザイナー［TIMO SARPANEVA］展」 担当（松屋デザインギャラリー、東京）
- 1991年5月　第11回日本陶芸展（毎日新聞社主催、大丸ミュージアム・東京他）　・絵変り小茶器、招待出品
- 1991年7月　「日本の現代食器陶芸展」（ウェールズ、アベリストウィズ・アーツセンター[7]他、イギリス）　・白磁さざ波シリーズ他、出品
- 1992年4月 「森正洋めし茶わん」（松屋デザインギャラリー、東京・銀座）　亀倉雄策が担当 [8]
- 1992年5月　'92朝日現代クラフト展（朝日新聞社主催、うめだ・阪急百貨店、大阪他）　・バラバラの仕切りパーティ皿（No.4パーティトレイ）、招待出品
- 1992年6月　個展（名古屋プリズムスペース）開催
- 1993年6月　第12回日本陶芸展（毎日新聞社主催、大丸ミュージアム・東京他）　・彩釉平形飯茶碗、招待出品
- 1993年7月　「デザイン・メイド・イン・ニッポン展」（広島市現代美術館）　・G型しようゆさし、招待出品
- 1993年10月　「視線はいつも暮らしの角度で—現代陶芸うつわ考」展（埼玉県立近代美術館）　・平形めし茶わん他、招待出品
- 1994年9月　「日本のデザイン1950年以後」展 （フィラデルフィア美術館、アメリカ他）　・G型しょうゆさし、A型パーティトレイ、招待出品
- 1996年5月　帰国展「made in japan1950-1994」（サントリーミュージアム[天保山]）
- 1994年9月　個展（佐賀新聞社ギャラリー）
- 1995年1月　「森正洋のパーティプレート」（松屋デザインギャラリー、東京）
- 1995年6月　第13回日本陶芸展（毎日新聞社主催、大丸ミュージアム・東京他）　・縁流し盛り鉢、出品
- 1996年9月　lAC '96 JAPAN 国際陶芸アカデミー会員展（佐賀県立美術館）　・パーティトレイ、出品
- 1997年8月 「森正洋陶磁デザイン展」（国際デザインセンター・デザインギャラリー、名古屋）
- 1997年9月　「時代を創ったグッドデザイン展 Gマーク選定制度40年記念」（日本産業デザイン振興会主催、パークタワーホール・東京）　・G型しょうゆさし、キュービック調味料入れ他、招待出品
- 1997年9月　「世界のデザイナー10人」展（ファエンツァ国際陶芸美術館[9]、イタリア）　・円筒の実験B他、招待出品
- 1998年6月　「森正洋陶磁デザイン展」 （愛知県陶磁資料館）
- 1998年10月　「プロダクトデザイナー森正洋 展」（長崎県立美術博物館）
- 1999年10月　「現代日本美術の動静−インダストリアル・デザインの新風景」展（富山県立近代美術館）　・茶碗／彩釉平型1本線飯茶碗、招待出品
- 2000年5月　「森正洋—日本の現代磁器デザイン展」（ドイツ磁器博物館・ハレ美術博物館）
- 2000年9月　個展「森正洋デザイン陶展」（黒田陶苑、東京）
- 2001年6月　「森正洋器の陶磁」展（佐賀玉屋特設コーナー）　日本陶磁協会金賞受賞記念
- 2001年6月　「森正洋陶磁デザインの軌跡展」（佐賀市立図書館ギャラリー）　日本陶磁協会金賞受賞記念
- 2001年9月　粟辻博・森正洋・柳宗理三人展（松屋、東京）
- 2002年6月　「森正洋 陶磁器デザインの革新展」（東京国立近代美術館）
- 2005年2月　「森正洋の白磁の器」展（松屋デザインギャラリー1953、東京）　原研哉が展覧会担当
- 2006年1月　「無印良品のうつわ - 森正洋」展（無印良品有楽町、東京）[10]
- 2009年10月　「森正洋の全仕事展 - 日常食器の豊かさを求めて」[11]（文化庁・佐賀県地域文化芸術振興プラン実行委員会・森正洋の全仕事展実行委員会主催、佐賀県立九州陶磁文化館[12]）

## 脚註・出典
1. ↑  長崎県窯業技術センター
2. ↑  common - Japanese design & lifestyle - PRODUCTS - Hakusan ja Masahiro Mori
3. ↑  石川県立九谷焼技術研修所
4. ↑  多治見市立陶磁器意匠研究所
5. ↑  Publication - University of Art and Design Helsinki
6. ↑  第377回デザインギャラリー1953「森正洋の注ぐ器 ○△□そのほか」 - 日本デザインコミッティー
7. ↑  Aberystwyth Arts Centre
8. ↑  第446回デザインギャラリー1953「森正洋めし茶わん」 - 日本デザインコミッティー
9. ↑  ファエンツァ国際陶芸美術館/Museo Internazionale delle Ceramiche di Faenza
10. ↑  良品計画｜ニュースリリース 「無印良品のうつわ ー 森正洋」展 開催
11. ↑  森正洋の全仕事展ウェブサイト
12. ↑  佐賀県立九州陶磁文化館

- グッドデザインファインダー
- 「陶 Vol.14 森 正洋」 京都書院, 1992/5 ISBN 978-4763687142
- 「プロダクトデザイナー 森正洋展ー食器のデザイン革命ー」 長崎県立美術博物館, 1998/10
- 「森正洋ー陶磁器デザインの革新ー」 東京国立近代美術館, 2002
- 「セラミック スタンダード　森 正洋 作品集」 プチグラパブリッシング, 2005/5 ISBN 978-4939102882
- 「森正洋の全仕事」 ランダムハウス講談社, 2009/10 ISBN 978-4270005439

## 関連人物
- 松本佩山
- 豊口克平
- 勝見勝
- カイ・フランク
- 剣持勇
- 亀倉雄策
- 柳宗理
- 榮久庵憲司
- 石山修武
- 原研哉
- 深澤直人